# Justinien Ier
Vous lisez un « article de qualité » labellisé en 2017.
Ne doit pas être confondu avec Justinien (général).
Justinien Ier ou Justinien le Grand (latin : Imperator Caesar Flavius Petrus Justinianus Sabbatius Augustus, grec ancien : Φλάβιος Πέτρος Σαββάτιος Ἰουστινιανός), né vers 482 à Tauresium, près de Justiniana Prima en Illyrie, et mort le 15 novembre 565 à Constantinople, est un empereur romain d'Orient ayant régné de 527 jusqu'à sa mort. Il est l'une des principales figures de l'Antiquité tardive. Que ce soit sur le plan du régime législatif, de l'expansion des frontières de l'Empire ou de la politique religieuse, il a laissé une œuvre considérable.
D'origine modeste, il parvient au faîte du pouvoir grâce à l'action de son oncle et empereur Justin Ier dont il est l'un des principaux conseillers avant de devenir son successeur. Si son arrivée au pouvoir n'est pas sans troubles, puisqu'il doit faire face à la sédition Nika, il impose progressivement son autorité sur un Empire qui, depuis sa fondation, est constamment sur la défensive face aux assauts de nombreux adversaires et tente de faire perdurer l'héritage de Rome, au travers du projet de la renovatio imperii (« restauration de l'Empire »).
Justinien est parfois considéré comme le dernier empereur romain, avant que l'Empire byzantin (Empire romain d'Orient) ne commence à se différencier de l'Empire romain dont il est le continuateur direct. Il est le dernier empereur à chercher à rétablir l'unité et l'universalité de l'Empire romain, ce qui l'amène à mener des guerres expansionnistes, principalement en Italie et en Afrique, tout en défendant victorieusement les frontières contre les Perses et les Slaves. Au-delà de ses succès militaires, il entreprend une œuvre de codification législative de grande ampleur qui influence profondément l'évolution du droit en Europe pour les siècles à venir. Très pieux, il intervient fortement dans les affaires religieuses. Son ambition de reconstituer un Empire romain universel se confond avec sa volonté d'une foi chrétienne unique et universelle. De ce fait, il est très actif dans la lutte contre les dissidences religieuses, usant parfois de l'oppression et parfois du dialogue, notamment avec les monophysites, même si ses résultats en la matière sont contrastés. En outre, il contribue à l'épanouissement de l'art byzantin, représenté par la construction de la basilique Sainte-Sophie à Constantinople, mais aussi par de multiples autres édifices. Enfin, le règne de Justinien ne peut se concevoir sans le rôle des multiples personnages dont il a su s'entourer et qui lui ont permis de concrétiser ses ambitions, à l'image de son épouse, l'impératrice Théodora, de ses généraux, dont Bélisaire est le plus célèbre, du juriste Tribonien ou du préfet du prétoire Jean de Cappadoce. Il est également probablement le dernier empereur à avoir le latin comme langue maternelle.
Le règne de Justinien peut être décomposé en deux parties. De 527 à 540, les succès sont réels, souvent rapides et de grande ampleur. En revanche, la deuxième partie de son règne est plus contrastée : les frontières de l'Empire sont assaillies et ses nouvelles conquêtes, notamment en Italie, sont compromises. Pour autant, si l'Empire vacille, la situation se rétablit sur l'ensemble des fronts et à sa mort, l'Empire romain d'Orient est à son apogée territorial. Sur le plan interne, la situation se dégrade, parfois pour des raisons extérieures à l'empereur. La peste de Justinien et une série de catastrophes naturelles aboutissent à une profonde crise démographique dont les effets se font surtout ressentir après sa mort.
Sur bien des points, l'œuvre de Justinien apparaît inachevée. Ainsi, ses conquêtes territoriales ne lui survivent pas, de même que l'idée d'un Empire romain universel. Certains historiens ont pu critiquer les ambitions d'un empereur inconscient des forces réelles de son Empire et des enjeux les plus urgents auxquels il fait face. Pour autant, il reste encore aujourd'hui considéré comme un dirigeant de grande qualité, contribuant à faire rayonner l'héritage de la Rome antique.

## Sources

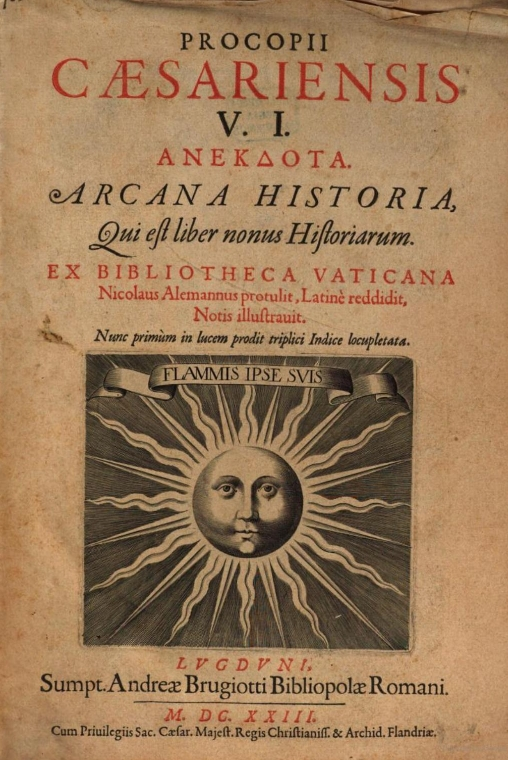
LHistoire secrète de Procope de Césarée, l'une des principales sources du règne de Justinien, est publiée pour la première fois par Niccolò Alamanni en 1623 à Lyon.

La connaissance du règne de Justinien repose sur un grand nombre de sources. Certaines proviennent de Justinien, notamment les nombreuses Novelles de Justinien qu'il a prises durant son règne et qui éclairent sa conception de la fonction impériale. Au-delà, plusieurs chroniqueurs ont écrit sur son règne. Procope de Césarée est de loin la principale source. Ses ouvrages portent principalement sur les guerres menées par Justinien, au sein de sa chronique Les Guerres de Justinien comprenant La Guerre des Perses, La Guerre des Vandales et La Guerre des Goths. Il y livre des détails précieux sur le déroulement de ces conflits et présente généralement Justinien de manière positive, touchant parfois au panégyrique. De même, son ouvrage intitulé Les Monuments ou Les Constructions donne un aperçu intéressant de la politique architecturale de Justinien. Toutefois, l'originalité de cet auteur vient de son Histoire secrète de Justinien. Cet ouvrage, paru après sa mort, livre une version beaucoup plus négative de Justinien et de son entourage, que ce soit sa femme, qu'il présente comme étant à l'origine de nombre des décisions de Justinien, ou Bélisaire, dont il a pourtant été l'assistant. Par bien des aspects, cet ouvrage s'apparente à un pamphlet haineux, tout en conservant une qualité d'écriture réelle, comme souvent chez Procope. De ce fait, il est parfois difficile de démêler le vrai du faux ou, tout du moins, de savoir jusqu'où Procope va dans l'exagération, même si ces deux ouvrages doivent être appréhendés comme complémentaires et non opposés,,,.
Dès lors, il est nécessaire d'accorder de l'importance aux autres chroniqueurs pour corriger les éventuels biais des récits de Procope. Jean le Lydien est aussi une source importante. Son ouvrage historique, Sur les magistratures de l'État romain, est un panégyrique généralement favorable à l'empereur, probablement en partie par nécessité, pour éviter de le mécontenter. Toutefois, il n'hésite pas à le critiquer à l'occasion. Il blâme par exemple la politique fiscale causée par les guerres coûteuses de Justinien, même s'il s'attaque surtout à Jean de Cappadoce et, plus généralement, à l'entourage de l'empereur. Agathias est la troisième source majeure à propos de Justinien. Après la mort de ce dernier, il écrit cinq ouvrages qui prétendent être la suite des Guerres de Procope et recueille des témoignages byzantins, mais aussi perses. Toutefois, son style pâtit d'un manque de rigueur au profit d'envolées rhétoriques et poétiques, un trait par ailleurs souvent présent dans les chroniques de l'époque et qui rend parfois difficile leur exploitation,. De son côté, Jean Malalas a rédigé une longue chronologie qui prétend raconter l'histoire du monde depuis sa création. L'un de ses livres est consacré à Justinien, qu'il juge favorablement, et ses informations reprennent souvent le discours officiel. D'autres historiens, comme Évagre le Scholastique, Jean d'Éphèse ou Zacharie le Rhéteur, apportent des informations complémentaires, mais leurs œuvres ne subsistent parfois que partiellement. Certains événements du règne de Justinien sont aussi éclairés par des œuvres diverses, à l'image de la Johannide, le récit épique de Corippe, qui s'inspire grandement des grands auteurs de l'Antiquité comme Virgile. Il y narre les exploits de Jean Troglita en Afrique et, au-delà de l'aspect laudateur, fournit des informations précieuses sur le contexte historique dans la région.

## Origines, formation et caractère

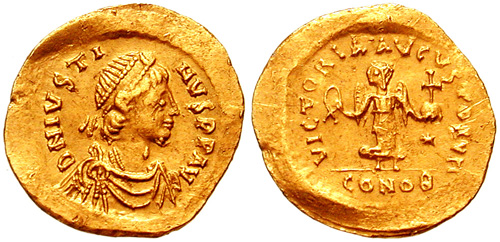
Profil de Justin Ier sur un trémissis.

### Le protégé deJustinIer
À l'origine, rien ne destine Justinien, né vers 482, à exercer la fonction impériale. En effet, il est originaire d'une famille de paysans vivant en Thrace, dans le village de Tauresium (près de la future Justiniana Prima). Il pourrait être d'ascendance illyrienne selon plusieurs chroniqueurs, mais d'autres sources, comme celle de Jean Malalas, indiquent une origine thraco-romaine. Quoi qu'il en soit, un de ses oncles, Justin Ier, est alors présent à Constantinople et joue un rôle fondamental dans le destin de Justinien. Selon Georges Tate, « l'élévation au trône de Justinien est entièrement due à Justin. Sans lui, ses chances étaient inexistantes ». Justin est d'origine modeste, mais à la suite de raids des Huns dans sa région natale, il rejoint Constantinople et s'engage dans le prestigieux corps des Excubites avant de grimper dans la hiérarchie. Par la suite, il invite son neveu à venir dans la capitale avant de l'adopter. Sa date d'arrivée à Constantinople est incertaine. Pierre Maraval estime qu'il a autour d'une dizaine d'années, Georges Tate pense qu'il a plutôt une vingtaine d'années. Ce qui est sûr, c'est que son oncle lui fait donner, alors qu'il est lui-même sans grande culture, la meilleure instruction possible ; l'éducation d'alors se base sur le droit, la rhétorique et la théologie. Justinien dispose donc d'une éducation de qualité, même si Procope de Césarée affirme qu'il reste un barbare dans son langage. Il entame ensuite une carrière militaire au sein de la schole palatine, même s'il sert uniquement dans une unité d'apparat. Il est alors l'un des gardes impériaux, ce qui lui permet d'être à proximité directe du pouvoir.
La carrière de Justinien profite directement de l'arrivée au pouvoir de Justin Ier en 518. Celle-ci n'a rien d'évident, mais Anastase Ier est mort sans désigner son successeur. C'est alors au sénat de désigner le nouvel empereur. Dans un premier temps, les sénateurs ne parviennent pas à se décider tandis que le peuple et l'armée commencent à mettre en avant leurs candidats, là encore sans arriver à un consensus. Finalement, Justin apparaît comme la solution de compromis. Il est acclamé par les différentes factions de la cité impériale et, après un temps d'hésitation, finit par accepter. Justinien a été proposé mais a décliné l'offre et pourrait avoir joué un rôle actif dans la nomination de son oncle. Quoi qu'il en soit, l'arrivée sur le trône impérial de Justin Ier profite directement à Justinien, qui est d'abord nommé comes puis maître des milices des unités de cavalerie et d'infanterie positionnées aux alentours de Constantinople. De ce fait, il ne participe à aucune campagne militaire et ses connaissances dans ce domaine restent purement théoriques, expliquant qu'une fois assis sur le trône, il délègue à ses généraux l'action sur le terrain. Il continue à progresser rapidement dans la hiérarchie en étant nommé consul en 521, puis patrice, nobellissime et enfin césar vers 525. L'assassinat du général Vitalien en 520, peut-être commandité par Justinien, permet à ce dernier de se débarrasser de son principal rival au sein de la cour byzantine. À l'occasion de sa nomination au consulat et comme le veut la tradition, il organise des jeux du cirque particulièrement fastueux qui lui permettent de gagner les faveurs du peuple et du Sénat. Dès lors, il apparaît comme l'héritier naturel de Justin, dont le règne est parfois considéré comme l'antichambre de celui de Justinien. Ainsi, Procope de Césarée estime qu'il exerce la réalité du pouvoir lors de cette période. Pour autant, cette vision apparaît caricaturale car Justin, non content de gouverner de lui-même, montre parfois des réserves à l'égard de son neveu. Ainsi, quand il lui est proposé de le nommer auguste pour préparer sa succession, il aurait affirmé : « Prenez garde à un jeune homme qui a le droit de porter ce vêtement ». Comme l'indique Pierre Maraval, si Justinien estime déjà détenir une part du pouvoir impérial, le fait qu'un grand nombre de ses politiques (conquêtes territoriales, codification législative, etc.) ne sont mises en œuvre qu'après son arrivée au pouvoir démontre qu'il ne dispose pas d'une liberté d'action totale à l'époque du règne de son oncle. En revanche, il est probable que son rôle dans l'administration de l'Empire s'accroisse au fur et à mesure que Justin vieillit, le règne de son oncle lui permettant de se confronter aux difficultés de l'exercice du pouvoir et de gagner en expérience.

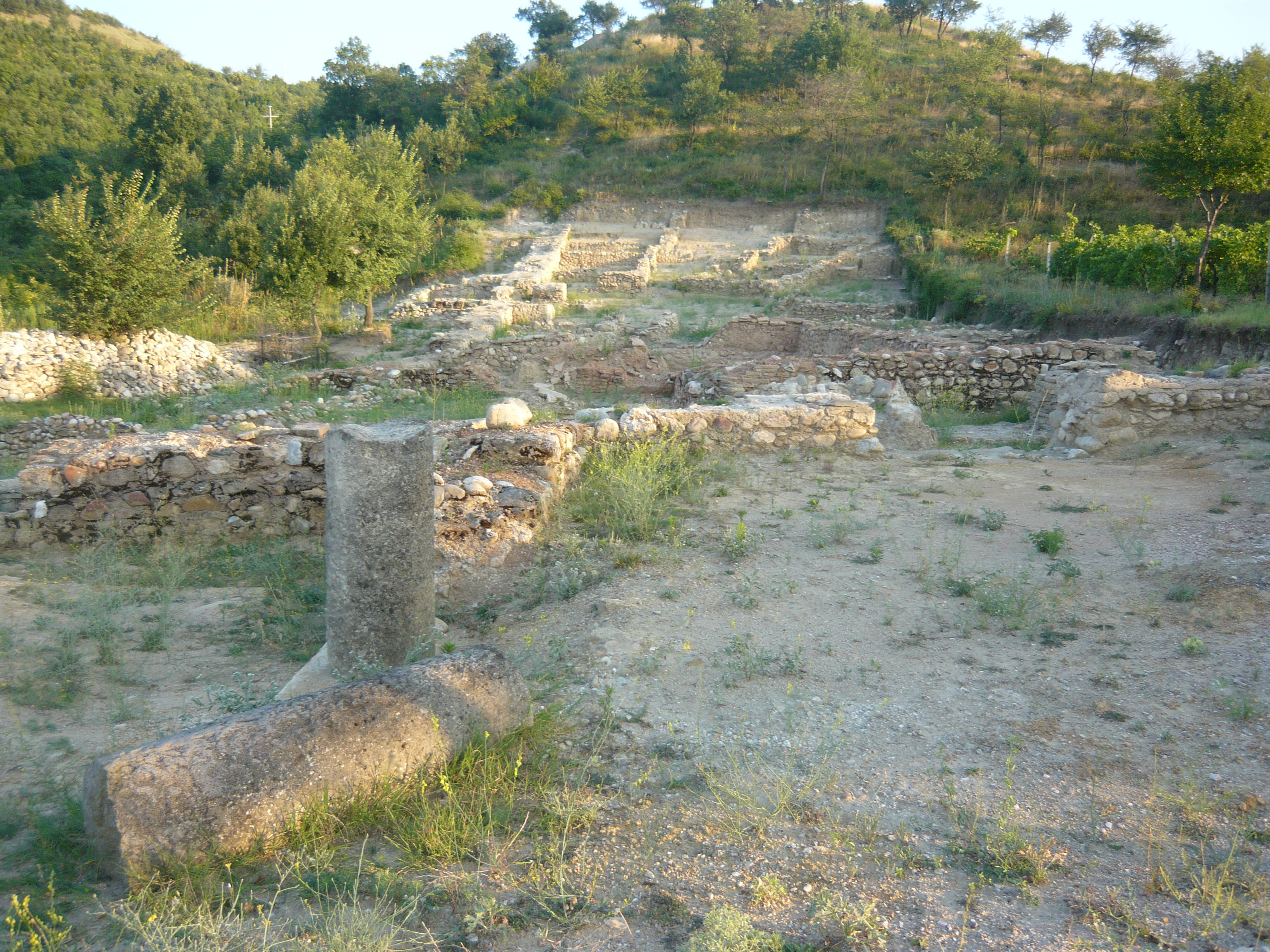
Ruines de Tauresium, lieu de la naissance de Justinien.

Le règne de Justin Ier préfigure par certains aspects celui de son neveu. Sur le plan religieux, l'Empire est divisé entre les partisans du concile de Chalcédoine et ses opposants, dont Anastase Ier était un des représentants. Or, Justin revient à l'orthodoxie, acceptant de suivre les préceptes du concile, ce qui n'est pas sans provoquer des troubles au sein des monophysites, nombreux dans les régions périphériques de l'Empire comme la Syrie ou l'Égypte. Dans ce domaine, il est probable que l'influence de Justinien en faveur de la défense de l'orthodoxie se fasse ressentir. En matière de politique étrangère, il est en butte à la constante menace des Sassanides qui déclenchent la guerre d'Ibérie quelques mois avant sa mort, renouant avec l'antique rivalité qui oppose la Perse à l'Empire romain. Enfin, dans le domaine de la politique interne, Justin doit faire face aux agitations récurrentes provoquées par les factions, des entités chargées normalement d'organiser des courses de chevaux, mais qui sont en réalité le reflet de rivalités de pouvoirs entre différents groupes de la capitale. Ainsi, les Bleus et les Verts s'opposent souvent ouvertement dans les rues de la ville, parfois violemment.

### L'arrivée sur le trône

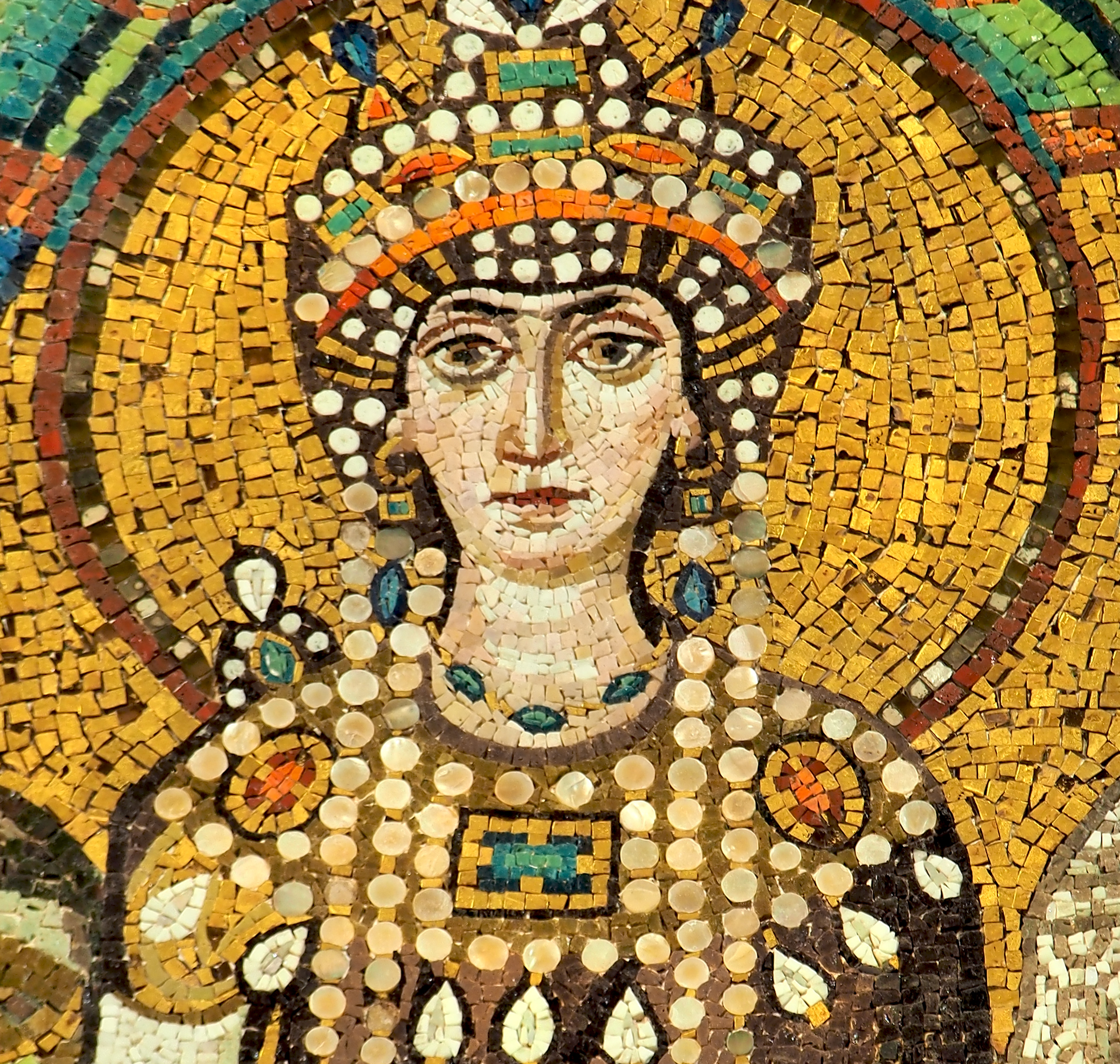
La mosaïque de l'impératrice Théodora, basilique Saint-Vital de Ravenne.

Le 1er avril 527, de vieilles blessures de guerre de Justin se réveillent et provoquent sa lente agonie. Justinien est alors nommé auguste et couronné par Justin. Quatre siècles plus tard, Constantin VII, affirme que le patriarche couronne Justinien le 4 avril, le jour de la Pâques, une date hautement symbolique. Toutefois, cet élément est sûrement inventé pour renforcer la légende de Justinien. C'est bien le 1er avril et des mains de son oncle qu'il reçoit la couronne. Il est alors co-empereur, puis seul empereur à la mort de Justin le 1er juillet. Justinien est alors âgé de 45 ans. C'est donc un homme mûr, dont les chroniqueurs ont livré des descriptions physiques relativement précises. Jean Malalas en parle en ces termes : « Il était petit de taille, le torse bien pris, le nez droit, le teint éclatant, les cheveux bouclés, la face ronde, de belle apparence, le front dégagé, le visage coloré, la tête et la barbe grisonnantes ». S'il a été malade à plusieurs reprises, il décède à l'âge de 83 ans, ce qui en fait l'un des empereurs romains les plus âgés à avoir régné. Les chroniqueurs s'attardent aussi sur sa personnalité. Jean le Lydien loue sa bonté et sa bienveillance, ce que Procope confirme. Celui-ci met en avant son ardeur au travail, ce qui est confirmé par la réputation de l'empereur selon laquelle il dort peu. Jean le Lydien dit de lui qu'il est « l'empereur qui dort le moins » alors que l'église des Saints-Serge-et-Bacchus comprend une inscription indiquant qu'il ignore le sommeil. Cela conduit Charles Diehl à affirmer : « S'il est une qualité qu'on ne peut pas retirer à Justinien, c'est d'avoir été un grand laborieux ». Si Justinien n'hésite pas à user de la répression dans certaines de ses politiques, conduisant parfois à des actes d'une grande sévérité, voire à de la cruauté, il semble avoir fait preuve de modération dans ses relations humaines. Ses réactions sont rarement excessives et il recherche en général la pondération, ainsi que le respect du droit. Selon Georges Tate, « C'est le régime plutôt que Justinien lui-même qui était despotique ». Dans Constructions, Procope de Césarée crédite l'empereur de sa volonté de toujours améliorer la situation de l'Empire et d'impulser nombre de réalisations à Constantinople et ailleurs. En revanche, dans son Histoire secrète de Justinien, il dresse un tableau plus négatif, le comparant à Domitien, un empereur très mal perçu à l'époque, avant d'égrener ses défauts : « Cet empereur était dissimulé, trompeur, sournois, cachant sa colère, insaisissable, un homme roué, tout à fait habile à cacher sa pensée, toujours menteur »,. Plus largement, cet ouvrage démontre le mépris de Procope envers Justinien et une partie de son entourage qu'il assimile à des parvenus, alors que lui-même appartient à la noblesse. En effet, s'il s'est élevé tout en haut de la hiérarchie sociale, en partie grâce à Justin, Justinien semble ne s'être jamais complètement intégré à l'élite dirigeante de l'Empire, restant influencé par ses origines populaires.
Une qualité fondamentale de Justinien est sa capacité à s'entourer de conseillers compétents qui lui permettent de mener à bien des projets d'envergure. Pour satisfaire son ambition de reconquérir d'anciens territoires, et même s'il n'est pas prouvé qu'il dispose d'une stratégie précise de rénovation impériale, il peut se reposer sur ses généraux. Le plus illustre d'entre eux est Bélisaire qui intervient sur tous les fronts quand cela s'avère nécessaire. Si Justinien lui retire parfois sa confiance, il finit toujours par revenir vers lui quand il doit faire face à des situations périlleuses. De même, Narsès joue un rôle déterminant dans la guerre contre les Goths en Italie de 535 à 553, tandis que Jean Troglita participe activement à la pacification de l'Afrique. En matière de politique intérieure, Justinien est aussi assisté de conseillers de grande qualité, à l'image de Tribonien qui est le maître d'œuvre de la rédaction du code justinien. De même, Jean de Cappadoce se montre un préfet du prétoire zélé et efficace.
Enfin, la première partie du règne de Justinien est inséparable de sa relation avec sa femme Théodora, originaire du milieu du spectacle et particulièrement méprisée par l'Église. De ce fait, il s'agit bien d'un mariage d'amour, sûrement contracté en 525, et il est certain que l'empereur lui porte une grande affection, étant profondément affligé de sa mort en 548. En outre, elle a probablement une influence profonde sur certaines de ses décisions politiques, comme son refus de fuir lors de la sédition Nika. Dans son Histoire secrète, Procope de Césarée lui prête même une forme d'emprise sur son mari, ce qui est certainement exagéré,.

## L'idéologie impériale

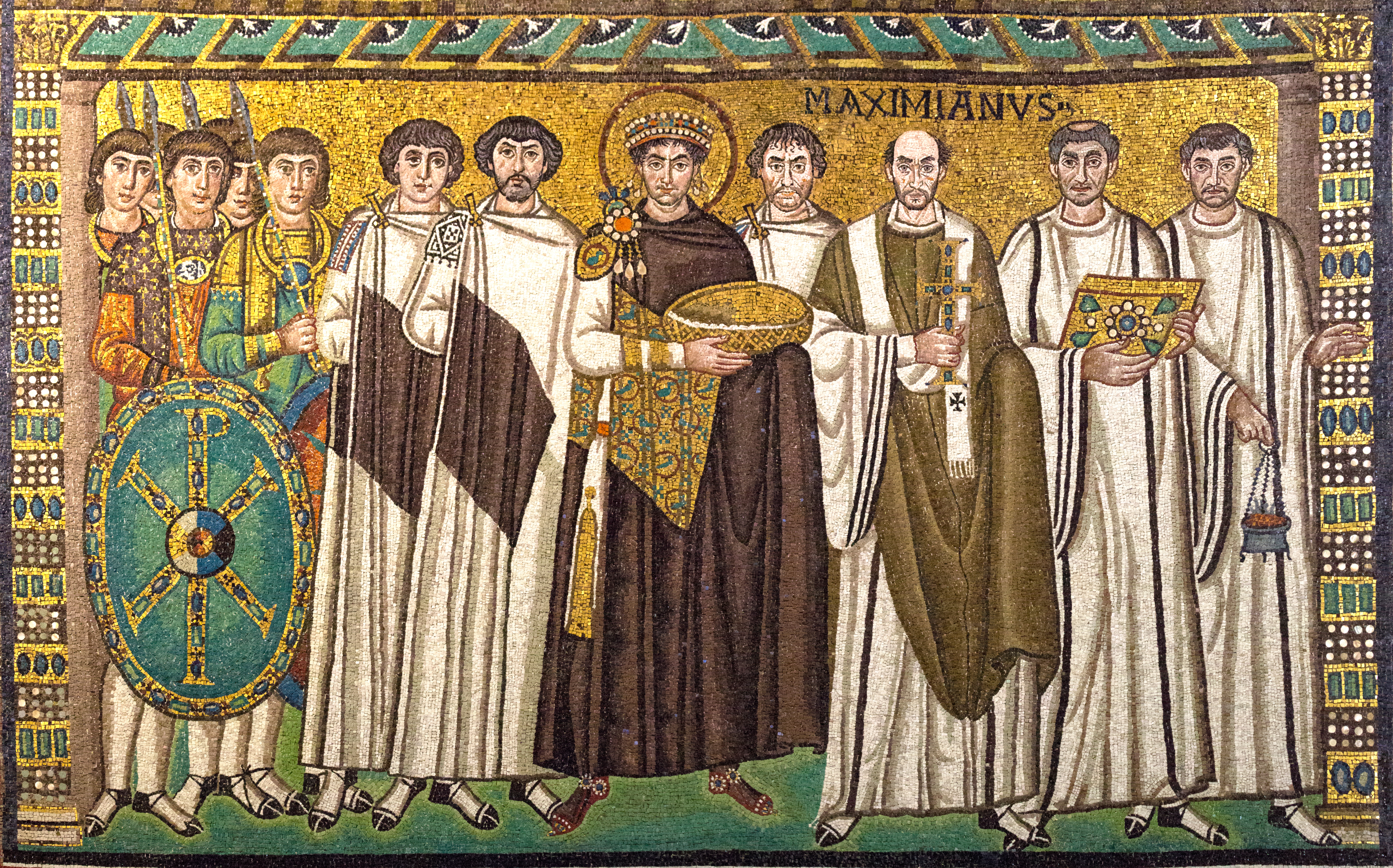
Justinien représenté sur une mosaïque dans la basilique Saint-Vital de Ravenne.

Au cours de son règne, Justinien renforce notablement la position de l'empereur, accroissant l'autoritarisme et le centralisme du régime. Surtout, il renforce les moyens d'action de l'empereur, au détriment de la capacité d'influence de l'aristocratie. L'idéologie impériale qu'il promeut repose sur la tradition absolutiste d'un Empire romain dorénavant chrétien. La légitimité impériale se confond avec la légitimité divine pour conforter sa position. Les aspects païens qui pouvaient encore influencer l'office impérial disparaissent, au détriment de la vieille aristocratie, notamment la classe sénatoriale. L'affirmation du pouvoir impérial est symbolisé par la disparition du consulat. Cette fonction est d'une grande importance dans la tradition romaine et ses détenteurs, au nombre de deux pour un an, sont des personnalités importantes de la noblesse de l'Empire. Ainsi, le consul ordinaire donne son nom à l'année civile. Or, Justinien décide en 537 que le temps sera décompté par rapport à l'année de règne de l'empereur et non par rapport au consulat, fonction qu'il exerce d'ailleurs de plus en plus, puisqu'il nomme le dernier consul en 541, précipitant la disparition de cette dignité.
La vision de Justinien de la position de l'empereur s'incarne dans les titres dont il se pare. Il est l'empereur nomos empsychos, soit la « loi vivante ». Il est aussi Philochristos, « l'ami du Christ » et Restitutor, soit le « restaurateur de la puissance romaine ». L'empereur occupe de plus en plus une place prééminente. Il n'est plus le premier des citoyens, mais insiste pour se faire appeler le Kurios (traduction du latin dominus), soit « maître ». Sa puissance est aussi représentée par ses multiples surnoms tirés des nations vaincues, reprenant là une vieille tradition des dirigeants romains. Il est l'empereur Allamanicus (vainqueur des Alamans), Gothicus (des Goths), Francicus (des Francs), Germanicus (des Germains), Anticus (des Alains), Vandalicus (des Vandales), Africanus (des Africains). Cette transcendance s'incarne dans le cérémonial impérial, qui met à distance l'empereur du reste des hommes. Le Grand Palais doit être le lieu de la mystique impériale. Le déroulement des cérémonies ne diffère guère de la tradition romaine, mais certains traits sont renforcés. La distance entre Justinien et ses hôtes est accentuée et les marques de respect envers l'empereur sont parfois étendues à l'impératrice, au grand dam de l'aristocratie traditionnelle. Il est souvent masqué par un drap épais et, quand il est visible de tous, il ne s'exprime parfois que par des gestes ou par l'intermédiaire d'un mandator, pour renforcer la distance entre lui et le reste de l'humanité.
Enfin, Justinien accorde une grande importance à la manière dont il est représenté aux yeux de son peuple. Une forme de propagande impériale se développe. Les monnaies byzantines le représentent souvent dans une tenue militaire triomphante et portant une croix, à l'image de la sculpture à son effigie sur la colonne de Justinien érigée à Constantinople. La sacralité chrétienne est omniprésente dans l'imagerie impériale, notamment sur les mosaïques de la basilique Saint-Vital de Ravenne. L'œcuménisme chrétien se mêle à l'universalité romaine pour dépeindre Justinien comme le maître du monde et, plus largement, de l'univers. En dépit de l'ampleur des ambitions de Justinien, Georges Tate nuance sa responsabilité dans l'autoritarisme croissant de l'Empire byzantin, rappelant que la tendance à l'approfondissement des pouvoirs de l'empereur est ancienne, remontant au moins à Dioclétien, et que Justinien ne fait qu'achever ce mouvement entamé bien avant son règne.

## Politique extérieure de Justinien

Les conquêtes de l'Empire romain d'Orient de 533 à 555.

La politique extérieure de Justinien peut être décomposée en deux aspects. D'abord, la préservation des frontières existantes, en Orient face aux Sassanides, le rival traditionnel de l'Empire, et dans les Balkans, face aux barbares venus du Nord. Dans les deux cas, non sans mal, il parvient à les protéger efficacement. Ensuite, la rénovation impériale, c'est-à-dire la volonté de reconstituer l'Empire romain dans ses anciennes frontières, notamment en Occident. Si cette politique expansionniste parvient effectivement à rétablir l'autorité impériale dans des régions comme l'Italie, l'Afrique du Nord et une partie de l'Espagne, elle ne semble pas pour autant découler d'une stratégie initiale clairement établie,.
Sur le plan chronologique, il est aussi possible de séparer le règne de Justinien en deux périodes. Entre 527 et 540, après être parvenu à affermir sa position sur le trône, il se lance dans des guerres de conquêtes victorieuses tout en préservant la paix sur les fronts balkaniques et perses. En revanche, à partir de 540, l'Empire byzantin doit relever plusieurs défis de natures diverses, qui menacent les acquis de la décennie précédente sans pour autant les remettre en cause.

### Guerres et paix avec la Perse sassanide

#### Une paix difficile à obtenir (527-540)

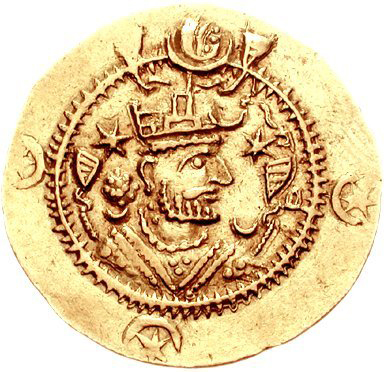
Pièce représentant Kavadh Ier.

Depuis la fondation de l'Empire romain d'Orient, l'Empire sassanide représente son principal rival à l'est. Si les conflits entre les deux entités sont nombreux (guerre d'Anastase), la frontière reste à peu près la même. Justinien n'échappe pas à cette logique de confrontation entre les deux principales puissances régionales, puisqu'en 526 éclate la guerre d'Ibérie. Pour autant, au début de son règne, il bénéficie des négociations de paix ayant eu lieu la dernière année du règne de Justin, en 527, avec l'empereur Kavadh Ier. Néanmoins, ces tractations masquent mal la persistance de préparatifs de guerres entre les deux empires. Justinien cherche alors à renforcer sa frontière orientale, en poursuivant l'œuvre de remise en l'état des forteresses frontalières (Palmyre, Dara, Zénobie, Amida…), mais aussi en modifiant l'organisation administrative de ses marges orientales. Ainsi, il crée des postes de dux au sein de plusieurs positions stratégiques, à Palmyre ou à Circesium. La province de Grande-Arménie est aussi créée et séparée du maître des milices d'Orient. Elle passe alors sous le giron du nouveau maître des milices d'Arménie. Enfin, il mène une intense campagne diplomatique pour se concilier les faveurs des peuples barbares proches de la frontière avec la Perse, tout en essayant de les christianiser. C'est le cas, par exemple, des Abkhazes situés au nord du Caucase. Dans tous les cas, ces manœuvres visent surtout à prévenir une grande offensive perse et Justinien ne mène aucune action offensive contre son grand rival oriental.
Dès 528, les hostilités reprennent avec des combats contre le royaume de Lazique et en Mésopotamie qui ne débouchent sur aucun changement territorial significatif. Plus au sud, la guerre se focalise sur l'établissement, par les Byzantins, d'une forteresse à Thannuris, au sud de Dara. Les Sassanides exigent l'abandon des travaux et s'en prennent aux ouvriers, ce qui provoque une réaction des Byzantins. C'est alors Bélisaire, dux de Mésopotamie, qui dirige les opérations et reçoit des renforts menés par Coutzès, qui sont vaincus par 30 000 Sassanides,. Ces derniers en profitent pour raser la forteresse inachevée, avant qu'une trêve ne soit signée pour l'hiver. Durant cette période, les Byzantins sont en butte à d'autres difficultés. Face à Al-Mundhir III ibn al-Nu'man, le roi des Lakhmides et allié des Sassanides, ils ont soutenu son rival Aréthas, finalement vaincu puis tué. Les Byzantins décident alors de mener une expédition punitive qui débouche sur la prise de forteresses sassanides et une réaction de Al-Mundhir III qui lance un raid en représailles, jusque vers Antioche. Avec les Sassanides, l'année 529 n'est marquée par aucune campagne militaire d'envergure, si ce n'est la révolte des Samaritains réprimée par les Ghassanides, un peuple arabe allié des Byzantins. Cependant, Kavadh réclame de Justinien le paiement d'un tribut, faute de quoi, il menace de reprendre les hostilités. Face au refus des Byzantins, il s'apprête à repartir à l'offensive.
L'invasion perse se déroule en 530 et mobilise une armée de 40 000 hommes. En face, les Byzantins sont menés par Bélisaire, nouveau maître des milices d'Orient avec 25 000 hommes. En dépit de cette infériorité numérique, il défend victorieusement Dara où les Sassanides perdent 8 000 hommes. Sur le théâtre arménien, les Byzantins sont aussi victorieux à la bataille de Satala et parviennent à s'emparer de quelques forteresses. Justinien peut alors entamer des négociations en position de force, mais Kavadh se montre de nouveau peu ouvert aux discussions, exigeant toujours des versements prévus par d'anciens traités. La paix n'est toujours pas à l'ordre du jour. En 531, les deux armées reprennent le combat, mais aucune n'est en mesure de prendre le dessus sur l'autre. Cette fois-ci, Bélisaire, poussé au combat par ses officiers, est vaincu à la bataille de Callinicum et rappelé à Constantinople. Encore une fois, les Byzantins tentent de négocier, mais Kavadh préfère profiter de son avantage militaire. Toutefois, la mort du souverain perse le 13 septembre 531 constitue un tournant dans le conflit. Son successeur, Khosro Ier, n'a pas les intentions bellicistes de son père. Tout juste arrivé sur le trône, il doit d'abord affirmer son pouvoir. Quant à Justinien, il désire mobiliser ses forces dans la reconquête d'anciennes terres romaines, notamment en Afrique du Nord. En septembre 532, les deux souverains concluent donc une « paix éternelle », débouchant sur un statu quo ante bellum (« comme les choses étaient avant la guerre »), tandis que les Byzantins consentent à payer leurs dettes aux Sassanides et que ces derniers garantissent une liberté de culte aux chrétiens de Perse,,. Cette paix dure jusqu'en 540, régulièrement ponctuée d'incidents de frontières, souvent provoqués par Al-Mundhir III.

#### La reprise des hostilités (540-561)

Le royaume de Lazique.

En 540, les hostilités reprennent sur le front oriental de l'Empire. Justinien est alors engagé dans la reconquête de l'Italie et dans la pacification de l'Afrique. Quant à Khosro Ier, il a eu le temps de consolider son emprise sur la Perse et peut dorénavant se consacrer à sa politique extérieure. Du côté byzantin, les provinces frontalières sont fragiles. En 536, l'Arménie se soulève quand Justinien passe un décret soumettant les Arméniens aux mêmes lois que le reste des Romains. Les rebelles ne tardent pas à requérir l'intervention des Sassanides qui s'inquiètent des progrès notables de Justinien en Occident. Au-delà de gains territoriaux qu'il sait difficiles à acquérir, Khosro espère surtout renflouer les caisses de son empire. Les rivalités entre les Ghassanides (pro-byzantins) et les Lakhmides (pro-sassanides) lui servent de prétexte pour intervenir car il reproche à Justinien d'essayer d'acheter les seconds. Or, Justinien n'a aucun intérêt à la guerre, qui risque de détourner des moyens précieux de ses entreprises expansionnistes en Occident, mais ses efforts diplomatiques restent lettre morte. Khosro mobilise une grande armée pour remonter l'Euphrate, s'emparant notamment de Sura qu'il démolit. Les défenses byzantines ne sont pas en mesure de résister à cette incursion. En juin 541, les Sassanides assiègent Antioche, une cité stratégique de la Syrie, que Germanus ne peut défendre. La ville est mise à sac et Khosro peut rentrer victorieux à Ctésiphon. La destruction d'Antioche, ville phare de la chrétienté orientale, est un choc pour Justinien et pour tout l'Empire. Si l'empereur met en œuvre d'importants moyens pour reconstruire la ville, cet épisode est l'un de ses plus gros échecs en matière de politique extérieure.

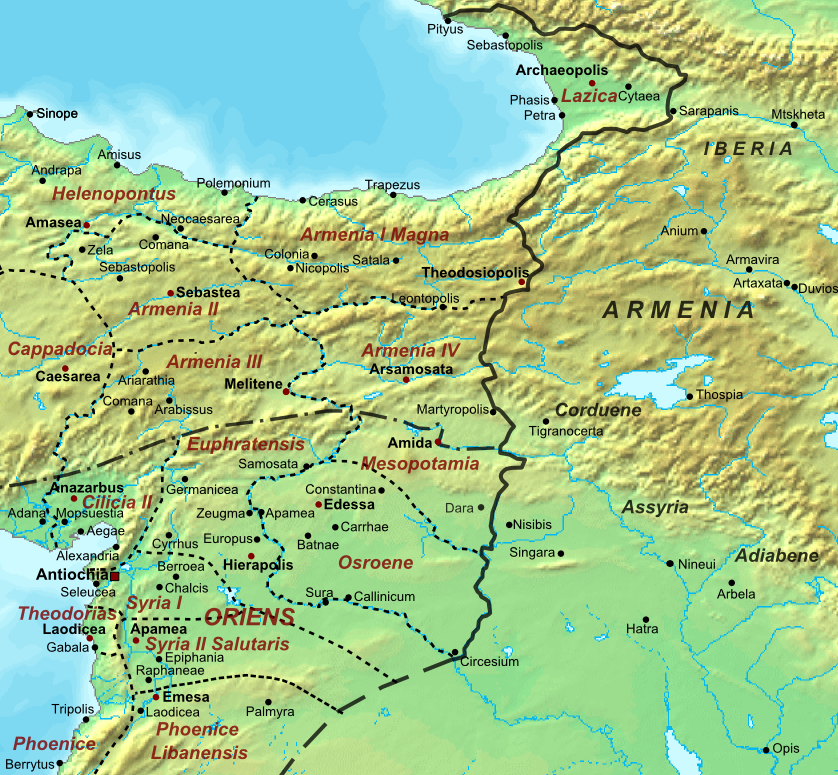
La frontière perso-byzantine à la mort de Justinien. Théâtre de rudes combats, elle n'évolue que marginalement.

Cette première campagne a d'autres conséquences. Le roi Lazique Gubazès II décide de se tourner vers les Sassanides et leur demande de chasser les Byzantins. Justinien est alors obligé de réagir face à la dégradation de la situation. Comme souvent, il se tourne vers Bélisaire qu'il rappelle d'Italie. Pour autant, s'il tient tête aux Sassanides, il n'obtient aucun résultat décisif et le conflit tend à s'équilibrer alors qu'une épidémie de peste frappe la région frontalière, fragilisant les deux armées. Bélisaire tombe même en disgrâce auprès de Justinien. Cela n'empêche pas l'Empire de mobiliser une vaste armée de 30 000 hommes mais, comme souvent, l'absence de général en chef crée la discorde entre les commandants, aboutissant à une campagne peu glorieuse, surtout ponctuée de raids. Face à l'enlisement de cette guerre, les deux puissances s'accordent sur une trêve en 545. Pour autant, la guerre se poursuit en Lazique, que les deux empires espèrent faire entrer dans leur sphère d'influence. Gubazès regrette rapidement de s'être tourné vers les Sassanides qui tentent d'imposer le culte mazdéiste, tandis que l'interruption des liens commerciaux avec l'Empire byzantin a des répercussions négatives sur son royaume. Justinien répond alors à ses demandes de pardon et lui envoie une troupe de 8 000 hommes conduite par le général Dagisthée. Là encore, les deux armées se neutralisent. Ni Bessas, qui remplace Dagisthée, ni Mihr-Mihroe pour les Sassanides ne sont capables de prendre le dessus. Finalement, c'est Khosro qui requiert la paix, étant donné le coût exorbitant de cette campagne, lié à la difficulté plus grande pour les Sassanides d'y acheminer des renforts. La trêve entre les deux empires est étendue à la Lazique en 557. En 561, une nouvelle paix est conclue entre Justinien et Khosro qui ne diffère guère de la « paix éternelle » de 532. La domination byzantine sur la Lazique est confirmée, mais l'Empire byzantin doit verser 30 000 pièces d'or par an à la Perse, tandis que cette dernière garantit la liberté religieuse pour les chrétiens. La frontière, elle, reste la même, confirmant l'incapacité de l'une des deux puissances à imposer sa domination.

### Des menaces contenues dans les Balkans

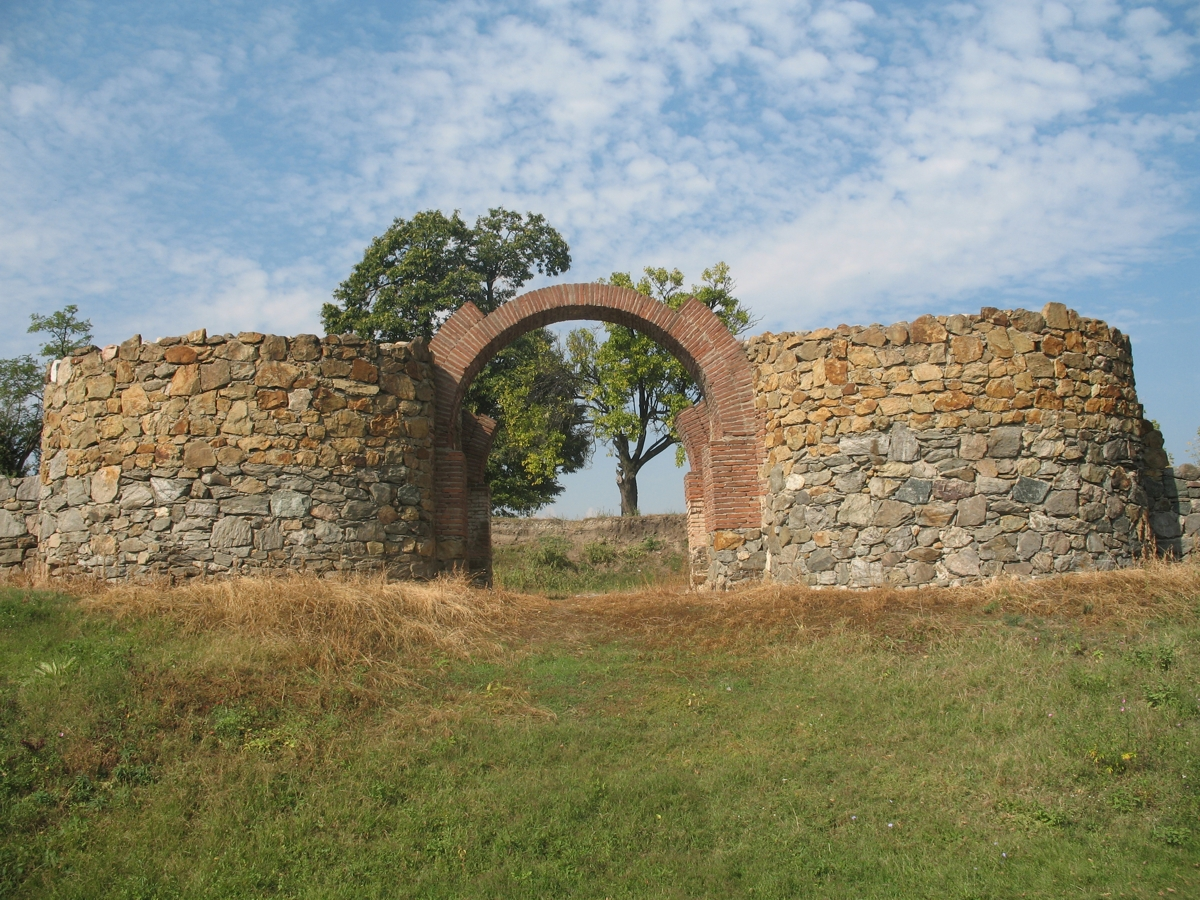
Porte est de la forteresse de Diana, l'une des nombreuses fortifications que Justinien fait construire ou restaurer dans les Balkans.

Durant le règne de Justinien, le front balkanique reste relativement calme, même si l'Empire doit faire face aux tentatives renouvelées des divers peuples vivant plus au nord de franchir la frontière du Danube. Parmi ces derniers figurent notamment les Slaves, les Bulgares ou les Avars. Si des historiens de l'époque comme Procope de Césarée traitent avec un certain dédain cette guerre secondaire, considérant d'ailleurs que Justinien n'y accorde qu'une importance limitée, l'empereur ne délaisse pas cette région. À l'instar de la politique qu'il mène en Orient, il tente avant tout de préserver la paix pour se consacrer à ses conquêtes en Occident. De ce fait, il conduit l'œuvre de fortifications de la frontière traditionnelle (le limes), mais il va au-delà, fortifiant la péninsule dans la profondeur. Procope de Césarée met particulièrement en avant cet aspect de la politique balkanique de Justinien, et il est parfois difficile de savoir si tous les travaux attribués à Justinien (six cents selon Procope) le sont de manière certaine. L'objectif de ces forteresses est de protéger des positions stratégiques de la péninsule balkanique et de fournir des lieux de refuge à la population en cas de raids. Dès lors, ces derniers aboutissent moins facilement à la constitution de butins importants et doivent se risquer à la prise de forteresses, ce qui conduit Charles Diehl à dire que Justinien « fait de l'Empire un camp retranché ». Toutefois, à terme, cette stratégie défensive est d'une efficacité réduite, car ces nombreuses positions fortifiées ne disposent généralement pas de garnisons suffisantes pour pleinement jouer leur rôle,. Enfin, en parallèle de son entreprise de fortification des Balkans, Justinien préfère négocier avec les barbares, concluant des accords avec les Gépides, les Lombards ou les Hérules, ces derniers se voyant confirmer leur statut de fédérés,,.
Pour autant, cela ne suffit pas à prévenir les invasions et les raids, souvent de faible envergure, mais qui obligent l'Empire à maintenir des forces dans la région. Ainsi, entre 527 et 530, Mundus, un ancien Gépide devenu maître des milices d'Illyrie, repousse plusieurs raids. En 536, les Gépides s'emparent de cités abandonnées par les Goths, comme Sirmium, du fait de la guerre des Goths. Justinien met alors un terme à l'accord passé avec ce peuple, tente de les combattre sans grands résultats et revient à une politique de conciliation. Pour renforcer la sécurité de la péninsule balkanique, l'empereur en réorganise l'administration. Il remplace les vicaires des diocèses de Thrace et du mur d'Anasthase par un prêteur justinien de Thrace, aux fonctions civiles et militaires. De même, le poste de questeur justinien de l'armée est créé, avec à sa charge la défense du Bas-Danube, l'objectif étant de parvenir à un approvisionnement régulier des forces présentes dans cette région stratégiquement importante,. En 539-540, comme sur la plupart des autres fronts, la situation bascule dans un sens défavorable à l'Empire byzantin. Les Koutrigoures mènent un raid de grande envergure dans l'Illyrie, poussant jusqu'à Thessalonique ou aux Dardanelles. Il ne s'agissait plus de petits raids frontaliers de pillage, mais bien de forces organisées, susceptibles de perturber en profondeur la domination byzantine dans la région. Un autre raid s'avance jusqu'à l'isthme de Corinthe, seulement bloqué par les fortifications. Les Antes et les Sklavènes sont aussi de la partie, ces derniers atteignant Dyrrachium en 548. Justinien envoie alors une armée conduite par plusieurs généraux de renom, dont Narsès, mais elle est vaincue. Finalement, c'est devant le mur d'Anasthase, premier dispositif de la défense rapprochée de Constantinople, que les Sklavènes sont vaincus. En Pannonie, ce sont les Francs de Thibert Ier qui représentent une menace pour la suprématie impériale, mais Justinien s'allie avec les Lombards pour parer au danger. La même alliance est mise en œuvre pour éloigner la menace des Gépides, l'empereur jouant habilement des rivalités entre ces deux peuples qui, s'affaiblissant mutuellement, ne peuvent s'en prendre à l'Empire byzantin.
En mars 559, intervient le plus grand raid dans les Balkans du règne de Justinien. Les Koutrigoures, alliés aux Bulgares et aux Sklavènes, s'avancent vers le sud. Si deux des trois groupes sont finalement repoussés, le troisième, conduit par Zabergan, s'avance jusqu'aux murailles de Constantinople, battant les Scholes palatines et contraignant l'empereur à rappeler Bélisaire de sa retraite. Celui-ci chasse Zabergan des environs de la capitale impériale, ce qui ne l'empêche pas de piller la Thrace, tandis que Justinien décide de restaurer le mur d'Anasthase en partie détruits par un séisme en 557. Enfin, comme souvent, il use de la diplomatie pour affaiblir les Koutrigoures. Après avoir conclu un traité de paix, il parvient à susciter la rivalité entre ce peuple et les Onoghours pour les détourner de l'Empire byzantin,. En revanche, à la fin du règne de Justinien, les Avars commencent à apparaître au nord du Danube. Si l'empereur parvient à maintenir de bonnes relations avec eux, ils font peser une nouvelle menace sur la souveraineté byzantine dans les Balkans, qui reste fragile.
Justinien est aussi attentif à maintenir l'influence byzantine sur le nord de la mer Noire. Sur les régions de l’antique royaume du Pont, l’Empire conserve quelques têtes de pont qui constituent autant de comptoirs commerciaux régulièrement menacés par les peuples nomades de la steppe eurasiatique. La stratégie byzantine, calquée sur celle de Rome, est de maintenir un réseau de royaumes clients ou de peuples alliés en lieu et place d'une domination directe. Pour cela, les Byzantins tentent de convertir au christianisme les Koutrigoures de la région, dirigés par Grod. Ce dernier se rend à Constantinople, est baptisé mais est renversé à son retour. Vers 528, les Koutrigoures s’emparent de Bosphorus, anciennement Panticapée. Justinien envoie une flotte reprendre cette cité et raffermir l’alliance avec les Goths de Crimée, encore présents dans la région. Ces derniers, qui ne sont pas ariens à la différence des Wisigoths et des Ostrogoths, constituent des alliés pour l’Empire.

### La reconquête de l'Afrique du Nord

#### Guerre contre les Vandales

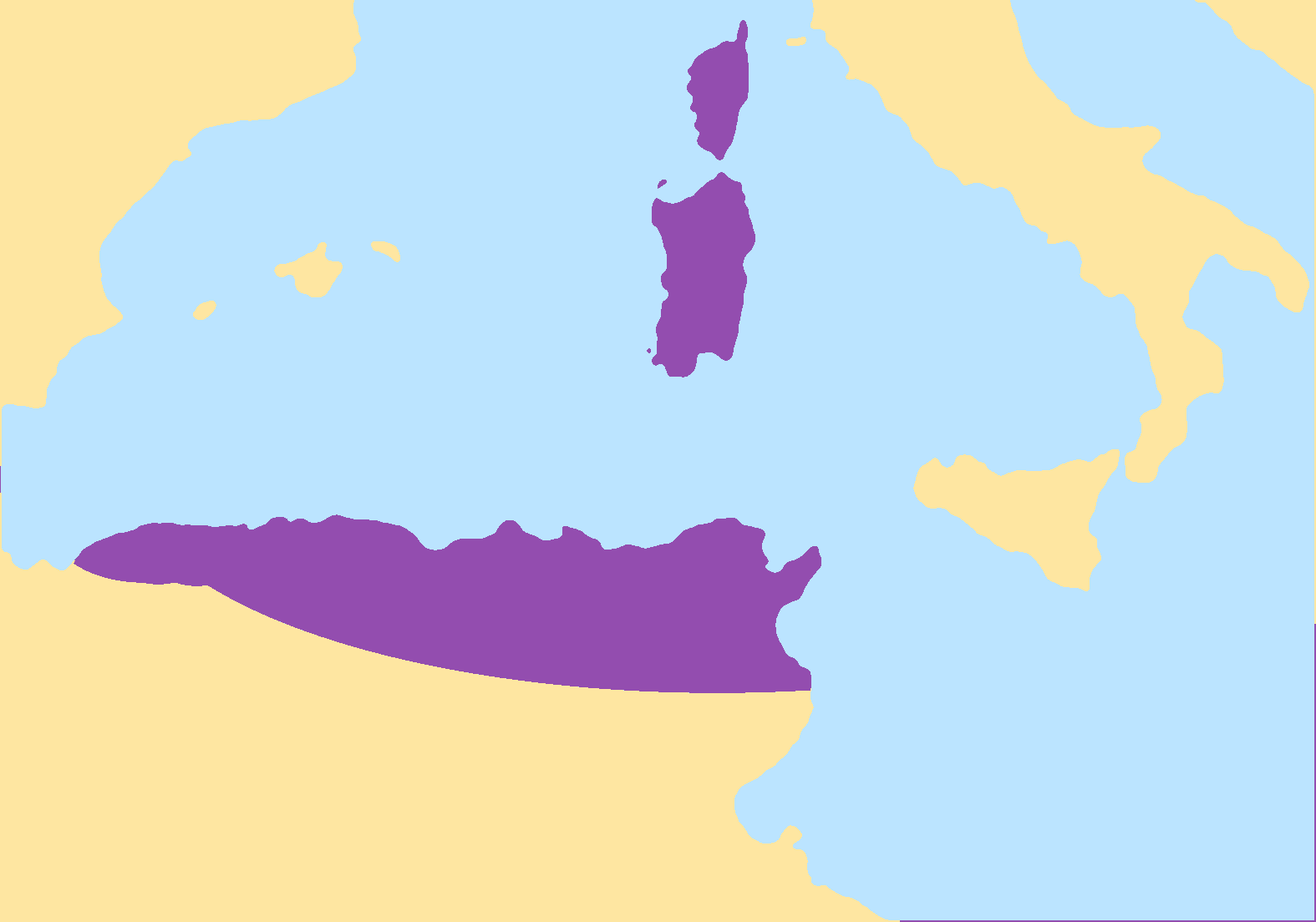
Royaume vandale vers 455.

La grande œuvre de la politique extérieure de Justinien est le rétablissement des anciennes frontières de l'Empire romain. Pour cela, il conduit des campagnes militaires expansionnistes sur les anciennes terres romaines et l'Afrique du Nord est sa première cible. La région de Carthage est tombée aux mains des Vandales au début du Ve siècle, qui se sont toujours montrés hostiles à l'Empire romain, rejetant la souveraineté impériale, même nominale et allant jusqu'à mettre Rome à sac en 455. Déjà, Basiliscus a conduit une expédition de très grande envergure (1 100 navires) pour mater ce royaume, mais elle tourne au désastre avec la destruction d'une grande partie de la flotte. En outre, le royaume vandale professe l'arianisme rejeté par Constantinople, accroissant les dissensions entre les deux camps. Si Hildéric, roi depuis 523, modifie la politique vandale dans un sens plus favorable aux Romains, il est renversé en 530 par Gélimer. Justinien se sert de cet événement pour s'immiscer dans la politique vandale. Il demande au nouveau roi de libérer Hildéric, sans résultats. Plus encore, Gélimer dénonce l'immixtion de Justinien dans les affaires de son royaume. De ce fait, l'empereur décide de conduire une expédition militaire, officiellement pour rétablir Hildéric sur le trône. En outre, il est probablement motivé par la défense des catholiques persécutés. Une autre motivation pourrait être le désir de mettre fin à la piraterie des Vandales et rétablir la domination romaine en Méditerranée. Enfin, il sait que les Maures se soulèvent régulièrement, affaiblissant l'autorité vandale, ce qui le rend confiant quant à la possibilité d'une campagne victorieuse,.

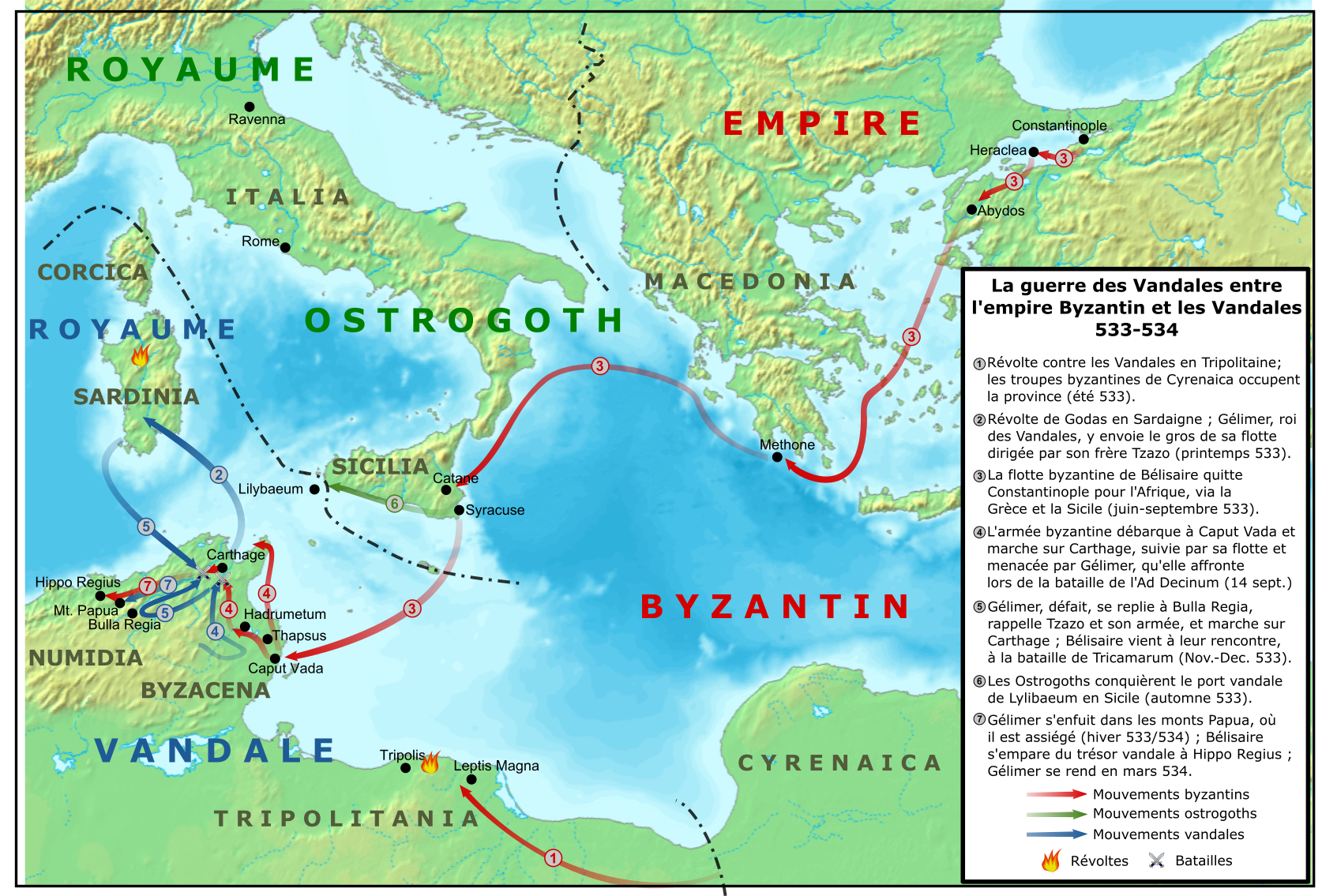
La guerre des Vandales.

Dans un premier temps, le Sénat s'oppose à ce qu'il juge être une aventure dispendieuse, rappelant le coût exorbitant de la campagne catastrophique de Basiliscus. Si la guerre est finie en Orient, les militaires aspirent au repos. Jean de Cappadoce, le puissant préfet du prétoire, est résolument opposé à ce projet en raison de son coût, alors que les autorités religieuses sont plutôt favorables à cette campagne contre les Vandales ariens. En dépit des oppositions nombreuses, Justinien impose son projet et la flotte quitte la cité impériale le 22 juin 533, sous le commandement de Bélisaire. L'expédition transporte 15 000 hommes dont 5 000 cavaliers sur cinq cents navires protégés par 92 dromons, comprenant eux-mêmes 2 000 hommes. C'est donc une armée relativement réduite, d'autant que cinq cents hommes périssent en chemin, mais cette fois-ci, aucune flotte vandale ne se dresse contre l'escadre romaine. En outre, cette dernière peut faire étape dans les ports ostrogoths de la Sicile car Amalasonte, reine des Ostrogoths, s'oppose à Gélimer. Ce dernier est alors occupé par une campagne contre les Maures et ne s'attend aucunement à l'attaque des Romains. Plus encore, il a envoyé une expédition en Sardaigne pour mater la révolte du gouverneur local, ainsi qu'une armée pour réprimer le soulèvement de Prudentius, un noble romain de Tripolitaine,.
Bélisaire débarque en Afrique à la fin du mois d'août 533 et établit son camp à Chebba, à cinq jours de marche au sud de Carthage. En face, c'est le général Ammatas, le frère de Gélimer qui défend la cité car le roi vandale est toujours en campagne. Alors que Bélisaire progresse, les Vandales prévoient de l'attaquer par trois côtés mais manquent de coordination entre eux. Lors de la bataille de l'Ad Decimum, les Byzantins battent successivement les trois armées vandales, tuant Ammatas et contraignant Gélimer à fuir avec le reste de ses troupes. La route de Carthage est désormais libre, d'autant que ses habitants ouvrent les portes de la cité au général byzantin. Ce dernier entre dans la ville le 15 septembre, avec une armée disciplinée à qui il a défendu tout pillage. Tout en rendant aux catholiques la basilique de Saint-Cyprien, il se garde de toute discrimination envers les Ariens et les Vandales vaincus, toujours dans la perspective de ne pas se mettre à dos la population locale.
Pour autant, Gélimer n'a pas encore abandonné la partie. Il rassemble son armée, renforcée du contingent revenu de Sardaigne et se positionne à Tricaméron, à vingt-cinq kilomètres à l'ouest de Carthage. Finalement, durant le courant du mois de décembre, Bélisaire sort de la ville et vient à la rencontre des Vandales qu'il met en déroute, contraignant Gélimer à s'enfuir dans les montagnes, poursuivi par Jean l'Arménien. Le général byzantin complète sa victoire en envoyant des troupes prendre possession de la Sardaigne, de la Corse et des Îles Baléares. Le royaume vandale a définitivement cessé d'exister. La grande majorité de l'ancienne Afrique romaine est reconquise, à l'exception des portions les plus occidentales, notamment l'ancienne province de Maurétanie tingitane,. Au printemps 534, Bélisaire rentre à Constantinople où il jouit d'un triomphe romain pour récompenser ses succès, même si c'est surtout Justinien qui est mis en avant. En Afrique, Solomon le remplace à la tête de la nouvelle préfecture du prétoire d'Afrique, poste qu'il cumule avec celui de maître des milices d'Afrique,.

#### Une pacification difficile
Si la conquête du royaume vandale est relativement aisée, elle ne met pas un terme à toute activité militaire en Afrique. Rapidement, le gouverneur Solomon est en butte aux mêmes problèmes que les Vandales, c'est-à-dire les soulèvements répétés des Maures, un ensemble disparate de tribus habitant aux marges de la nouvelle Afrique byzantine. Parmi ces peuples, trois principaux peuvent être distingués : les Frexes qui vivent au sud-est de la Byzacène, les peuples de l'Aurès en Numidie, et un ensemble plus composite de tribus en Tripolitaine et en Cyrénaïque, dont les Laguatan. Certains chefs se distinguent rapidement contre les Byzantins, à l'image d'Antalas à la tête des Frexes, Cusina ou encore Iaudas. Dans un premier temps, si ces peuples reconnaissent la suzeraineté byzantine et se réjouissent de la chute des Vandales, la remise en cause de leur autonomie par l'Empire byzantin crée des tensions. Dès 535, Solomon doit conduire une campagne pour mater la rébellion de Cusina, soutenue par Iaudas.
En 536, Solomon est en butte à une révolte de sa propre armée. Les militaires, fatigués par les campagnes incessantes, se plaignent des retards dans le paiement de leurs soldes, tandis que le durcissement des interdictions faites aux ariens de pratiquer leur religion déplaît profondément aux soldats de cette confession. Cette ambiance généralisée de déception conduit à un début de sédition. Les mutins se réunissent en dehors de la capitale et choisissent Stotzas comme chef. Finalement, après un premier succès de Bélisaire, spécialement revenu d'Italie pour combattre les rebelles, c'est Germanus, le successeur de Solomon, qui écrase définitivement la révolte. Cela permet à Solomon, revenu en Afrique, de reprendre la lutte contre les Maures et Iaudas en particulier. Finalement, en 539, la province est enfin pacifiée, au moins provisoirement.
En effet, en 543, les Maures se soulèvent à nouveau. Cette fois-ci, les nombreuses tribus parviennent à s'unir, ce qui met en péril la position byzantine. Ils parviennent à obtenir de premières victoires et pillent les campagnes, notamment en Byzacène. Plus encore, ils s'allient avec Antalas, pourtant partisan de longue date de l'Empire. Seul Cusina se range aux côtés de ce dernier. La situation dégénère d'autant plus que Solomon, après un succès contre les Maures, est finalement battu et tué par ceux ci lors de la bataille de Sufétula en 544, tandis que Stotzas rejoint les rebelles berbères. Le général Serge, le nouveau gouverneur est incapable de conduire une action efficace, d'autant qu'il se brouille avec son principal officier. Justinien tente de réagir une première fois en nommant Aréobindus à la tête de la province, comme préfet du prétoire mais sans démettre Serge. De nouveau, aucun résultat concret n'émerge. Le commandement byzantin, divisé et sans moyens humains suffisants en raison de la guerre en Italie, est incapable de s'opposer efficacement aux Maures. En 546, Justinien envoie Jean Troglita, le héros de la Johannide, récit épique de Corippe. Son arrivée renforce considérablement la position byzantine. Il parvient à la fois à s'assurer le soutien ou au moins la neutralité de certaines tribus maures tout en réorganisant l'armée sur place. Après un premier succès probant, il est vaincu lors de la bataille de Marta en 547 et doit se replier. Finalement, au printemps 548, grâce au soutien de tribus maures dont celle de Iaudas, il écrase les rebelles à la bataille des champs de Caton. Cette victoire décisive permet aux Byzantins d'établir effectivement la paix dans la région, même si une nouvelle révolte éclate en 563 après l'assassinat de Cusina à l'instigation du nouveau préfet du prétoire,. Quoi qu'il en soit, ces séries de guerres et de révoltes affaiblissent la réussite de la conquête rapide du royaume des Vandales. L'Afrique byzantine est en effet profondément désorganisée et appauvrie par des combats souvent accompagnés de pillages, obligeant les habitants à fuir. Toutefois, par la suite, la sécurité de la province parvient à être assurée relativement efficacement, au moins jusqu'aux premières invasions arabes au milieu du VIIe siècle et l'Afrique byzantine peut rapidement jouir d'une prospérité économique renouvelée,.

### Guerre contre lesOstrogoths

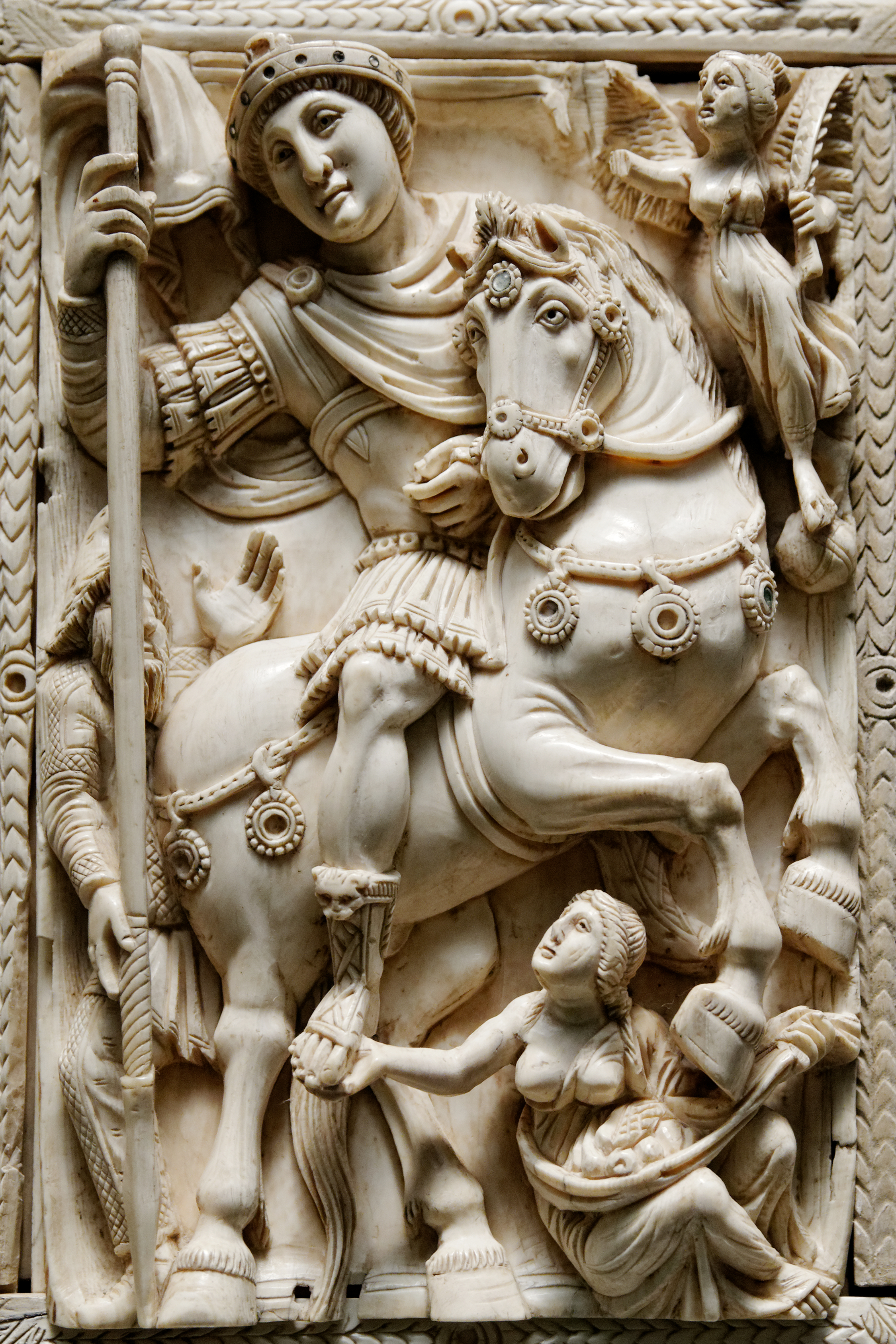
Ivoire Barberini représentant probablement l'empereur Justinien triomphant, Musée du Louvre.

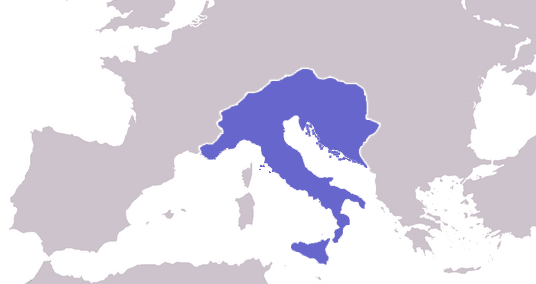
Royaume ostrogoth vers 489-553.

La conquête rapide de l'Afrique du Nord permet à Justinien de tourner son attention vers un autre territoire. L'Italie est le centre historique de la puissance romaine. L'importance symbolique de sa reprise n'en est que plus grande. Plus encore, la présence dans la péninsule du royaume ostrogoth constitue une menace latente pour l'Empire, notamment pour sa province africaine récemment reconquise.

#### Le temps des victoires (535-540)
Si le royaume des Vandales avait toujours constitué une menace pour les intérêts byzantins, il en va différemment du royaume Ostrogoth implanté en Italie. En effet, ce peuple a régulièrement reconnu la suprématie impériale, même si ce lien de domination reste purement formel. Ainsi, après la chute de Rome aux mains des Hérules, les Ostrogoths interviennent et battent Odoacre en 492. Théodoric le Grand se fait alors nommer roi d'Italie et est reconnu comme rex gloriosissimus et régent d'Italie par l'empereur Anastase Ier. En tant que maître des milices praesentalis, il est formellement un fonctionnaire romain, ce qui facilite la coexistence entre les Ostrogoths et les citoyens romains, encore nombreux à vivre dans la péninsule. Toutefois, ces rapports cordiaux entre l'Empire et le royaume, reposant sur le maintien d'une fiction de suzeraineté du premier sur le second, se dégradent rapidement. L'une des causes est religieuse, car les Ostrogoths sont des partisans de l'arianisme, ce qui les met en porte-à-faux avec la politique byzantine opposée aux doctrines hétérodoxes. Si Amalasonte, qui assure la régence après la mort de Théodoric, tente de maintenir de bonnes relations avec Justinien, soutenant ce dernier dans sa lutte contre les Vandales, cette politique suscite des protestations parmi les Goths et, après son mariage avec Amalasonte, Théodat ne tarde pas à l'emprisonner puis à l'exécuter. Il n'en faut pas plus pour que Justinien s'en serve comme prétexte pour entrer en guerre. Son objectif est bien de ramener l'Italie, terre emblématique de l'histoire romaine, dans le giron impérial en la libérant de l'emprise des Barbares et des hérétiques.

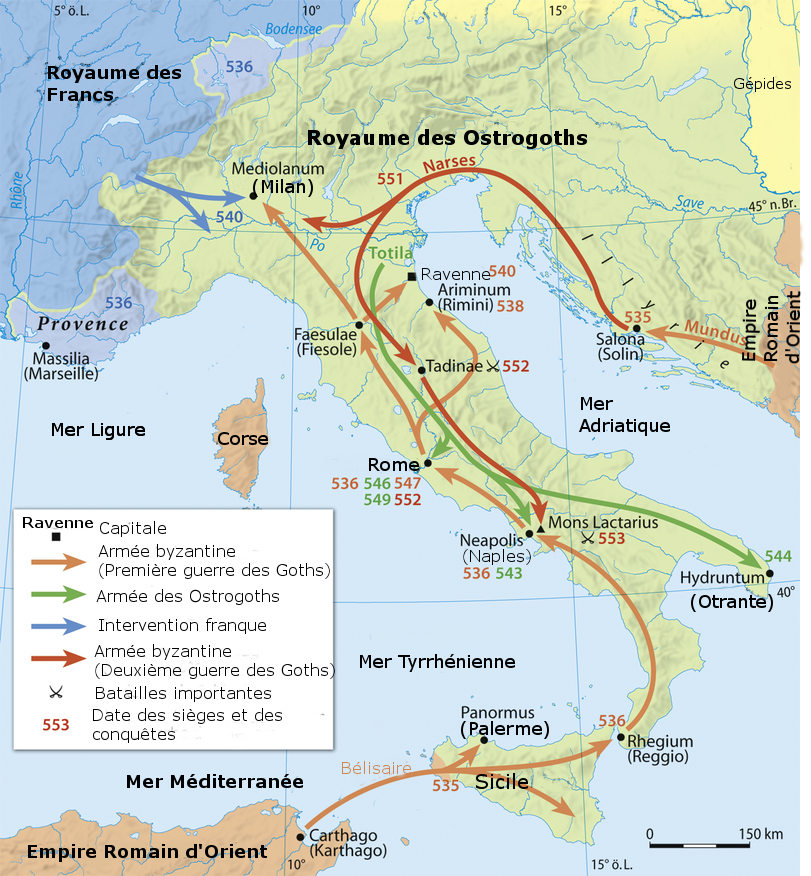
La guerre des Goths.

Pour autant, la guerre contre les Goths est plus ardue que la guerre contre les Vandales, car la population locale ne se méfie pas autant de l'occupation barbare en Afrique. En 535, les Byzantins attaquent sur deux fronts. Mundus s'empare de la Dalmatie et Bélisaire de la Sicile, presque sans combattre. En face, Théodat fait preuve de passivité face à l'envahisseur. Il tente vainement des propositions de paix. Si la mort de Mundus et le départ de Bélisaire pour réprimer une rébellion en Afrique lui offrent un sursis de courte durée, les Byzantins repartent de l'avant en 536. Bélisaire débarque dans le Sud de l'Italie, s'empare de Naples après son siège et s'avance vers Rome. Dans l'urgence, les Ostrogoths nomme Vitigès comme leur nouveau roi, qui décide de porter ses forces en Dalmatie. Pourtant, c'est du sud que vient le danger. Bélisaire pénètre sans résistance dans Rome le 9 décembre 536. C'est un succès d'ampleur, notamment sur le plan symbolique, qui permet à Justinien de rétablir la souveraineté impériale sur la cité impériale par excellence. Vitigès réagit en se dirigeant vers Rome, qu'il assiège durant plus d'un an. Avec des effectifs limités (5 000 hommes), Bélisaire lui tient tête en recevant régulièrement des renforts. Vitigès est contraint de négocier. Il envoie une ambassade auprès de Justinien sans résultats et il doit lever le siège pour faire face à une autre offensive byzantine qui vient de prendre Rimini et menace Ravenne.
Vainqueur à Rome, Bélisaire peut reprendre son offensive vers le nord de l'Italie, s'emparant notamment de Milan. Il rejoint d'autres armées byzantines ainsi que le général Narsès à Fermo. Toutefois, des tensions apparaissent entre les deux généraux, compliquant la progression byzantine avec la perte de Milan. Toute progression n'est pas entravée pour autant. Bélisaire chasse Vitigès qui assiégeait Rimini et se rend maître de l'Italie centrale en 539. En mai 540, il s'empare de Ravenne, la principale cité italienne de l'époque et fait prisonnier Vitigès. La victoire est proche pour Justinien mais la réouverture des hostilités avec les Sassanides l'oblige à déployer ses forces et Bélisaire en Orient. En outre, l'empereur soupçonne ce dernier d'intentions séditieuses, bien qu'il ait refusé le titre de roi d'Italie que lui proposaient les Ostrogoths.

#### Riposte des Ostrogoths et conquête définitive (541-555)

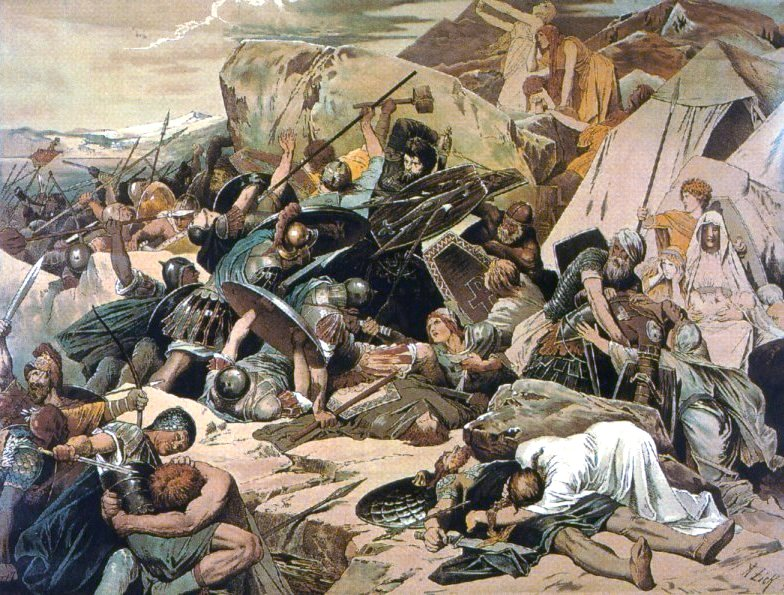
Bataille sur les pentes du Vésuve, peinture d'Alexander Zick.

Si les succès de Bélisaire ont permis d'affermir la domination byzantine en Italie, toute résistance des Ostrogoths n'est pas annihilée car ils conservent d'importantes positions au nord. En outre, s'ils se sont formellement soumis à l'Empire, c'est avant tout à Bélisaire qu'ils ont reconnu la victoire et son départ provoque leur rébellion. Ainsi, Hildebad continue la lutte. Après sa mort en 541, Totila finit par arriver au pouvoir et conduit rapidement des campagnes victorieuses contre l'Empire byzantin, dont le commandement militaire régional est dispersé entre plusieurs généraux. De surcroît, Justinien doit mobiliser le gros de ses forces face aux Sassanides et les effectifs dans la région ne sont guère suffisants pour tenir toute la péninsule. Enfin, la reconquête byzantine s'accompagne d'une pression fiscale accrue qui entraîne une défiance de la population locale,. En 542, l'armée byzantine est vaincue à Vérone ainsi qu'à Faventia où Totila fait la démonstration de ses talents militaires. Bientôt, les Byzantins sont contraints de se replier dans les villes, laissant la campagne être reprise par les Ostrogoths, qui mettent le siège devant Naples. Justinien réagit en nommant Maximin comme préfet du prétoire, mais celui-ci s'avère incapable de mener une quelconque action efficace et Naples se rend au printemps 543. L'empereur décide alors de faire de nouveau confiance à Bélisaire, qui n'a pourtant plus les faveurs impériales. Toutefois, il ne dispose pas de forces suffisantes pour vaincre Totila qui assiège Rome à la fin de l'année 545. La cité impériale, épuisée par un an de siège et de famine, est prise par traîtrise le 17 décembre 546 et pillée par les soldats ostrogoths. Toutefois, Totila s'abstient de la repeupler et repart rapidement en campagne, ce qui permet à Bélisaire de réoccuper la cité impériale dès avril 547. C'est le dernier grand succès de Bélisaire qui revient à Constantinople au début de 549, sans qu'un successeur à sa hauteur ne soit trouvé immédiatement. Dès lors, les Ostrogoths sont libres de poursuivre leur tentative d'expulser les Byzantins de la péninsule, allant jusqu'à piller la Sicile. Finalement, à la fin de l'année 550, Justinien envoie Narsès à la tête des troupes byzantines en Italie. S'il est peu expérimenté, ce général jouit des grâces de l'empereur qui, face à la situation délétère dans la région, accepte de faire droit à ses demandes d'effectifs et de moyens financiers pour mobiliser une armée susceptible de vaincre définitivement les Ostrogoths. Narsès arrive sur place au printemps 552 avec une force de près de 30 000 hommes. En juin 552, il rencontre pour la première fois l'armée ennemie composée de 18 000 hommes qu'il met en déroute à la bataille de Taginae, tandis que Totila périt sur le champ de bataille.

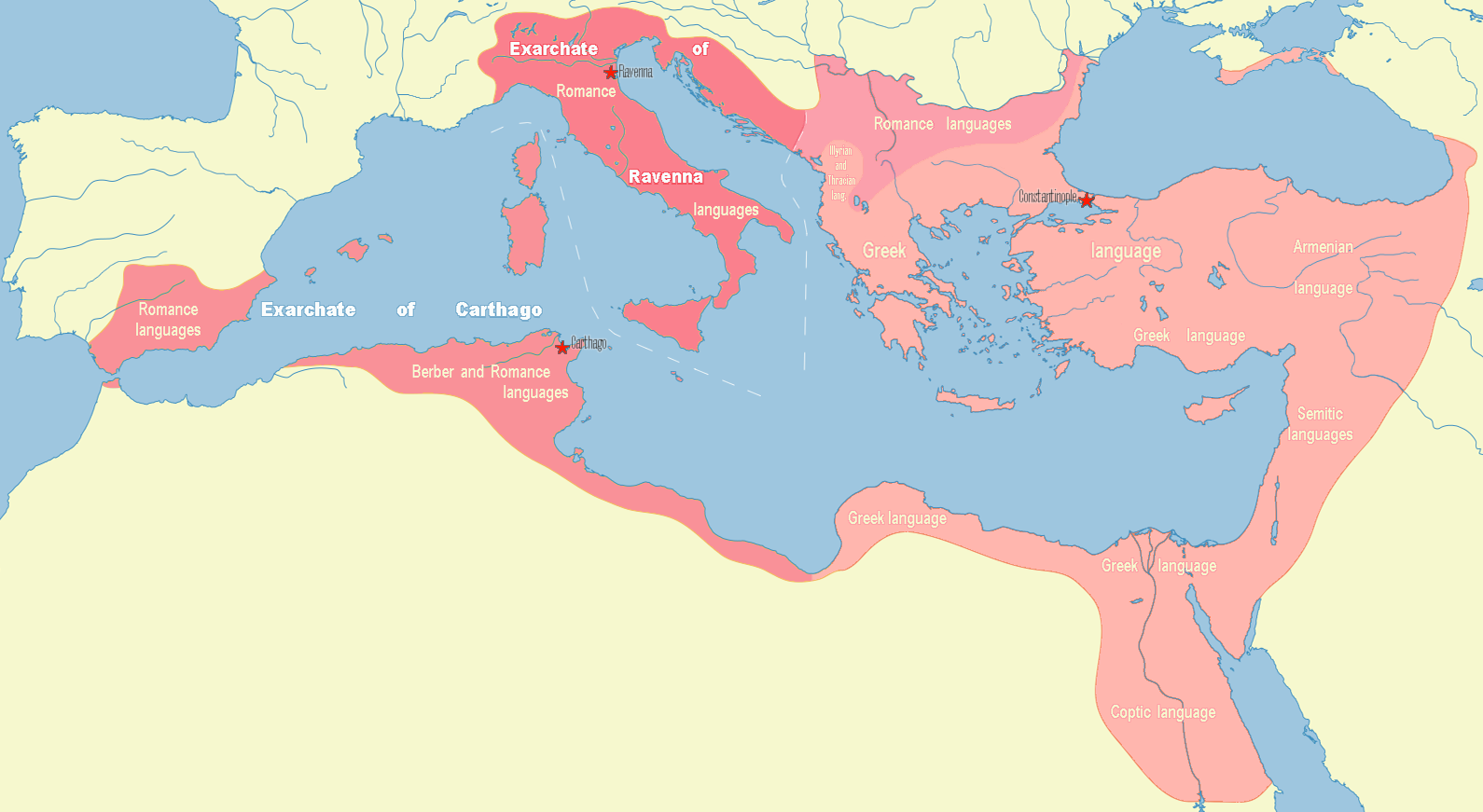
En rose plus foncé, les exarchats de Ravenne et de Carthage en 560, avec les langues vernaculaires.

Ce succès marque un tournant dans le conflit. Les Byzantins ont définitivement repris l'initiative et progressent rapidement, s'emparant de Narni, Spolète ou encore Pérouse. Privés de chef, les Ostrogoths nomment un nouveau roi en la personne de Teias. Ce dernier tente d'abord de briser le siège de Cumes où est conservée une partie du trésor de son royaume. Le terrain d'affrontement se situe alors aux pieds du Vésuve et les deux armées se tiennent face à face durant près de deux mois. Finalement, la bataille du Vésuve se déroule le 30 octobre 552 au niveau des monts Lattari où Teias s'est réfugié. Les Ostrogoths sont de nouveau vaincus et Teias tué. Narsès peut alors se consacrer à l'achèvement de la reconquête de l'Italie. Délaissant Cumes toujours assiégée, il s'empare des villes d'Italie centrale encore détenues par l'ennemi, comme Florence, Pise ou Lucques, avant que Cumes ne se rende au début de l'année 554. Dans le même temps, le roi des Francs Thibaut décide d'intervenir dans la région, officiellement pour soutenir les Goths mais surtout pour son propre compte, espérant profiter du chaos régnant dans la péninsule. Toutefois, cette entreprise de pillage se termine avec la défaite des Francs à la bataille du Volturno en 554. Les dernières poches de résistance des Goths se rendent progressivement, jusqu'à la prise de Vérone et de Brescia en 561 et l'Italie est à nouveau sous l'autorité d'un Empire romain.
Néanmoins, la péninsule a profondément souffert de cette guerre prolongée, à l'image de Rome dont la population chute probablement à 30 000 habitants, contre 200 000 après le sac de Rome en 410 et plus de 600 000 à son apogée. Par comparaison, Constantinople comprend autour de 500 000 habitants,. Les campagnes aussi ont durement souffert et nombre d'aristocrates et sénateurs romains ont fui la région, parfois pour Constantinople. Dès lors, si la Pragmatique Sanction de 554 à propos de l'Italie rend ses privilèges à la classe sénatoriale romaine, cela n'a que peu de conséquences pratiques car les structures sociales et politiques dans la région ont profondément évolué. Parmi les principales cités italiennes, seule Ravenne conserve son importance. Elle ne tarde pas à devenir l'exarchat de Ravenne. De ce fait, l'Italie ne peut en aucun cas être considérée comme le centre retrouvé de l'Empire romain. Elle est un territoire périphérique, difficile à contrôler sur le long terme, même si une région comme la Sicile s'avère florissante et stratégiquement déterminante pour le contrôle de la mer Méditerranée. En effet, cette dernière reprenait l'aspect d'une mare nostrum, sous le contrôle de l'Empire.

### La reconquête partielle de l'Espagne: la prise de la Bétique

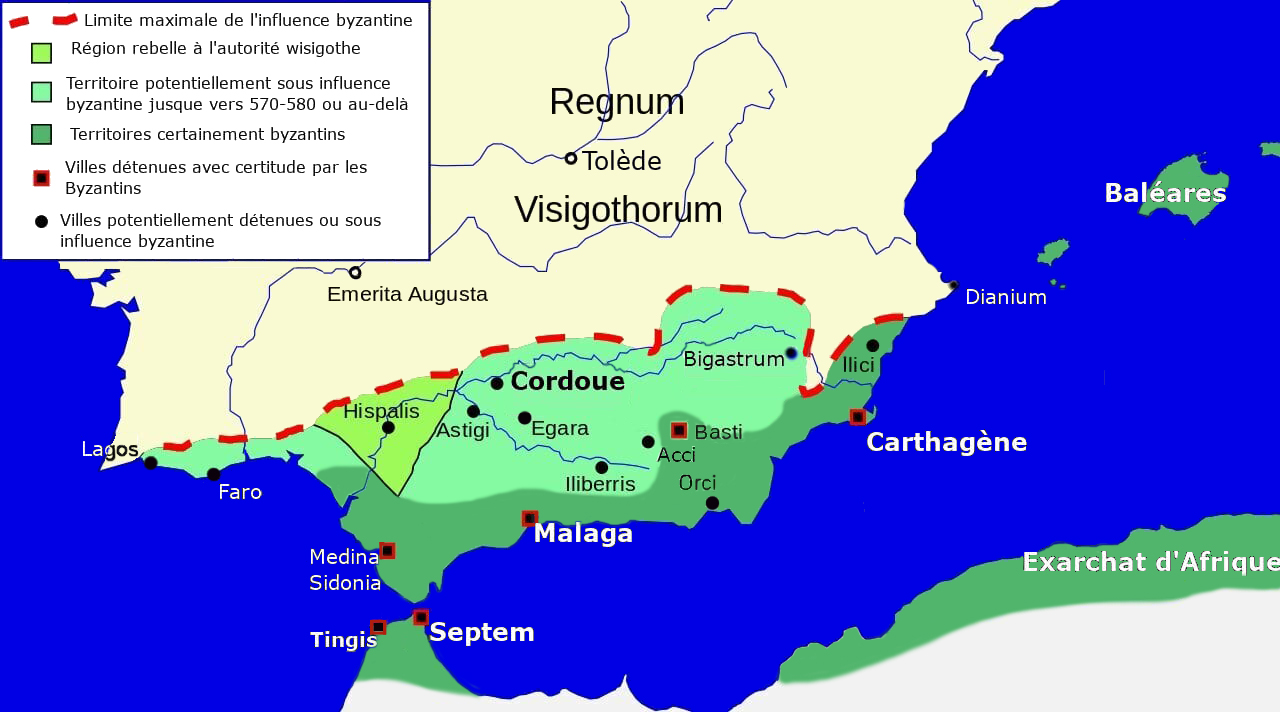
Carte de l'Espagne byzantine

L'expédition la plus occidentale menée sous le règne de Justinien est l'envoi de troupes en Espagne. Cette ancienne province romaine est alors le lieu d'implantation du royaume wisigoth, dirigé par Theudis au début du règne de Justinien. Dans le cadre de la guerre des Vandales, il refuse de soutenir Gélimer, mais il s'empare de la forteresse de Septem (Ceuta), sur la côte africaine du détroit de Gibraltar. Toutefois, dès 534, Bélisaire la récupère et les Byzantins la conservent en dépit du siège des Wisigoths en 547. Justinien profite ensuite de troubles internes au royaume pour intervenir. Le nouveau roi, Agila Ier, est alors en butte à la révolte d'Athanagilde Ier qui demande le soutien de l'Empire byzantin. L'empereur envoie alors le patrice Libérius vers 552, pourtant âgé de plus de quatre-vingt ans, ce qui semble indiquer que Justinien n'espère pas reconquérir l'ensemble de la péninsule ibérique. Grâce à cette aide, Athanagilde parvient à vaincre son adversaire et à s'installer sur le trône, tandis que les Byzantins en profitent pour s'emparer d'une région correspondant peu ou prou à l'Andalousie, comprenant les villes de Carthagène, Malaga ou Cordoue, le tout au prix d'un faible investissement en hommes et en argent,,. Toutefois, après l'arrivée au pouvoir d'Athanagilde, les Byzantins ne parviennent pas à poursuivre leur progression. Avec la mort de Justinien, cette tentative partielle de constituer une tête de pont en Espagne s'évanouit progressivement. Les dernières possessions impériales dans la région semblent disparaître vers 624, non sans avoir influencé, à un degré limité, certaines pratiques du royaume wisigoth, comme la proximité entre l'Église et l'État, ainsi que la vie culturelle locale (Martin de Braga maîtrise ainsi très bien le grec),,,.

## Des défis intérieurs

### La sédition Nika

Le Grand Palais, haut lieu de la contestation lors de la sédition Nika.

Le principal événement intérieur du règne de Justinien est la sédition Nika en 532, qui met en cause directement l'autorité impériale. Les causes directes de ce soulèvement sont incertaines mais la sédition met en lumière l'état de mécontentement d'une partie de l'opinion publique. La pression fiscale croissante, la politique religieuse inflexible de Justinien à l'égard de ceux considérés comme des hérétiques mais aussi l'opposition de l'aristocratie envers un empereur d'origine modeste sont les raisons les plus souvent citées,. Les racines de cette révolte proviennent des rivalités entre les factions de la capitale, notamment les Bleus et les Verts. Ces couleurs ne désignent pas seulement les équipes des courses de char. Sans être l'équivalent parfois décrit de partis politiques, elles peuvent révéler les fractures de l'opinion publique byzantine sur des sujets sensibles comme la religion, ce qui explique les accès de violence qui émaillent leurs oppositions. Elles sont aussi le réceptacle de revendications de natures très variées.
Il est difficile de dater exactement l'événement qui cause la révolte mais il intervient dans le courant du mois de janvier 532, lors de courses de char au sein de l'hippodrome de Constantinople. Comme souvent, des rixes violentes éclatent entre les Bleus, plutôt soutenus par l'empereur, et les Verts. En réaction, des fauteurs de troubles sont condamnés à mort. Les deux camps s'unissent alors pour réclamer la clémence de l'empereur ainsi que la démission de trois hauts fonctionnaires : le questeur Tribonien, le préfet de la ville de Constantinople Eudémon et le préfet du prétoire Jean de Cappadoce, particulièrement impopulaire car tenu pour responsable de la forte pression fiscale,. D'abord inflexible, Justinien finit par céder partiellement dès lors que la situation dégénère mais cette réaction est trop tardive. Le 15 janvier, les émeutiers s'en prennent à des lieux symboliques comme la basilique Sainte-Sophie ou le Grand Palais tandis que l'empereur envoie la troupe contre eux, attisant le sentiment contestataire. Alors que des incendies ont ravagé ou ravagent encore des quartiers entiers de la ville, la révolte prend un caractère politique quand, le 18 janvier, les Bleus et les Verts proclament empereur Hypace, un neveu du défunt Anastase Ier,. La situation est alors critique, Justinien fait barricader le Grand Palais et se réfugie dans le triclinium, envisageant peut-être de fuir la capitale. Selon Procope de Césarée, c'est l'impératrice Théodora qui l'incite à rester.
De leur côté, les généraux Bélisaire et Narsès reprennent peu à peu les choses en main. De l'argent est distribué aux Bleus pour les ramener dans le camp impérial tandis que les troupes de Bélisaire pénètrent dans l'hippodrome où sont massés la plupart des rebelles, dont Hypace. L'intervention tourne rapidement au massacre. Les sources divergent quant au nombre de victimes mais il excède probablement les 30 000 morts. Hypace est arrêté et exécuté dès le lendemain, ainsi que les principaux meneurs de la sédition. En dépit de la violence de la répression, Justinien sort renforcé de cette épreuve qui consolide son autorité de manière décisive. De ce fait, des historiens comme Mischa Meier ont estimé que cette sédition pouvait, au moins partiellement, avoir été provoquée par l'empereur lui-même,.

### Catastrophes naturelles et baisse de la population

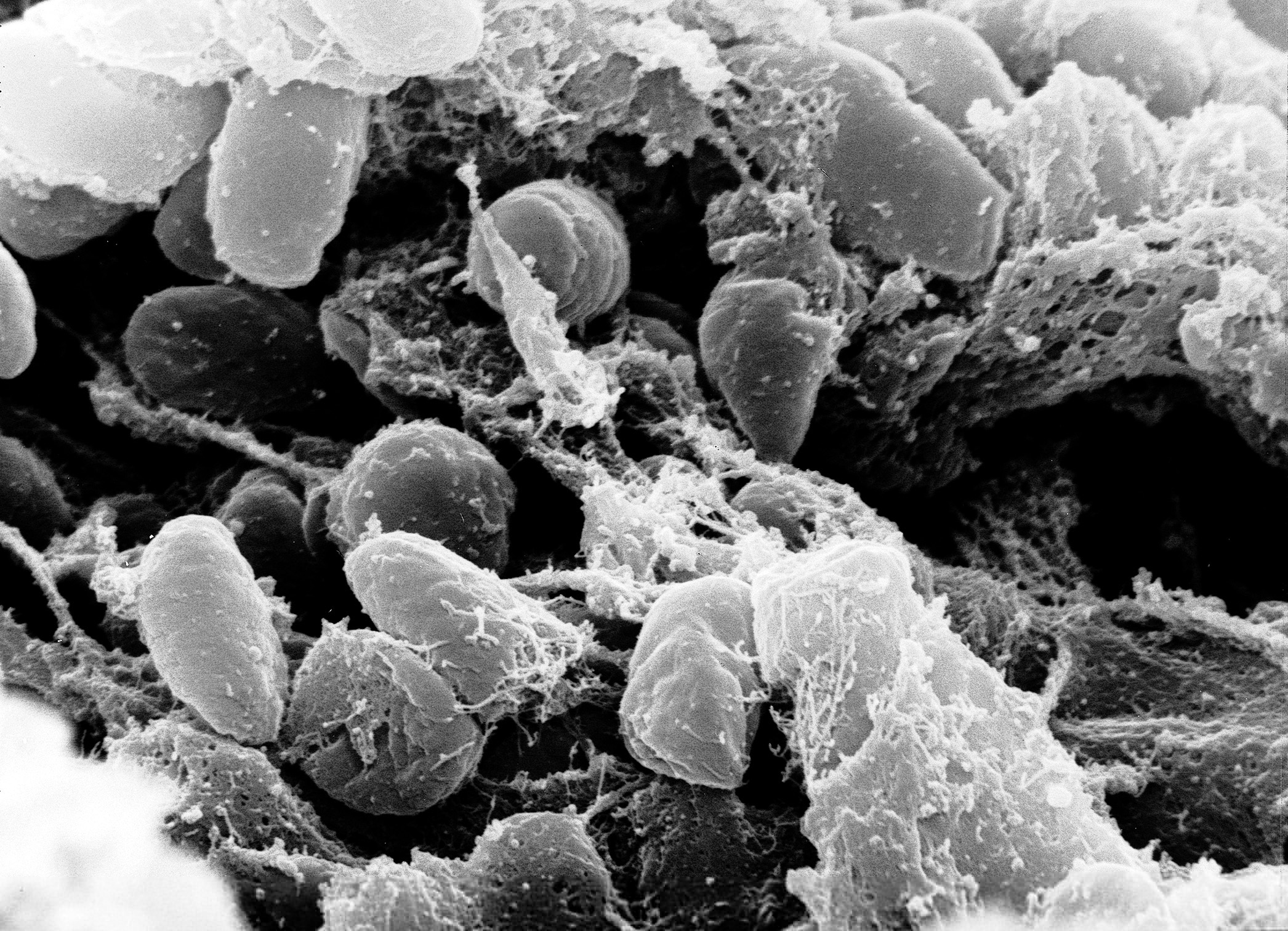
La bactérie Yersinia pestis, à l'origine de la peste de Justinien.

En 541, une pandémie de grande ampleur contribue aux difficultés naissantes de l'Empire après les premières années de règne florissantes. Elle semble avoir pénétré l'Empire par l'Égypte, pour ensuite remonter au nord par la Palestine et atteindre Constantinople vers le milieu de l'année 542. Il est difficile de connaître le nombre exact de victimes, les chroniqueurs de l'époque tendant à grossir les chiffres mais il est possible que la moitié de la population soit touchée. Justinien pourrait avoir contracté la maladie car il tombe gravement malade lors de l'épidémie. Des débats ont eu lieu pour connaître la nature exacte de la maladie mais il semble bien que la peste bubonique soit à retenir. Face à l'afflux massif de cadavres, des fosses communes sont creusées devant les murailles pour les y ensevelir, avant de les entasser dans des tours. L'ensemble des provinces de l'Empire sont aussi durement touchées puisque les terres africaines nouvellement conquises sont frappées en 543. Si la maladie disparaît au bout de trois ou quatre ans, une nouvelle épidémie apparaît en 553-554 qui tue surtout le bétail, puis en 555-556 et en 558 à Constantinople ; et enfin en 560-561 dans les provinces orientales. L'ampleur des conséquences démographiques de la peste justinienne est débattue mais elle pourrait avoir touché d'un quart à un tiers de la population, avec des effets variables selon les régions. D'autant qu'aux effets de la peste proprement dite, il faut ajouter ses conséquences comme les famines qui sont plus fréquentes dès lors que le bétail est aussi touché et que l'organisation économique de l'Empire est perturbée. En outre, cette peste a contribué au dépeuplement des villes que les habitants fuient car elles sont propices aux contagions à grande échelle, l'épidémie progressant le long des routes commerciales,.
Toutefois, la peste ne suffit pas à expliquer l'ensemble du déclin démographique de la période. En 535-536, un refroidissement du climat prononcé provoque des récoltes médiocres et pourrait avoir joué un rôle dans les difficultés de l'Empire romain d'Orient à partir du milieu du VIe siècle, notamment sur le plan démographique. Ce refroidissement climatique de 536 , alors que les légions de Justinien remontent vers Rome, a pour origine l’éruption d’un volcan indéterminé situé dans l'hémisphère nord . Les projections de l'éruption obscurcissent le ciel à tel point que le soleil ne brille plus durant plus d’un an, sa luminosité est similaire à celle de la lune, faisant de l'année 536 l'« année sans été ». Au cours du règne de Justinien, l'Empire byzantin est aussi frappé à plusieurs reprises par des séismes d'importance. C'est le cas d'Antioche, plusieurs fois en partie détruite puis reconstruite. La capitale est touchée plusieurs fois, notamment en 540-541, en 551 (de nombreuses autres villes sont alors touchées) mais surtout le 14 décembre 557 où la terre semble avoir tremblé le plus violemment. De nombreux édifices sont abîmés, parmi lesquels les fortifications de la cité ainsi que le mur d'Anastase, qui ne peuvent bloquer le raid des Koutrigoures deux années plus tard. La basilique Sainte-Sophie est aussi fragilisée et une partie de la coupole centrale s'effondre quelques mois plus tard. D'autres catastrophes naturelles comme des inondations ou des sécheresses (notamment dans les années 560 à Constantinople) sont mentionnées par les chroniqueurs. Ceux-ci ne s'accordent pas toujours, ni sur la nature, ni sur la chronologie de ces événements mais il apparaît avec certitude que leur nombre est important. En plus ou en conséquence de la peste, l'Empire connaît un important déclin démographique au cours de la deuxième moitié du règne de Justinien, matérialisé par la baisse des rentrées fiscales. Ainsi, entre 540 et 565, la partie orientale de l'Empire passe de 26 millions d'habitants à moins de 20 millions. L'ensemble de ces événements contribue aussi au déclin de nombre de cités et de leurs institutions, comme à Beyrouth frappé par un tremblement de terre. Cependant, cette baisse démographique est très variable en fonction des régions, tandis qu'apparaît un nouveau type d'unité urbaine, intermédiaire entre le village et les grandes cités urbaines,.
Ces catastrophes naturelles affaiblissent l'autorité de Justinien. Comme souvent à l'époque, ces événements sont considérés comme des châtiments divins, contribuant à la perte de légitimité de l'empereur. Dans son Histoire secrète de Justinien, Procope de Césarée le tient directement pour responsable des malheurs de l'Empire, allant jusqu'à le dépeindre comme un démon. Au-delà de l'aspect pamphlétaire de ce texte, il est le reflet d'une opinion existant dans l'Empire. En réaction, Justinien renforce sa politique religieuse. Plus encore, il essaie d'accroître l'aspect divin de sa légitimité. De plus en plus, ses représentations picturales le montrent sous des traits similaires à ceux du Christ. L'édification de bâtiments religieux s'intègre dans ce désir d'affermir la religiosité de son règne, à l'image de la reconstruction de la coupole de la basilique Sainte-Sophie, détruite par un tremblement de terre. Il en profite pour organiser une procession religieuse dans les rues de la capitale qui s'apparente à un triomphe. Jusque dans son comportement, Justinien manifeste sa piété. Connu pour ses pratiques ascétiques, il jeûne de plus en plus. En 563, alors qu'il a autour de quatre-vingts ans, il se rend en pèlerinage en Galatie pour vénérer une tunique de la Vierge Marie,.

### La persistance de mouvements de protestations
Les difficultés auxquelles fait face l'Empire à partir des années 540 contribuent à entretenir un climat de contestation, non entièrement éteint par la répression de la sédition Nika. Des mesures prises par l'empereur et certains hauts fonctionnaires comme Jean de Cappadoce puis Pierre Barsymès sont vivement contestées. C'est le cas de l'épibolè, une mesure fiscale qui permet de taxer le village pour des terres abandonnées par son propriétaire et dont Justinien n'hésite pas à user, notamment pour lutter contre le dépeuplement de certaines régions. De même, en 541, Pierre Barsymès instaure un monopole du commerce de la soie, entraînant un enrichissement du fisc et des fonctionnaires et un appauvrissement des commerçants engagés dans ce commerce. Pierre Barsymès est un temps congédié à la suite de protestations de soldats se plaignant de retards dans le paiement de leurs soldes avant de revenir comme comte des largesses sacrées puis préfet du prétoire. À Constantinople, les troubles causés par les factions perdurent tout au long du règne de Justinien tandis que d'autres manifestations sporadiques ont lieu. Certains se plaignent de la dépréciation de la monnaie tandis que d'autres s'opposent à la politique des emprunts forcés mise en œuvre par Justinien pour financer ses guerres. L'année 561 est marquée par une recrudescence des troubles causés par les Verts et les Bleus, nécessitant des autorités qu'elles usent de la violence pour y mettre fin. Plus grave encore, en 562, une conspiration est mise au jour au sein du Grand Palais. Quatre personnages en sont les instigateurs : Sergius, curateur d'un des palais impériaux, Macellus, un banquier habitant à proximité de Sainte-Sophie, Eusèbe, lui aussi banquier, et enfin Ablabios, dont le métier n'est pas connu avec certitude. Toutefois, le complot est découvert et l'un des conspirateurs dénonce sous la torture le rôle joué par Bélisaire, sans que sa participation directe ne soit clairement établie. Plus encore, elle semble plutôt improbable. Quoi qu'il en soit, il tombe un temps en disgrâce et est mis en résidence surveillée avant de retrouver les faveurs impériales mais cet événement contribue à la légende dépeignant Bélisaire comme réduit à la mendicité à la fin de sa vie. L'une des causes de ce complot, auquel sont liés deux banquiers, pourrait être la situation financière difficile de l'Empire. Ce dernier doit en effet verser un paiement annuel de 30 000 nomismata aux Sassinides, poussant Justinien à des réquisitions et des emprunts impopulaires auprès des banquiers. Plus fondamentalement, cette politique de Justinien d'acheter la paix, soit auprès des Barbares, soit auprès des Sassinides, est parfois remise en cause en raison de son coût difficilement soutenable, à long terme, pour l'Empire.

## Œuvre législative et administrative

### La rédaction duCorpus juris civilis

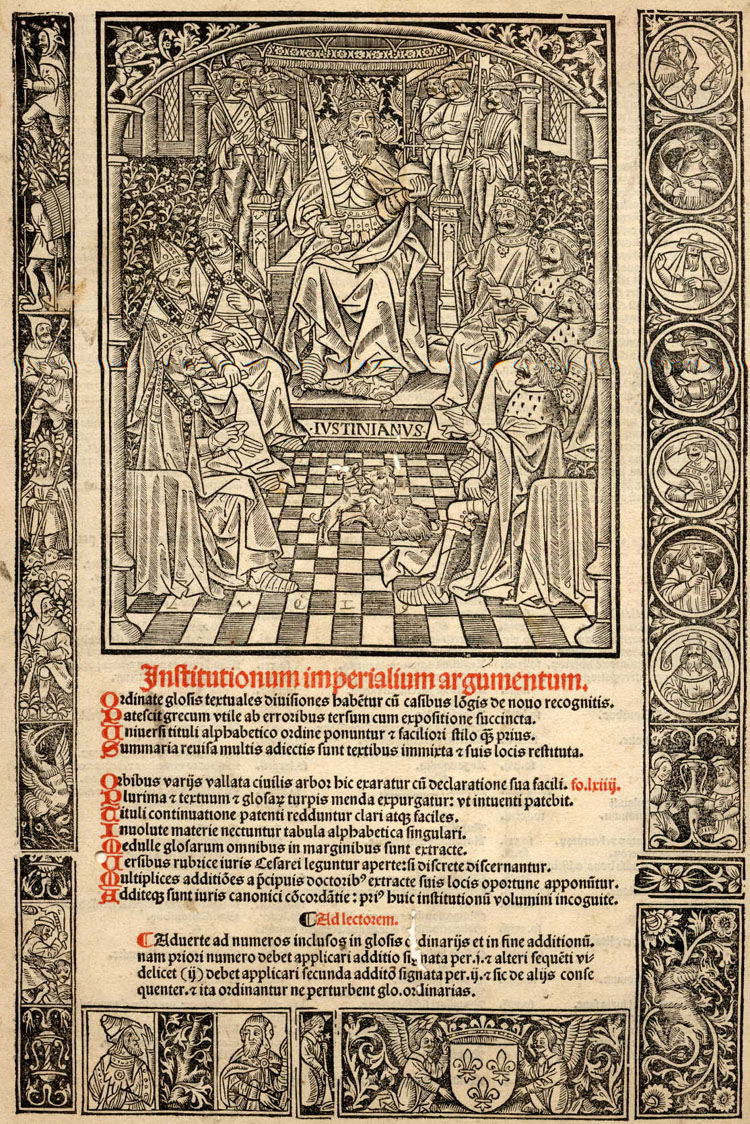
Illustration pour les Institutiones Imperiales. Justinien trône au centre de la gravure XVIe siècle.

Selon Georg Ostrogorsky, l'œuvre la plus imposante et la plus durable de Justinien est la codification du droit romain. Tout au long de son règne, Justinien fait preuve d'une intense activité législative. Dès son accession au trône, il se fixe comme objectif d'unifier le droit romain, dispersé en une multitude de textes. En dépit des travaux de codification déjà menés (le Code théodosien remonte à moins d'un siècle), de nombreuses constitutions impériales coexistent, sans toujours être cohérentes les unes avec les autres. Au-delà de l'aspect pratique d'une unification des lois, Justinien espère renforcer le respect de l'ordre public, une notion cardinale dans son ambition d'un Empire chrétien. Ce travail de codification doit aussi permettre de sélectionner les lois à maintenir ou celles à compléter. En 528, Justinien convoque une commission dirigée par Tribonien, dont le travail débouche sur le Code de Justinien en 529 puis en 534 à l'occasion d'une deuxième édition incorporant des novelles. Il s'agit d'une compilation et d'une simplification de trois codes plus anciens : le code Grégorien, le code Hermogénien et le Code théodosien. Au total, ce nouveau code comprend douze livres et 4 600 à 4 700 lois, certaines remontant à Hadrien. Si Justinien en tire une grande fierté, cette compilation n'est pas exempte de défauts et ne parvient pas toujours à clarifier l'ensemble du droit romain.
Le Code de Justinien ne constitue que la première partie du Corpus juris civilis. Dès 530, dans sa constitution Deo Auctore, Justinien charge les plus grands juristes de l'Empire sous la direction du questeur Tribonien de travailler sur les ouvrages des nombreux juristes de l'Empire romain, toujours dans la perspective d'unifier la doctrine. En 533, le Digeste (ou Pandectes, « l'œuvre qui contient tout ») est publié, qui simplifie, adapte et rationalise le droit antique et surtout sa jurisprudence, laissée de côté par le Code de Justinien. L'objet de ce texte, particulièrement volumineux (432 sections pour 150 000 lignes) est notamment de servir aux étudiants de droit, afin qu'ils puissent « y puiser dans une eau pure ».

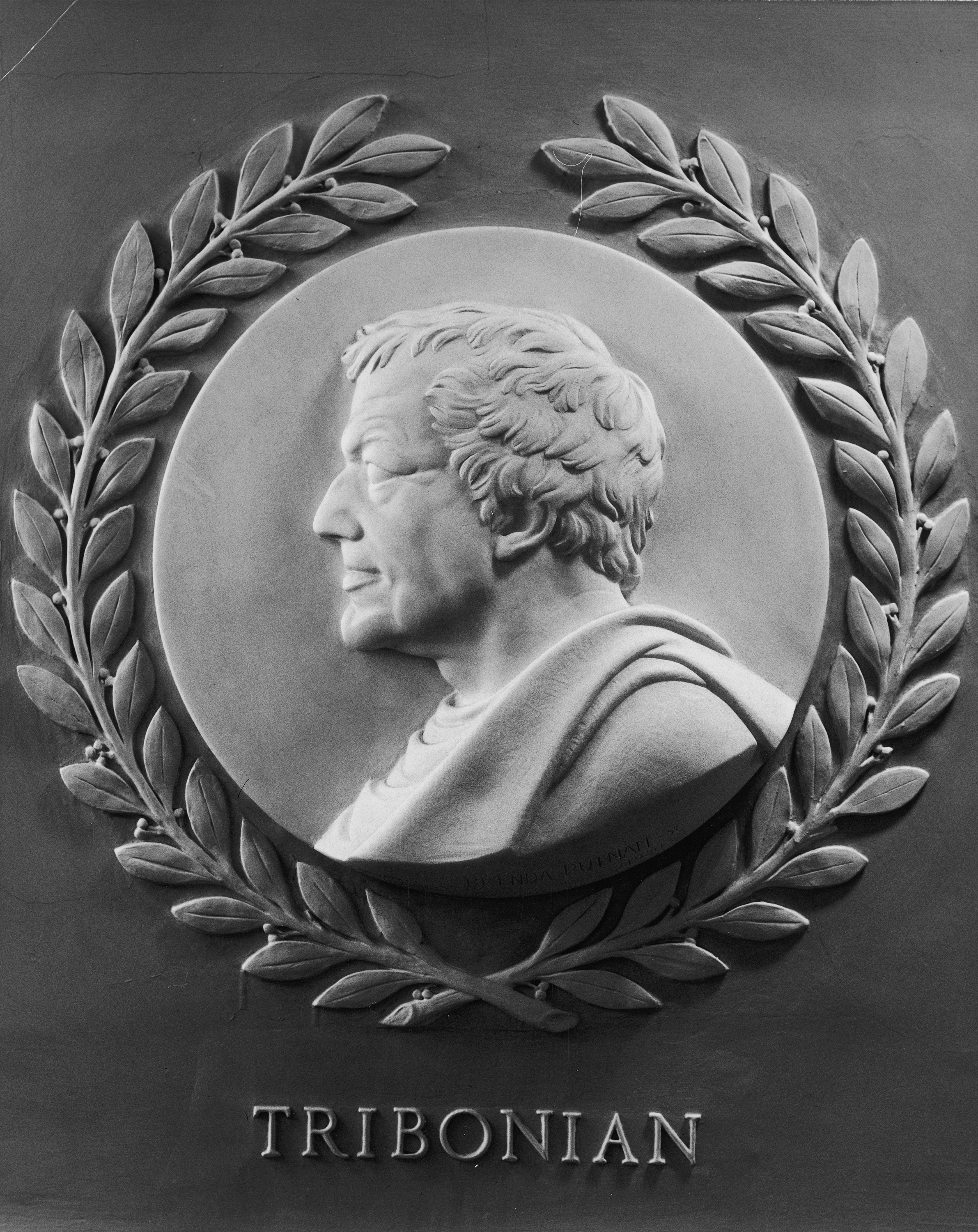
Tribonien, le grand architecte du Corpus juris civilis. Œuvre de Brenda Putnam réalisée pour la Chambre des représentants des États-Unis.

Toujours en 532, un véritable manuel de droit est aussi écrit. Ce sont les Institutes, à destination des étudiants dont la caractéristique principale est d'être beaucoup plus court. Il s'appuie surtout sur les travaux de jurisconsultes comme Gaius et Ulpien. Dans le même temps, les études de droit sont réformées et sont concentrées à Constantinople, Rome et Beyrouth, tandis que des écoles jugées de mauvaise qualité sont fermées, comme à Alexandrie. Les études durent cinq années et se basent sur les grands textes du Corpus juris civilis. Les Institutes et une partie du Digeste sont étudiés dès la première année, dont les étudiants sont désormais appelés « nouveaux Justiniens » (Iustiniani novi) et le Code justinien lors de la dernière année,.
Cette grande œuvre juridique est d'une ampleur d'autant plus exceptionnelle qu'elle a été réalisée en cinq ans (neuf ans pour l'élaboration du Code théodosien). Elle modernise autant qu'elle rationalise le droit romain. Elle transmet ce dernier à la postérité et, si elle est d'abord relativement ignorée en Occident, elle est redécouverte en Italie au XIe siècle et sert alors de base pour la mise en place du droit en dehors des frontières de l'Empire romain, contribuant au développement de l'État moderne,,,,.
Même si le Corpus juris civilis est achevé en 534, Justinien continue de légiférer jusqu'à sa mort. Ainsi, son Code incorpore régulièrement de nouveaux textes, les novelles, pour l'adapter aux évolutions contemporaines. En outre, celles-ci sont désormais rédigées en grec et non plus en latin, comme l'a été le Corpus juris civilis, pour les rendre facilement compréhensibles aux citoyens de l'Empire byzantin, consacrant la prédominance du grec sur le latin comme langue impériale,.

### Une œuvre administrative dans des domaines variés
Justinien entreprend aussi de nombreuses réformes administratives, contenues surtout dans les grandes novelles de Justinien de la période 535-536. Leur objectif est essentiellement de renforcer le pouvoir de l'empereur en démembrant les grands offices, de lutter contre l'inquiétant développement de la grande propriété foncière ainsi que contre la corruption endémique des fonctionnaires impériaux. Aussi, souvent pour des raisons fiscales, Justinien regroupe diverses provinces, considérées de taille insuffisante et, afin de simplifier l'administration locale, supprime un certain nombre de diocèses et regroupe parfois, comme en Égypte agitée par des troubles réguliers, les pouvoirs civils et militaires entre les mains de commandants militaires.

#### L'administration de l'Empire

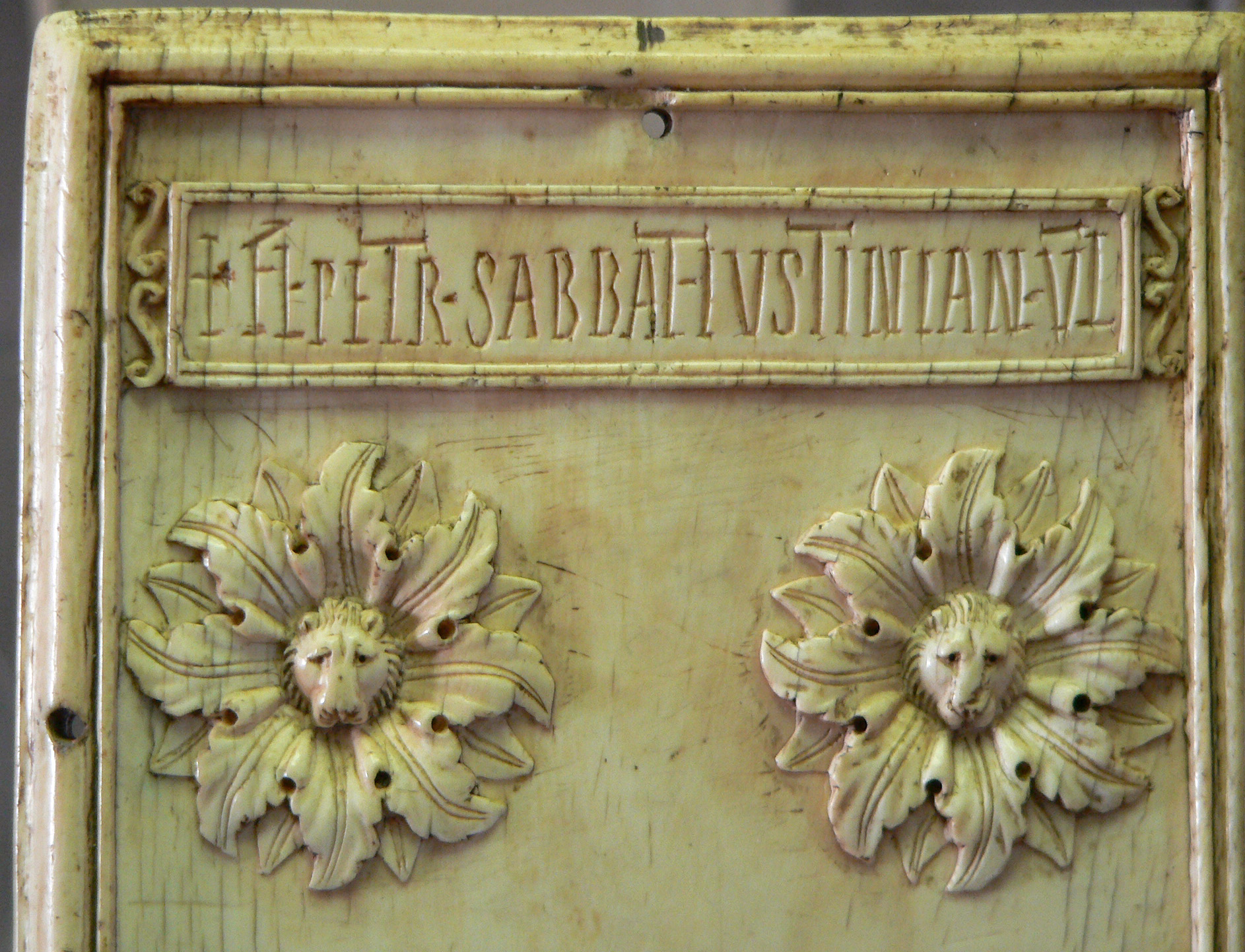
Diptyque consulaire daté de 521 avec le nom complet de Justinien.

Les réformes administratives de Justinien, tout en cherchant à s'adapter à des situations particulières, sont guidées par des préoccupations communes : « l'élimination de la corruption, la redéfinition des relations entre administration civile et militaire, la simplification de l'appel judiciaire, l'accroissement du statut d'autorité des gouverneurs de province »,. Ainsi, Justinien et ses fonctionnaires, notamment Jean de Cappadoce, sont particulièrement attentifs à améliorer l'efficacité de l'administration et de nombreuses novelles prises au cours du règne témoignent de cette volonté. En premier lieu, il désire mettre fin aux abus au sein de l'administration, surtout la corruption, qui ont parfois pour conséquence d'aggraver l'instabilité de certaines cités ou de certaines régions. C'est notamment le cas en Syrie, en Palestine et en Égypte, des régions souvent peuplées par des partisans du monophysisme, parfois persécutés par le pouvoir impérial. À l'époque, l'organisation administrative de l'Empire romain d'Orient repose sur trois échelons. D'abord, la préfecture du prétoire, au nombre de deux quand Justinien arrive au pouvoir : la préfecture d'Illyrie et la puissante préfecture d'Orient, longtemps détenue par Jean de Cappadoce. Grâce à ses conquêtes, Justinien crée une préfecture d'Afrique et une autre d'Italie. En outre, le rôle du préfet du prétoire d'Orient est renforcé. Désormais, il doit approuver les ordonnances fiscales des gouverneurs sous son autorité. Sous les préfectures du prétoire, on trouve les diocèses, dirigés par des vicaires, et les provinces dirigées par des gouverneurs. En 535 et 536, Justinien engage une profonde réforme du gouvernement des régions orientales. Il cherche, entre autres, à renforcer les pouvoirs des gouverneurs de provinces mais aussi à prohiber certaines pratiques comme la vente de leurs charges qui contribuent à un climat endémique de corruption. Les gouverneurs sont aussi soumis à la surveillance des évêques qui peuvent réclamer l'application des lois. De même, une novelles énumère les nombreux devoirs qui sont à leur charge (veiller à l'entretien des infrastructures par exemple) et ils doivent dorénavant prêter serment sur l'Évangile. Si ces dispositions sont générales, d'autres sont adaptées aux situations locales. La conséquence de la montée en puissance des gouverneurs de province est la disparition progressive des vicaires, même s'ils subsistent dans certaines régions comme le Pont. Dans les Balkans, le poste de prêteur est créé, cumulant des fonctions civiles et militaires. Dans l'ensemble, on note une progression des cas de cumuls entre ces deux fonctions pour renforcer les pouvoirs de l'administration et éviter les conflits entre les deux autorités, même si certaines provinces conservent la distinction traditionnelle entre le civil et le militaire,. C'est le cas de l'Afrique. Après sa reconquête, une préfecture du prétoire civile y est établie, comprenant sept provinces, tandis qu'un magister militum pour l'Afrique gère les affaires militaires, ayant autorité sur cinq duchés,. Toutefois, cette dualité disparaît parfois, comme quand Solomon est à la fois préfet du prétoire et magister militum entre 534 et 536. En Italie aussi, la séparation entre le civil et le militaire est consacrée par la pragmatique sanction de 554, créant la préfecture du prétoire d'Italie, même si Narsès exerce en réalité l'ensemble des pouvoirs. Ces hésitations sur l'organisation territoriale de l'Empire illustre les incertitudes de l'administration et l'absence d'une claire ligne de conduite générale,. Globalement, les frontières des provinces évoluent régulièrement puisqu'après la création de la Grande-Arménie, celle-ci est divisée en quatre provinces arméniennes. D'autres sont fusionnées voire créées comme la Théodoriade, ainsi nommée en l'honneur de l'impératrice, autour de Laodicée.
L'un des exemples de la volonté de Justinien d'améliorer le fonctionnement de son administration est l'Édit XIII de 539 à propos de l'Égypte. Ce territoire, grenier à blé de l'Empire, est d'une importance stratégique. Cependant, l'administration y est défaillante, en butte à la difficulté à faire rentrer l'impôt, tandis que l'autorité impériale y est souvent contestée par l'aristocratie locale et les grands propriétaires terriens. Justinien espère briser la résistance de ces derniers et renforcer la centralisation pour étouffer les tendances à la dissidence de la région. Sur le plan administratif, l'Égypte comprend un préfet augustal à Alexandrie, agissant comme vicaire mais aussi des provinces dirigées par des gouverneurs civils (praesides), tandis que les attributions militaires sont aux mains de duces (ducs). La réforme de Justinien met fin au diocèse d'Égypte tandis que les huit provinces sont réduites à cinq duchés, dont les gouverneurs cumulent les attributions civiles et militaires, même si des fonctionnaires civils qui leur sont subordonnés subsistent. Ce cumul a notamment pour objet de faciliter le recouvrement de l'impôt car les ducs peuvent dorénavant utiliser l'armée pour mater les oppositions, tandis que disparaissent les oppositions entre les administrations civiles et militaires,,,,.

#### L'administration municipale
À Constantinople, le choc de la sédition Nika conduit à des réformes importantes. Le poste de préfet des vigiles est supprimé au profit du préteur du peuple, dans la perspective d'améliorer le fonctionnement de la police et de la justice. Ce nouveau poste est directement sous l'autorité de l'empereur alors que le préfet des vigiles dépendait du préfet de Constantinople. Il doit poursuivre toute personne s'étant rendue coupable de troubles à l'ordre public. De même, la vente et la possession d'armes dans l'enceinte d'une cité sont prohibées. Le poste de quaesitor est créé pour recenser les provinciaux présents à Constantinople, de manière à mieux les surveiller. Ils peuvent être renvoyés si la raison de leur venue n'est pas jugée valable.
Au niveau provincial, Justinien doit faire face au déclin de l'administration municipale, parfois lié au déclin de certaines cités. Il tente de revaloriser la fonction de curiale, responsable de l'administration municipale. Il essaie aussi de limiter le départ des fonctionnaires municipaux vers d'autres fonctions jugées plus prestigieuses. Ainsi, il interdit aux curiales d'entrer dans le clergé. Il tente de revivifier le poste de défenseur de la cité (defensor civitatis), chargé de protéger les habitants des excès de l'administration, devenu complètement dépendant de la volonté des gouverneurs. Pour cela, il en fait une charge de deux ans dont la nomination relève du préfet du prétoire, tandis que les gouverneurs ne peuvent les congédier. En outre, ses compétences sont élargies dans les domaines judiciaire, fiscal et du maintien de l'ordre. Toutefois, ses efforts sont vains et l'administration municipale poursuit son déclin, entraînant une intervention croissante de l'État.

#### La réforme de la justice
En plus de procéder à une œuvre de modernisation du droit romain, Justinien réforme aussi le fonctionnement de la justice. Il s'intéresse notamment à la question des appels à l'empereur, ce qui désigne la possibilité de faire appel des décisions des gouverneurs auprès de l'autorité impériale. Il réduit le délai d'appel de six mois à trois mois pour les provinces les plus proches de Constantinople. En outre, l'appel est désormais traité par une cour de douze juges sacrés, siégeant de manière permanente. Cette volonté d'améliorer la justice est régulièrement présente dans ses novelles, où il ne manque pas de rappeler les obligations qui pèsent sur les juges, de même que la nécessité de délais raisonnables de jugement. Ainsi, pour éviter la multiplication des appels, il les autorise à statuer de manière définitive pour les affaires concernant des sommes inférieures à 500 nomismata. Il assouplit certaines des modalités de fonctionnement de la justice, réitérant l'interdiction des prisons privées, mettant fin à la confiscation des biens d'un condamné à mort au profit de l'État (sauf en cas de haute trahison) et favorise la réduction de la peine capitale, souvent commuée en mutilations, comme l'amputation d'un membre. Enfin, la gratuité du procès est instaurée pour les plus pauvres, de manière qu'ils aient accès à la justice.

### Politique sociale
Si l'œuvre législative de Justinien est caractérisée par un renforcement du pouvoir impérial et de son autoritarisme sur les individus, elle est aussi favorable à ces derniers dans le domaine privé, en protégeant les plus faibles de cadres parfois oppressants.

#### Une volonté de limiter les inégalités sociales
Dans le domaine social, Justinien prend des mesures pour améliorer la situation des esclaves en facilitant les procédures d'affranchissement. Ainsi, il n'y a plus de limitation au nombre d'esclaves qu'un maître peut affranchir. Le statut des affranchis n'est plus distinct de celui des hommes libres. Globalement, l'égalité des droits entre l'ensemble des citoyens progresse. D'autres mesures de protection sont prises comme l'affranchissement automatique d'une esclave que son maître veut contraindre à la prostitution ou l'impossibilité pour un maître de récupérer un ancien esclave malade qu'il a abandonné. Si ces législations poursuivent le travail des empereurs précédents, leur portée reste limitée. Les maîtres conservent d'importantes prérogatives et l'esclavage reste une réalité concrète, le nombre d'esclaves diminuant peu.
En ce qui concerne les plus pauvres, leur condition sociale évolue peu, ni dans un sens favorable, ni dans un sens défavorable. Globalement, Justinien est attentif à améliorer leur situation, à l'image d'un accès facilité à la justice par le droit à la gratuité des procès. Cette préoccupation sociale n'est pas sans lien avec la piété de l'empereur, soucieux de garantir un statut aux plus pauvres. Des hospices sont fondées, tant par Justinien que par Théodora, l'inhumation est gratuite pour tous les citoyens de Constantinople. Enfin, l'administration continue d'offrir de réelles possibilités d'ascension sociale. Dans le cadre de sa politique sociale, la piété de Justinien se retrouve dans le principe de charité chrétienne, qu'il entend développer. Il estime que nul ne doit s'enrichir aux dépens d'autrui. Cela se traduit par une politique favorable à la réduction des inégalités sociales. Il empêche les grands aristocrates, dont les sénateurs, de se constituer des richesses trop importantes, y compris des fonctionnaires comme Tribonien ou Jean de Cappadoce qui ont contribué à son gouvernement. Cela peut passer par la confiscation d'une partie de l'héritage. Procope a vivement critiqué Justinien, estimant qu'il pille les grands propriétaires et une partie de la classe sénatoriale. En 528, une loi interdit aux banquiers de fixer des taux d'intérêt supérieurs à 8 % pour les prêts qu'ils accordent.

#### Un droit familial plus favorable aux femmes
En matière de droit familial, Justinien adoucit le paternalisme qui règne dans la société byzantine, sans remettre en cause le cadre général du droit familial byzantin. L'influence de Théodora sur ces réformes se fait probablement ressentir. Les droits des enfants sont mieux garantis, les procédures d'émancipation sont simplifiées et le père n'a plus que l'usufruit des biens acquis par ses enfants non émancipés. De même, les droits des femmes connaissent une amélioration. Si nombre de droits leur sont toujours inaccessibles, notamment en ce qui concerne la vie publique et si elles restent subordonnées à leur mari, elles sont considérées, dans le domaine religieux et du droit de la famille, à égalité avec l'homme. Leurs biens sont protégés, elles peuvent être propriétaires et peuvent hériter, une possibilité étendue à certaines régions de l'Empire comme l'Arménie, ce qui n'est pas sans susciter des résistances locales. L'extension des droits des femmes se fait aussi dans le domaine de la moralité. Sans être interdit, le proxénétisme est de plus en plus condamné moralement et le viol est sévèrement sanctionné. Le concubinage est mieux protégé juridiquement. En revanche, en ce qui concerne le mariage, Justinien limite les possibilités de divorce et de remariage. Si les conditions sont normalement les mêmes entre les deux sexes, moralement, la femme est plus condamnée quand elle est à l'initiative de ces procédures. Enfin, Justinien favorise les possibilités d'ascension sociale des femmes par le mariage, en permettant par exemple aux dignitaires d'épouser des femmes de condition inférieure. Finalement, l'historienne Joëlle Beaucamp estime que « Justinien est le seul empereur à exprimer des jugements élogieux sur des femmes, à l'opposé de ceux de Constantin ».

### Politique fiscale
Le règne de Justinien se caractérise par l'ampleur des dépenses consenties. Tant la politique étrangère, faite de conquêtes, la diplomatie, usant largement du paiement de tributs pour acheter la paix ou encore la politique architecturale à Constantinople, ainsi que la reconstruction de cités frappées par des séismes (Antioche en 526 et 528) sont très coûteuses. Dès lors, la nécessité de faire rentrer l'impôt est particulièrement forte. Jean de Cappadoce est chargé de cette mission délicate et sa rigueur lui attire rapidement l'hostilité de la population. La principale critique à son égard ne vient pas tant des mesures fiscales nouvelles qu'il a pu promouvoir, que de la manière dont il applique ces mesures, parfois avec brutalité. Procope de Césarée et Jean le Lydien expriment cette impopularité en blâmant fortement Jean de Cappadoce. Ainsi, Jean le Lydien dénonce « ses suppôts sans nombre », soit les membres de l'administration fiscale qui appliquent avec zèle les prescriptions de leur chef. Ernst Stein parle à cet égard d'une forme de « terreur fiscale » caractérisée par l'emprisonnement, voire la torture des débiteurs du fisc. Envers les grands propriétaires, la politique de Justinien a parfois été perçue comme protégeant les paysans modestes contre l'accaparement de leurs terres par les plus riches. Toutefois, il faut surtout voir dans cette orientation la volonté du pouvoir impérial de préserver la capacité contributive des petits propriétaires et du monde rural en général. Pour accroître les rentrées fiscales, il élève les droits de douane et crée des péages sur différentes routes impériales. En outre, Jean de Cappadoce est attentif à réduire les dépenses publiques, ce qui l'amène par exemple à s'opposer à la guerre contre les Vandales. Toujours dans le domaine militaire, il envoie des fonctionnaires vérifier que les soldats impropres au service soient retirés des registres de l'armée, limitant de ce fait le coût des soldes. Agathias rapporte qu'après cet effort, l'armée impériale compte 150 000 hommes, même si ce chiffre est probablement sous-estimé. De même, pour réduire le coût du service postal, Jean de Cappadoce met fin à la poste expresse (cursus velox), sauf pour la principale route stratégique allant de Constantinople à la frontière orientale, contribuant au déclin de l'efficacité de la poste impériale,,,.
En dépit de la rigueur de la politique fiscale, Justinien tient à ce qu'elle reste juste. En 545, il adresse une novelles à Pierre Barsymès, dans laquelle il l'incite à préserver les intérêts des particuliers face aux excès de l'administration fiscale. D'autres confirment ce souci d'équité et Ernst Stein qualifie la novelles CXXVIII de véritable « Charte des contribuables ». De même, des arriérés d'impôts sont annulés quand le contribuable n'est pas en mesure de les régler. Néanmoins, ce pourrait être aussi le signe de la pression fiscale excessive sur des populations qui ne sont plus en mesure d'en soutenir le poids. D'autant que l'impact démographique de la peste justinienne conduit à réduire le volume de la population imposée et donc à accroître mécaniquement le montant de l'impôt à payer pour conserver les recettes fiscales à niveau égal. Quoi qu'il en soit, la politique fiscale de Justinien remplit son rôle, qui est de couvrir des charges publiques en augmentation. Selon Warren Treadgold, entre la mort d'Anastase Ier en 518 et 540, le budget augmente de 33 % et les recettes fiscales parviennent à financer cette hausse importante,.

### L'armée sous Justinien

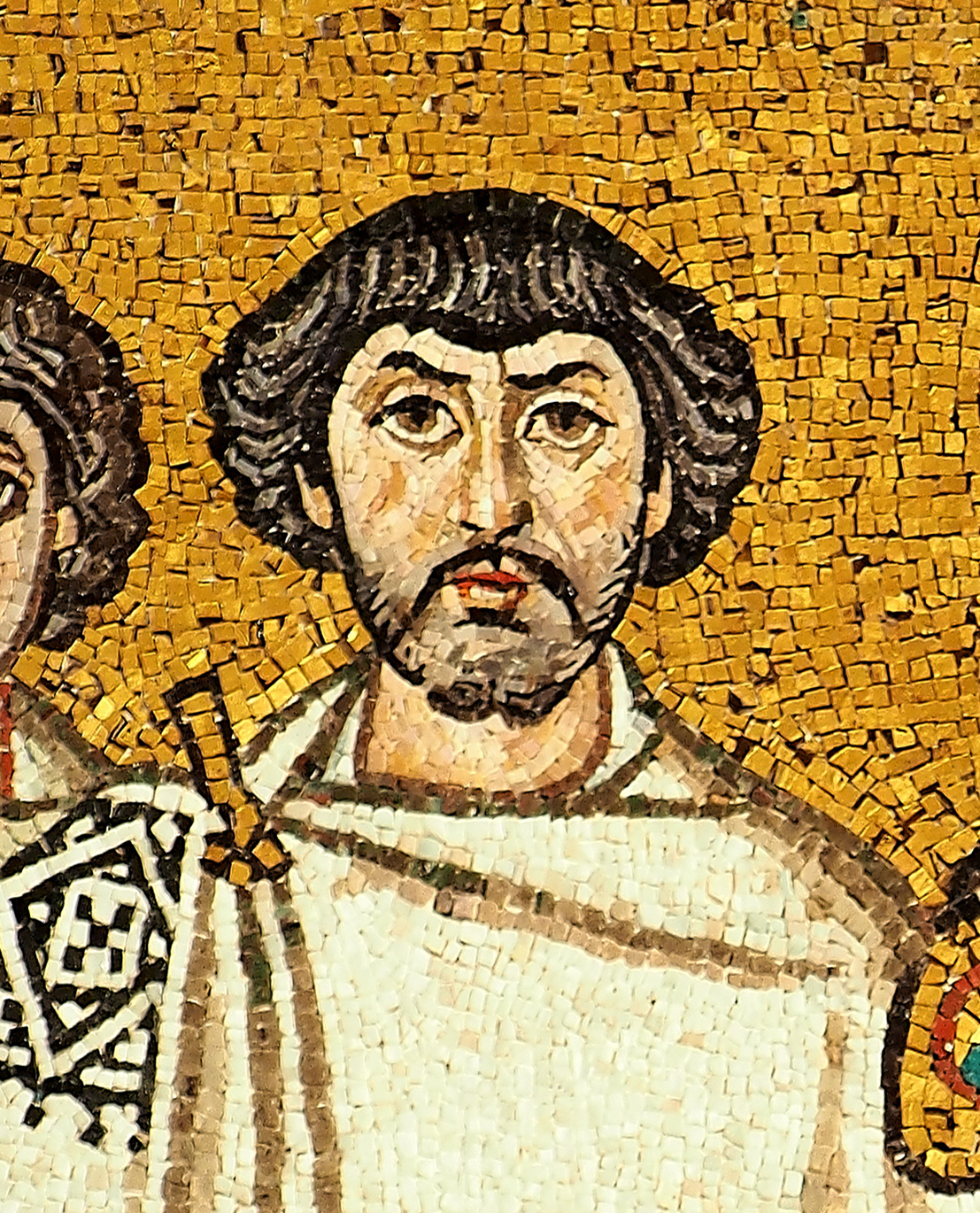
Ce visage barbu, représenté à la droite de l'empereur sur une mosaïque célébrant la reconquête de l'Italie par l'armée byzantine (basilique Saint-Vital de Ravenne), est probablement celui de Bélisaire, principal général de Justinien.

Le règne de Justinien est caractérisé par le grand nombre de campagnes militaires. Dans le même temps, les structures de l'armée évoluent. Le vieux système de défense des frontières, qui repose sur le limes, est en déliquescence. Les troupes chargées d'occuper les garnisons frontalières, les limitanei, ne sont pas des soldats professionnels et ils se montrent de moins en moins capables de former une force armée performante, notamment sur la frontière perse. Procope de Césarée décrit ainsi l'état des troupes frontalières quand Bélisaire revient en Orient en 541 : il ne découvre sur place « que des soldats pour la plupart nus et sans armes, tremblant au seul nom des Perses ». De ce fait, Justinien décide de mettre fin au paiement de leurs soldes. De même, la tentative de reconstituer les limitanei en Afrique est un échec. De plus en plus, la défense des frontières repose sur une armée de campagne professionnelle et plus mobile, les comitatenses. C'est dans cette perspective que Justinien détache l'Arménie de l'orbite du magister militum d'Orient, au profit de la création d'un magister militum propre à l'Arménie. Dans les Balkans, la situation n'est pas aussi radicale mais le nouveau système de fortifications mis en place par Justinien repose moins sur la défense de la frontière en tant que telle que sur un réseau de forteresses dans toute la péninsule,. En revanche, l'usage des Fédérés, c'est-à-dire l'incorporation de Barbares dans l'armée romaine, est toujours en cours, Bélisaire n'hésitant pas à recruter de nombreux Ostrogoths tout au long de sa conquête de l'Italie. Lors de son règne, Justinien utilise ces recrues pour les envoyer sur d'autres fronts que leur territoire d'origine. L'historien Louis Bréhier affirme ainsi que « les armées de Justinien ont un caractère international et toutes les races de barbares y sont représentées »,. En outre, les buccelaires, soit les armées privées au service de généraux, tendent à se développer. Ces unités compensent le déclin des forces régulières. Ainsi, les buccelaires de Bélisaire atteignent le nombre record de 7 000 hommes.
En ce qui concerne les effectifs, le règne de Justinien se caractérise par la poursuite de leur baisse. Cela est lié pour partie à la fin des garnisons en Orient. Quoi qu'il en soit, alors que l'armée compte probablement de 300 000 à 350 000 hommes au début de son règne, ce nombre baisse notablement, sans qu'il soit possible de savoir dans quelle proportion. En outre, l'armée est composée de plus en plus par de la cavalerie, une unité plus chère à entretenir. Par conséquent, son successeur Justin II se plaint lors de son règne du manque de moyens alloués par Justinien à l'armée et du manque de troupes pour défendre les frontières de l'Empire, d'autant que ce dernier est en butte à des difficultés démographiques.

## Politique religieuse

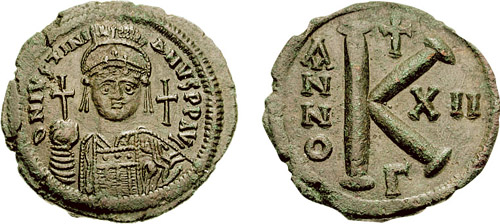
Justinien représenté sur un follis.

### Un interventionnisme élevé dans les affaires ecclésiastiques
La conscience religieuse de Justinien est très élevée. Pour légitimer son autorité impériale, il rappelle dans ses différentes lois qu'il est le représentant du pouvoir divin sur terre. Cette origine divine du pouvoir terrestre est alors une idée de plus en plus courante, mise en avant dès le IVe siècle par Eusèbe de Césarée sous le règne de Constantin Ier. En plus d'être un empereur romain, il se conçoit comme un empereur chrétien, messager de Dieu, chargé de faire de son empire terrestre l'équivalent du royaume céleste. Sa politique de rénovation impériale est à bien des égards empreinte d'œcuménisme. Comme l'exprime l'historien Georg Ostrogorsky : « La notion d'Imperium romain se confondait pour lui avec celle d'oecuméne chrétienne, la victoire de la religion chrétienne n'était pas pour lui une mission moins sacrée que la restauration de la puissance romaine ». De ce fait, Justinien est particulièrement engagé dans la lutte contre les doctrines dites hétérodoxes et ses conquêtes extérieures doivent aussi se comprendre comme un moyen de propager la foi chrétienne orthodoxe, notamment contre les partisans de l'arianisme que sont les Vandales et les Goths. Cette foi découle des grands conciles des dernières décennies (premier concile de Nicée, premier concile de Constantinople, concile d'Éphèse, concile de Chalcédoine), elle doit être imposée à l'intérieur des frontières de l'Empire et, si possible, à l'extérieur. Par conséquent, Justinien n'hésite pas à s'immiscer dans les affaires internes de l'Église, un trait de caractère repris par un grand nombre de ses successeurs. La reconquête de Rome lui donne l'occasion d'imposer son autorité au pape, comme en témoigne la déposition de Silvère en 537. Plus généralement, Justinien s'intéresse de près à la vie de l'Église, n'hésitant pas à légiférer sur ce sujet. Il justifie explicitement cet interventionnisme dans une de ses novelles, dans laquelle il déclare : « La différence est faible entre le sacerdoce et l'Empire, de même qu'entre les biens sacrés et ceux qui appartiennent à la collectivité ou à l'État, puisque les libéralités du pouvoir impérial fournissent constamment aux très saintes églises la totalité de leurs ressources et de leur prospérité ». En raison de ce soutien financier, l'État est donc directement intéressé par le fonctionnement de l'Église. Par bien des aspects, la manière dont Justinien s'ingère dans les affaires ecclésiastiques est empreinte de césaropapisme. En 528, des lois statuent sur les règles des élections épiscopales et, en 529, c'est au tour de la discipline des moines d'être réglementée. Justinien va jusqu'à s'intéresser à la vie monastique, privilégiant le mode de vie cénobitique. Il influence aussi le calendrier liturgique, ordonnant aux habitants de Jérusalem le déplacement de la fête de la Présentation de Jésus au Temple du 14 janvier au 2 février. Or, cette fête devant se dérouler quarante jours après Noël, il affirme par-là la légitimité supérieure de la date du 25 décembre par rapport au 6 janvier, jour de la fête de Noël à Jérusalem,. C'est lui qui légalise le contrôle des évêques sur les autorités civiles locales, démontrant ainsi son emprise sur le clergé, dont les membres sont considérés comme des fonctionnaires de l'empereur.
Cette tendance à s'immiscer dans les affaires religieuses prend des proportions croissantes tout au long de sa vie. À partir des années 540, les multiples difficultés auxquelles fait face l'Empire, tant à l'extérieur avec des armées impériales contraintes à la défensive que sur le plan intérieur avec la peste, conduisent l'empereur à se focaliser sur les seules questions religieuses. La mort de sa femme Théodora en 548 contribue aussi à cette évolution, que Corippe juge sévèrement : « Le vieillard ne se souciait plus de rien ; déjà tout glacé, il ne brûlait plus que de l'amour de l'autre vie ; c'était vers le ciel que tout son esprit était tourné ». En outre, Justinien estime de plus en plus que le destin de l'Empire et la pérennité de son œuvre, notamment ses conquêtes extérieures, dépendent de plus en plus de la solidité de l'unité religieuse, qui seule peut assurer l'unité impériale.

### La lutte contre les hérésies

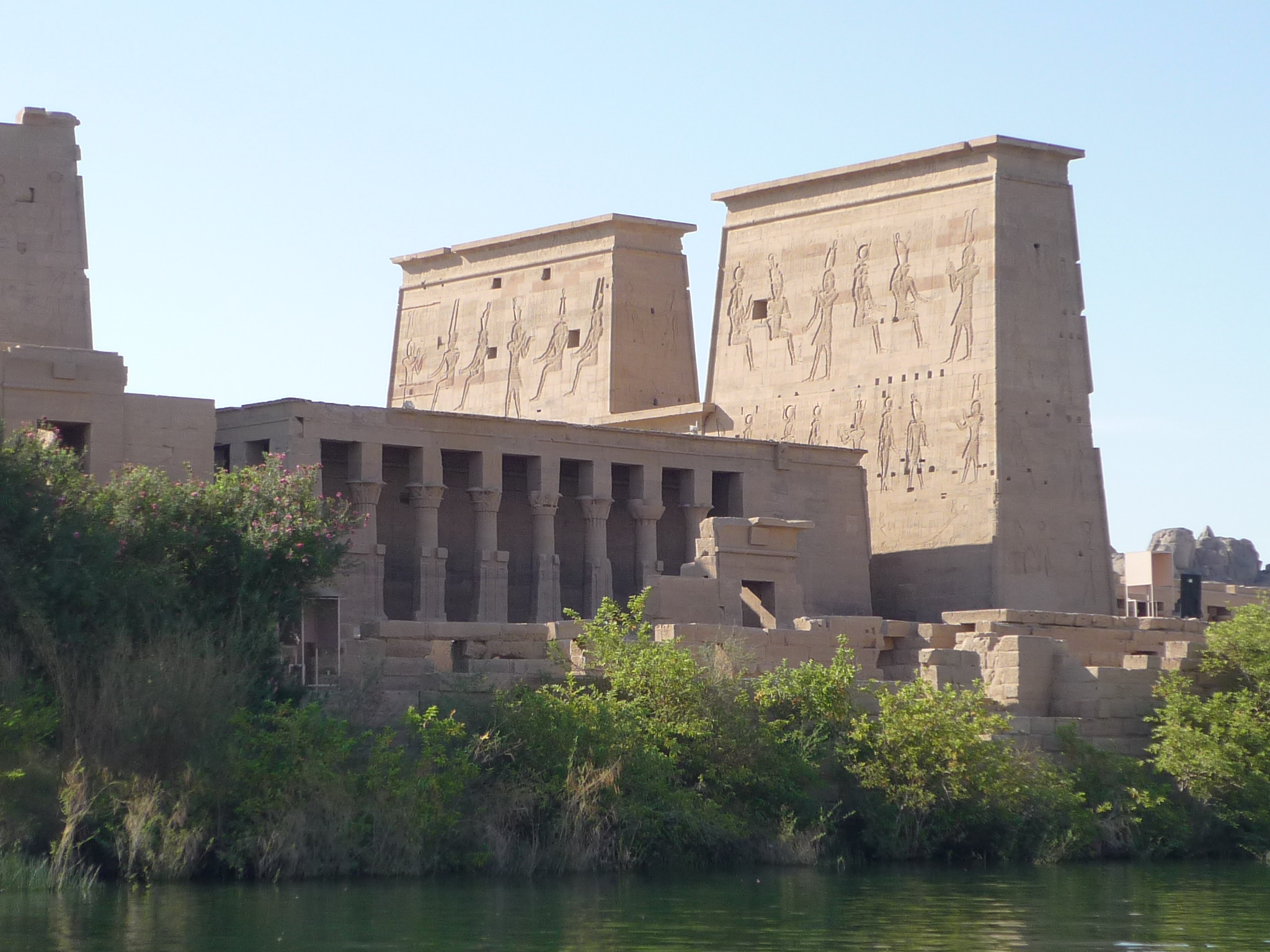
Le temple d'Isis à Philæ est fermé par Justinien.

Schéma des principales divergences christologiques, à l'origine de la lutte contre les visions considérées comme hérétiques.

La principale tâche religieuse que s'assigne Justinien est la propagation de la foi orthodoxe. Tout d'abord, il contribue à lutter contre la subsistance du paganisme. Le Code de Justinien reprend les vieilles lois en vigueur et les renforce, obligeant notamment les païens à être baptisés. Ils sont privés de toute vie civile et sont punis de mort s'ils s'adonnent à des pratiques païennes après avoir été baptisés. Pour reprendre les termes de Pierre Chuvin dans Chronique des derniers païens, « les païens sont de véritables morts civils ». Cette politique frappe aussi la philosophie puisqu'elle conduit à la fermeture de l'école néoplatonicienne d'Athènes en 529, sans pour autant empêcher la persistance de l'enseignement de la philosophie grecque dans certaines régions de l'Empire, comme à Alexandrie. Toutefois, cette mesure témoigne d'une volonté de censurer les formes de pensées contraires au dogme catholique que Justinien entend promouvoir. De même, le temple d'Isis sur l'île de Philæ est fermé quelques années plus tard, contribuant à l'extinction définitive de la religion de l'Égypte antique. Justinien n'est pas moins sévère à l'égard des doctrines chrétiennes hétérodoxes. Le 1er juin 527, alors que Justin Ier est encore empereur, une loi condamne durement les hérétiques, soit « quiconque n'appartient pas à l'Église catholique et à notre foi orthodoxe et sainte ». Ils ne peuvent détenir des fonctions civiles et militaires, ni hériter, ni témoigner en justice. Là encore, Justinien reprend d'anciennes dispositions, présentes parfois dans le Code théodosien et s'applique à leur mise en œuvre et à leur durcissement. Certaines de ces doctrines sont particulièrement visées, comme le manichéisme, puisque la mort est requise contre ses partisans. De même, les ariens sont souvent opprimés par l'empereur, notamment dans les provinces nouvellement acquises en Afrique et en Italie, au profit des catholiques. Cela passe notamment par la fermeture de leurs lieux de culte. Enfin, des missionnaires chrétiens, bien que de confession monophysite, sont envoyés dans des régions comme l'Éthiopie ou l'Arabie,.

#### Des tentatives répétées de conciliation avec le monophysisme
En ce qui concerne le monophysisme, Justinien fait preuve de plus de souplesse. Après un premier temps de répression, il espère convaincre les monophysites de rallier la foi orthodoxe qu'ils rejettent depuis le concile de Chalcédoine. L'importante représentation des monophysites dans des provinces stratégiques de l'Empire, comme la Syrie ou l'Égypte, contribue à la prudence de l'empereur pour éviter tout soulèvement. Ce revirement s'explique aussi par l'origine monophysite de sa femme Théodora, qui le convainc de faire preuve de tolérance. Ainsi, Sévère d'Antioche, grand théologien monophysite, est autorisé à revenir à Constantinople en 535. Ce retour se fait dans un climat de dialogue entre les monophysites et les chalcédoniens, sans pour autant qu'un accord ne soit trouvé. D'autant qu'en 536, le pape Agapet Ier se rend à Constantinople. Il fait alors part de ses inquiétudes quant à la résistance du monophysisme et le patriarche Anthime Ier de Constantinople, partisan de cette doctrine, est déposé. La même année, un concile entérine la fin de la période de tolérance pour les monophysites dont la doctrine est de nouveau condamnée, et qui sont expulsés de Constantinople. Le patriarche Théodose d'Alexandrie est lui aussi déposé, tandis que la persécution des monophysites s'étend à l'Égypte, non sans résistances locales.

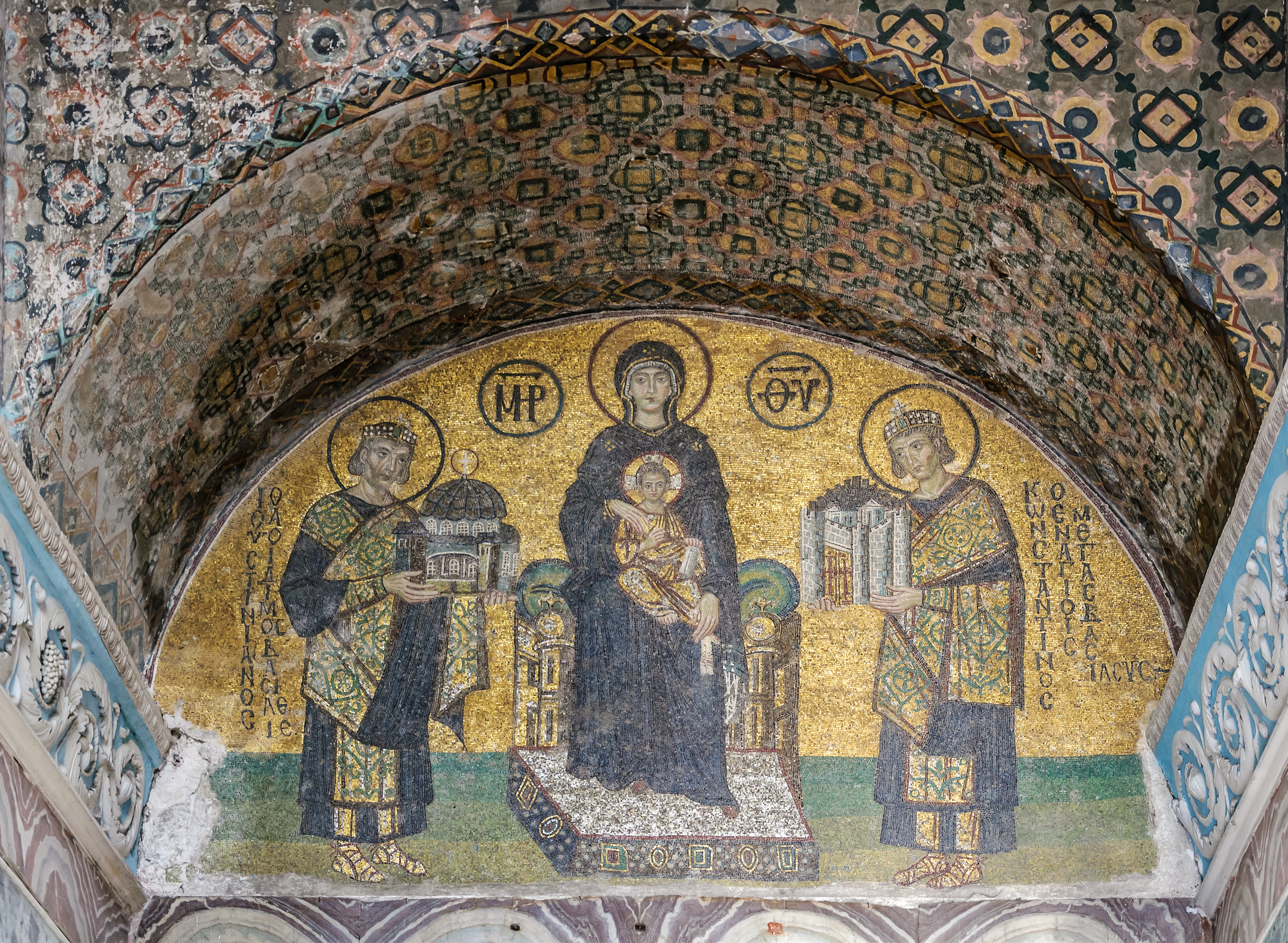
Mosaïque de la basilique Sainte-Sophie représentant, de gauche à droite, Justinien, la Vierge Marie (protectrice de Constantinople) et Constantin Ier (empereur romain).

Toutefois, cette répression ne remet pas définitivement en cause la volonté de concilier les monophysites avec les orthodoxes. Progressivement, Justinien revient à son désir initial de parvenir à un compromis. C'est autour de trois évêques, les Trois Chapitres, que la question se cristallise. En effet, le concile de Chalcédoine a reconnu l'orthodoxie de Théodore de Mopsueste, Théodoret de Cyr et d'Ibas d'Édesse, dont les écrits sont rejetés par les monophysites. Justinien espère alors les faire condamner pour réconcilier le monophysisme avec la foi impériale. Dans ce sens, il publie un décret en 544 condamnant les auteurs sans remettre en cause la doctrine de Chalcédoine, ce que les monophysites estiment insuffisant. Dans le même temps le pape Vigile émet des réserves à au sujet d'attaques contre les Trois Chapitres, et Justinien qui n'apprécie guère cet acte de défiance, l'enlève pour l'amener à Constantinople et obtenir son consentement. Quoi qu'il en soit, l'empereur prend alors conscience de la nécessité d'aller plus loin. En 553, il convoque un concile œcuménique dans lequel les représentants occidentaux sont fortement sous-représentés et qui doit lui permettre de revenir sur les conclusions du concile de Chalcédoine. Le 2 juin, le document final adopté par le concile reprend fortement la Confession de Foi publiée par Justinien en 551, jetant l'anathème contre les Trois Chapitres et d'autres auteurs comme Origène. Néanmoins, le résultat escompté n'intervient pas. Les monophysites sont divisés et ceux d'Égypte refusent de rejoindre l'orthodoxie. Surtout, les conclusions du deuxième concile de Constantinople suscitent de vives réactions dans les rangs des partisans des Trois Chapitres, notamment en Afrique et en Illyrie. À Rome, le nouveau pape Pélage Ier fait face à une vive opposition auprès du clergé italien. L'Église de l'Italie du Nord va jusqu'à provoquer un schisme autour du patriarcat d'Aquilée, jusqu'au début du VIIe siècle,,.
Néanmoins, il ne semble pas que Justinien ait abandonné toute perspective de ralliement des monophysites. À la fin de son règne, il tente de se rapprocher d'une de leurs branches, celle professée par Julien d'Halicarnasse, autrement appelée aphthartodocétisme. En effet, il épouse cette vision, défendant l'incorruptibilité du corps du Christ, dans un édit de 564. Ce texte provoque des réactions souvent hostiles au sein du clergé de l'Empire. Le patriarche Eutychius de Constantinople refuse de signer l'édit et est déposé. La question de l'adhésion de l'empereur à cette doctrine reste incertaine. Elle représenterait une évolution fondamentale sur le plan théologique car Justinien n'a jamais démontré d'attrait pour le monophysisme. Toutefois, l'aphthartodocétisme est aussi défendu par des Chalcédoniens, il n'est donc pas impossible que Justinien ait pu y accorder du crédit. En outre, son édit s'inscrit dans son œuvre de rapprochement des monophysites avec l'orthodoxie. Finalement, la mort de Justinien met un terme à cette nouvelle polémique théologique,,.

#### Une tolérance limitée envers les Juifs
En ce qui concerne le judaïsme, Justinien ne revient pas, dans un premier temps, sur la tolérance limitée dont les Juifs font l'objet sur le territoire impérial. Pour autant, progressivement, il durcit sa législation et tend à les considérer de la même manière que les hérétiques. Sans perdre leur liberté de culte, elle est sérieusement réduite et une partie de la communauté juive n'hésite pas à s'opposer à l'empereur, participant à la révolte des Samaritains en 529,. Ces derniers sont plus visés encore par la politique religieuse de Justinien, ce qui explique leur soulèvement. En effet, une loi de 528 prescrit la destruction de leurs synagogues. Cependant, la révolte est réprimée dans le sang (près de 20 000 morts) et débouche sur une législation encore plus restrictive puisque les Samaritains ne peuvent quasiment plus détenir de biens et encore moins hériter,. Un autre soulèvement en 555 est lui aussi écrasé. VIs-à-vis des Samaritains, la politique impériale s'apparente à une volonté d'anéantissement de cette minorité religieuse.

## La vie économique sous Justinien

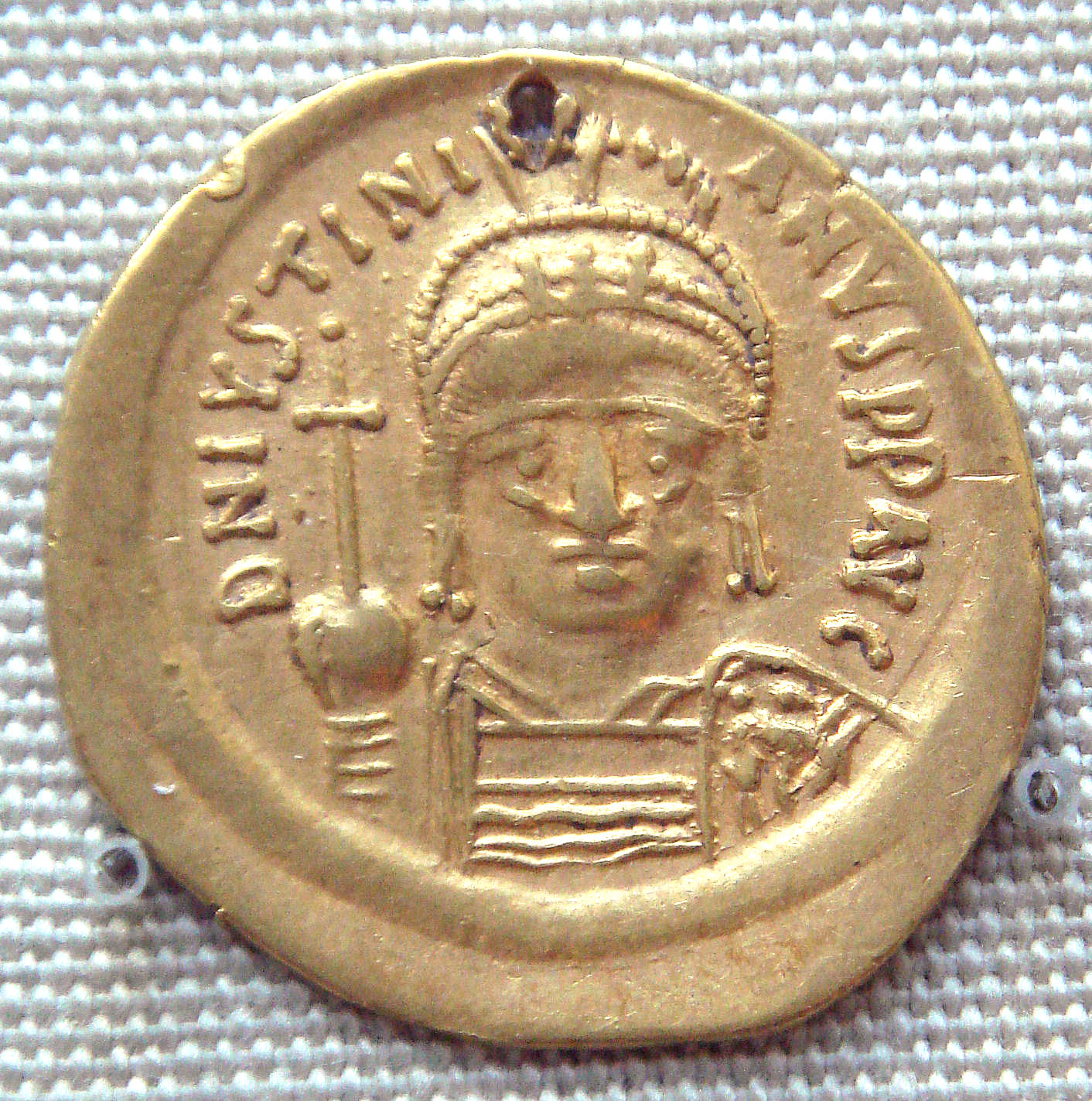
Pièce byzantine représentant Justinien découverte en Inde. D'autres monnaies ont été découvertes au sud de la péninsule indienne et sur l'île de Ceylan, attestant du dynamisme de l'économie byzantine.

Sous Justinien, l'économie byzantine atteint son apogée dans les premières décennies du VIe siècle et l'Empire est alors la première puissance économique du monde méditerranéen. La prise de l'Afrique et de l'Italie conforte sa domination maritime et facilite les échanges commerciaux entre les provinces de l'Empire. Des relations marchandes prospèrent avec les voisins de l'Empire, à l'image du commerce avec les Francs et jusqu'en Cornouailles, où l'Empire échange son blé pour de l'étain,. À l'époque, l'économie repose principalement sur l'agriculture. Ainsi, la richesse de l'Égypte provient de son statut de grenier à blé pour Constantinople et Justinien consolide les échanges entre la capitale et cette province stratégique. Il implante un important grenier à Ténédos pour stocker les réserves excédentaires,.
En matière de politique économique, le principal défi de Justinien est d'assurer de bonnes relations avec l'Orient. Or, la rivalité persistante avec les Sassanides complique le commerce avec cet empire, mais aussi avec les mondes chinois et indien, à l'origine de l'importation de biens de haute valeur comme la soie. Il tente de renforcer ses relations avec l'Abyssinie pour trouver une route alternative à la route de la soie traditionnelle qui passe par la Perse. Toutefois, les marchands abyssiniens ne parviennent pas à concurrencer les marchands perses en Inde. De même, des traces existent de tentatives d'implantation d'une route plus septentrionale, passant par le Caucase, là encore sans résultats significatifs. Cette dépendance complète envers les marchands perses débouche sur une fluctuation de l'activité des manufactures de soie dès lors que les tensions s'aggravent entre les deux empires, tandis que les prix restent élevés, y compris après la paix éternelle de 532. Pour tenter de mieux contrôler le commerce de la soie, l'État instaure un monopole sur sa production dans les années 540, ce qui entraîne le déclin des ateliers privés. Si les ressources fiscales s'en trouvent accrues, les prix ne baissent pas pour autant. Finalement, la solution vient de deux moines envoyés en Asie centrale, et qui parviennent à ramener dans l'Empire des œufs de ver à soie, permettant d'y implanter une production locale autour de Beyrouth, même si elle n'est pas suffisante pour que l'Empire se détache de toute influence des marchands perses,,.
Toutefois, l'économie souffre des catastrophes naturelles qui frappent l'Empire, notamment la peste de Justinien. Celle-ci fragilise l'économie urbaine en raison du dépeuplement des villes, tandis que la crise démographique entraîne un manque de main d'œuvre. Sans s'effondrer, l'économie byzantine commence à se rétracter à la fin du règne de Justinien.

## Le bâtisseur

La basilique Sainte-Sophie d'aujourd'hui. Les minarets datent d'après la conquête par les Turcs, 1000 ans après Justinien.

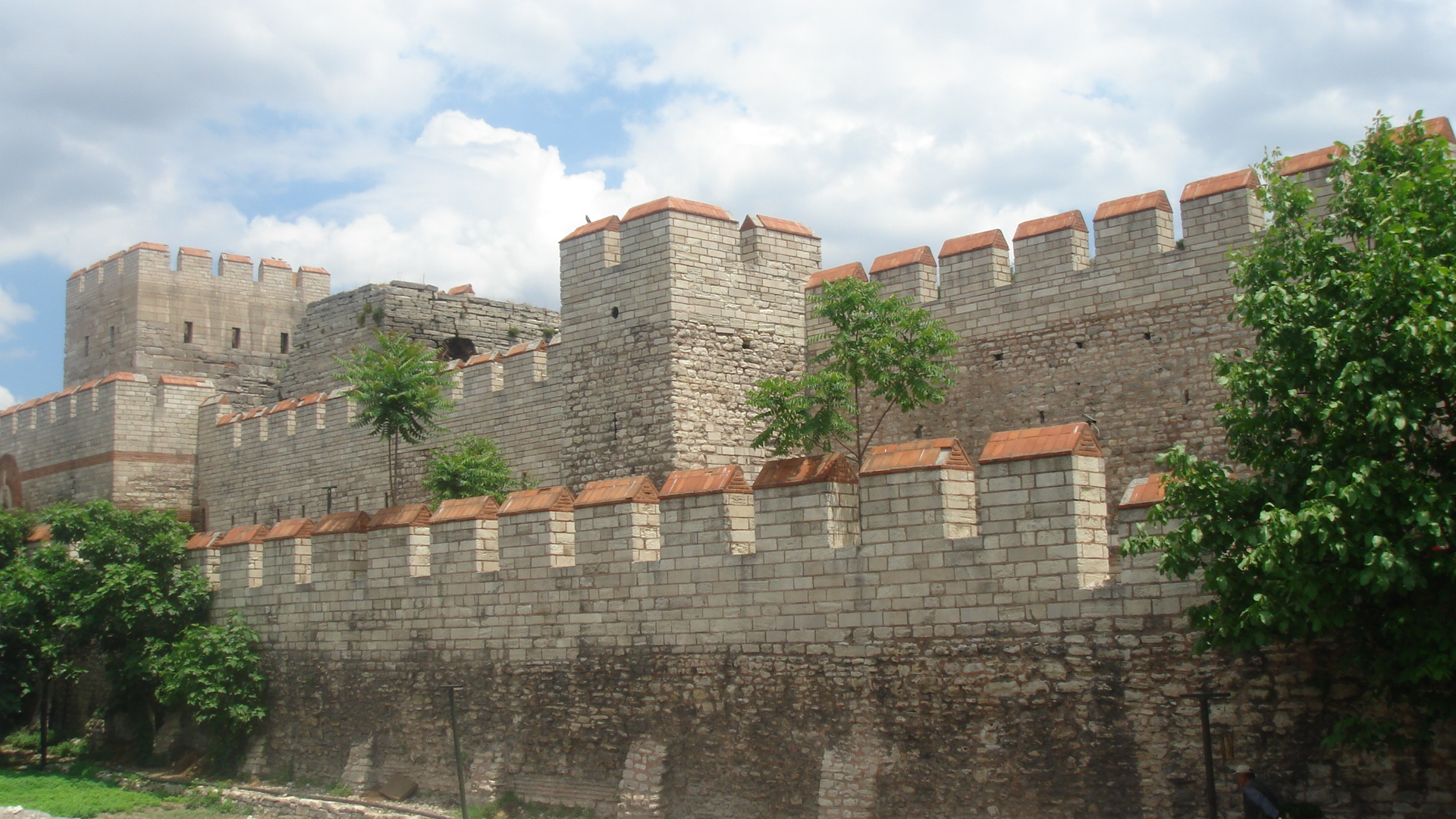
Section du mur de Théodose II.

Justinien se donne lui-même comme surnom d'empereur philoktistès (qui aime construire), symbolisant sa propension à développer des édifices de toutes sortes, que ce soit sur le plan militaire au travers de son œuvre de fortification du territoire de l'Empire, sur le plan religieux comme reflet de sa foi, ou pour embellir Constantinople,.

### À Constantinople
Justinien marque de son empreinte la capitale de Constantinople, qu'il ne quitte par ailleurs presque jamais au cours de son règne. La cité, construite par Constantin Ier sur les lieux de l'antique Byzance, est déjà de grande taille. Toutefois, elle souffre durement de la sédition Nika en 532, dont les incendies détruisent des portions entières de certains quartiers. Jean le Lydien, non sans exagération, décrit ainsi l'état de la capitale au sortir de la révolte : « La ville n'était plus qu'une montagne avec des amoncellements noirâtres abrupts, comme à Lipari ou au Vésuve, rendue inhabitable par la poussière, la fumée et l'odeur pestilentielle. » Seulement quarante-cinq jours après la répression de la sédition Nika, Justinien entame la grande œuvre architecturale de son règne, celle de la basilique Sainte-Sophie. Elle est bâtie à l'emplacement de la précédente église du même nom, incendiée par les émeutiers. Cet édifice doit être à la gloire de Dieu et incarner la magnificence impériale. Dans l'esprit de Justinien, elle doit aussi expier les péchés de l'Empire après la sédition et affirmer la place de l'empereur comme lieutenant de Dieu sur Terre. Pour cela, elle doit dépasser par son ampleur tous les autres édifices contemporains du christianisme. Pour la bâtir, il fait appel à deux architectes : Anthémius de Tralles, qui meurt un an plus tard, et Isidore de Milet. Sainte-Sophie s'inscrit dans un rectangle de 77 m sur 71,70 m et comporte, comme toutes les basiliques, trois nefs séparées par des colonnades. Ce qui frappe, c'est l'ampleur inégalée, en surface et en volume, de l'espace intérieur. La première coupole s'étant effondrée en 558, une seconde est reconstruite en 562. La grande coupole, dont le diamètre atteint 31 m, s'élève au centre de la nef centrale à 54 m au-dessus du sol. Elle est achevée en cinq ans et officiellement consacrée le 27 décembre 537,,.

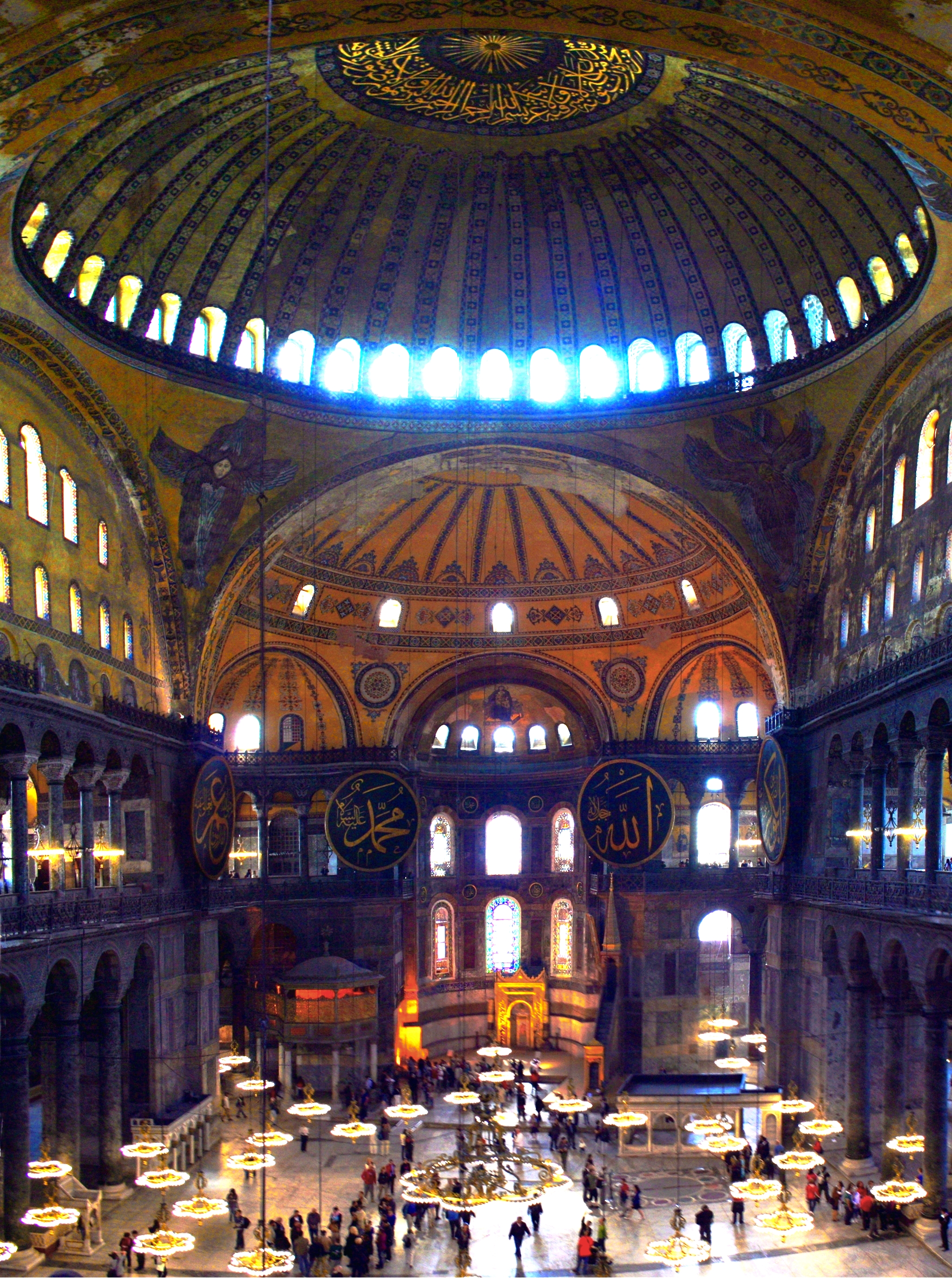
La coupole de la Sainte-Sophie, élément architectural le plus spectaculaire de la basilique, aujourd'hui reconvertie en mosquée.

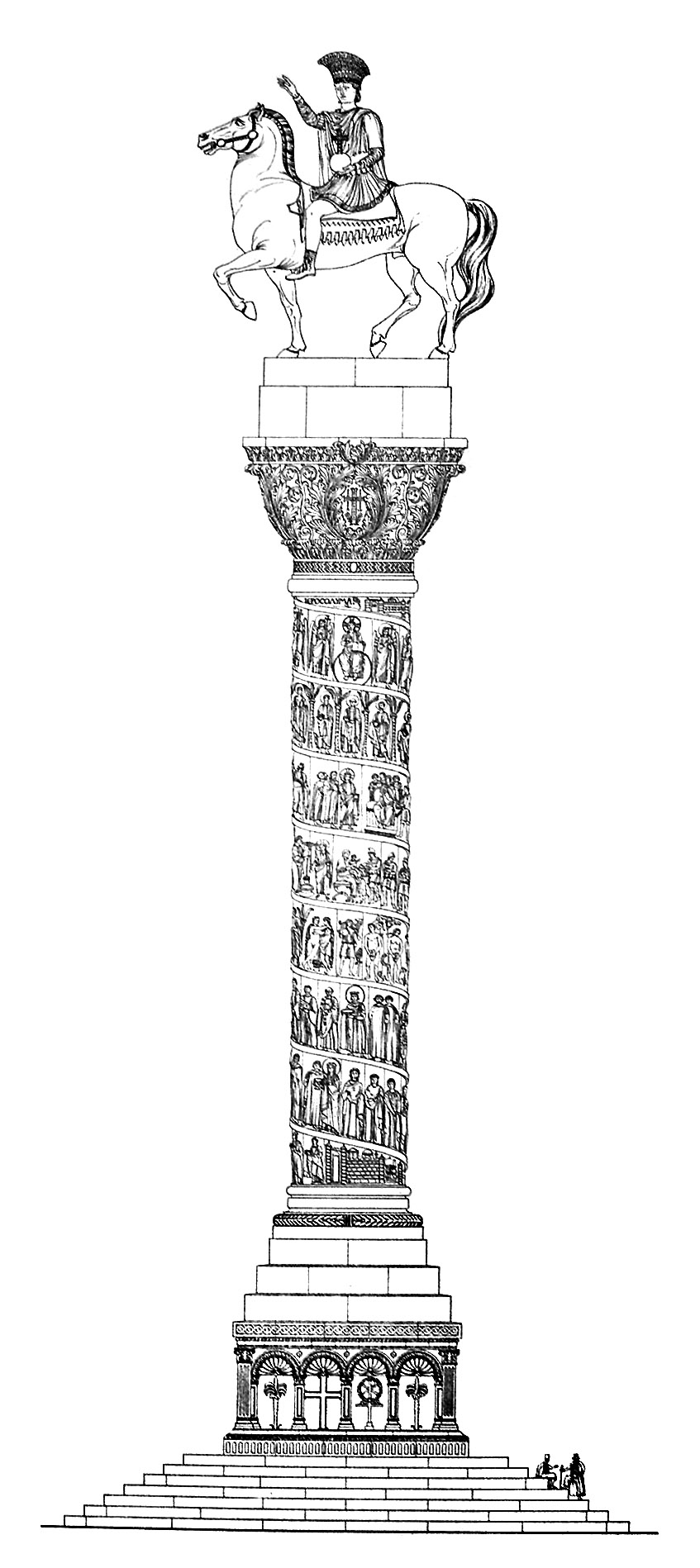
Restitution de la colonne et de sa statue équestre d'après Cornelius Gurlitt, 1912. La présence d'une frise narrative hélicoïdale autour de la colonne, sur le modèle de la colonne Trajane, est erronée.

L'édification de Sainte-Sophie n'est que l'aspect, certes le plus ambitieux, de l'entreprise de reconstruction de nombreux bâtiments au sein de la capitale. Il fait reconstruire l'église des Saints-Apôtres qui sert de nécropole aux empereurs byzantins mais aussi l'église Sainte-Irène, brûlée lors de la révolte et qui devient le deuxième édifice religieux de la ville. En tout, Justinien serait intervenu dans la construction ou la restauration de trente-trois édifices religieux dans la cité impériale. Il rebâtit les édifices de la place de l'Augustaion avec ses portiques, ainsi ceux de la Mésè jusqu'au forum de Constantin Ier sont reconstruits, de même que les propylées du palais, les portes en bronze, les bains de Zeuxippe. Sur la place de l'Augustaion est érigée la colonne de Justinien, en haut de laquelle culmine une statue équestre de l'empereur, commémorant les victoires de celui-ci contre les Barbares. L'empereur est attentif à la défense de Constantinople et restaure le mur de Théodose II ainsi que le mur d'Anastase, fragilisé par les séismes. Justinien fait construire, à proximité de Sainte-Sophie, l'immense Citerne Basilique. D'une longueur de 138 m sur 65 de largeur, elle contient 28 rangées de 12 colonnes, soit 336 en tout, sur lesquelles reposent des voûtes d'arête en briques qui s'élèvent à 8 m au-dessus du sol. Elle alimente Constantinople en eau jusqu'à l'époque ottomane.

### Dans le reste de l'Empire
Enfin, dans tout l'Empire, Justinien est à l'origine de constructions ou de reconstructions, notamment de villes détruites par des séismes comme à Antioche, sans pour autant toujours parvenir à lutter contre le déclin de certaines de ces cités. L'œuvre de Procope sur Les Constructions offre un large panorama des nombreuses réalisations architecturales attribuées à Justinien. Il serait intervenu dans la création de 398 sites et dans la restauration de 397. Ainsi, il est à l'instigation de la construction du barrage de Dara, pour protéger cette position stratégique sur la frontière orientale des inondations, mais aussi le pont du Sangarius en Bithynie, afin d'améliorer les communications entre Constantinople et les provinces orientales. Le mur de l'Hexamilion qui barre l'isthme de Corinthe est renforcé. Sa piété le conduit à favoriser le développement d'édifices religieux comme le monastère Sainte-Catherine du Sinaï, qui sert à la fois de lieu spirituel mais aussi de forteresse. De même, c'est sous son règne qu'est érigée la basilique Saint-Vital de Ravenne, chef-d'œuvre de l'art byzantin, comprenant de nombreuses mosaïques représentant l'empereur. Il fait aussi reconstruire la basilique de la Nativité de Bethléem. Il contribue au développement du culte autour de la Vierge Marie en développant des lieux de culte en son honneur, comme l'église Sainte-Marie-la-Neuve de Jérusalem ou l'église Sainte-Marie-de-la-Source à Constantinople ; la fondation du monastère Notre-Dame de Seidnaya lui est aussi attribuée. Enfin, il fait bâtir la cité de Justiniana Prima dans sa région d'origine, qu'il élève au rang d'évêché.

Des bâtiments construits sous le règne de Justinien
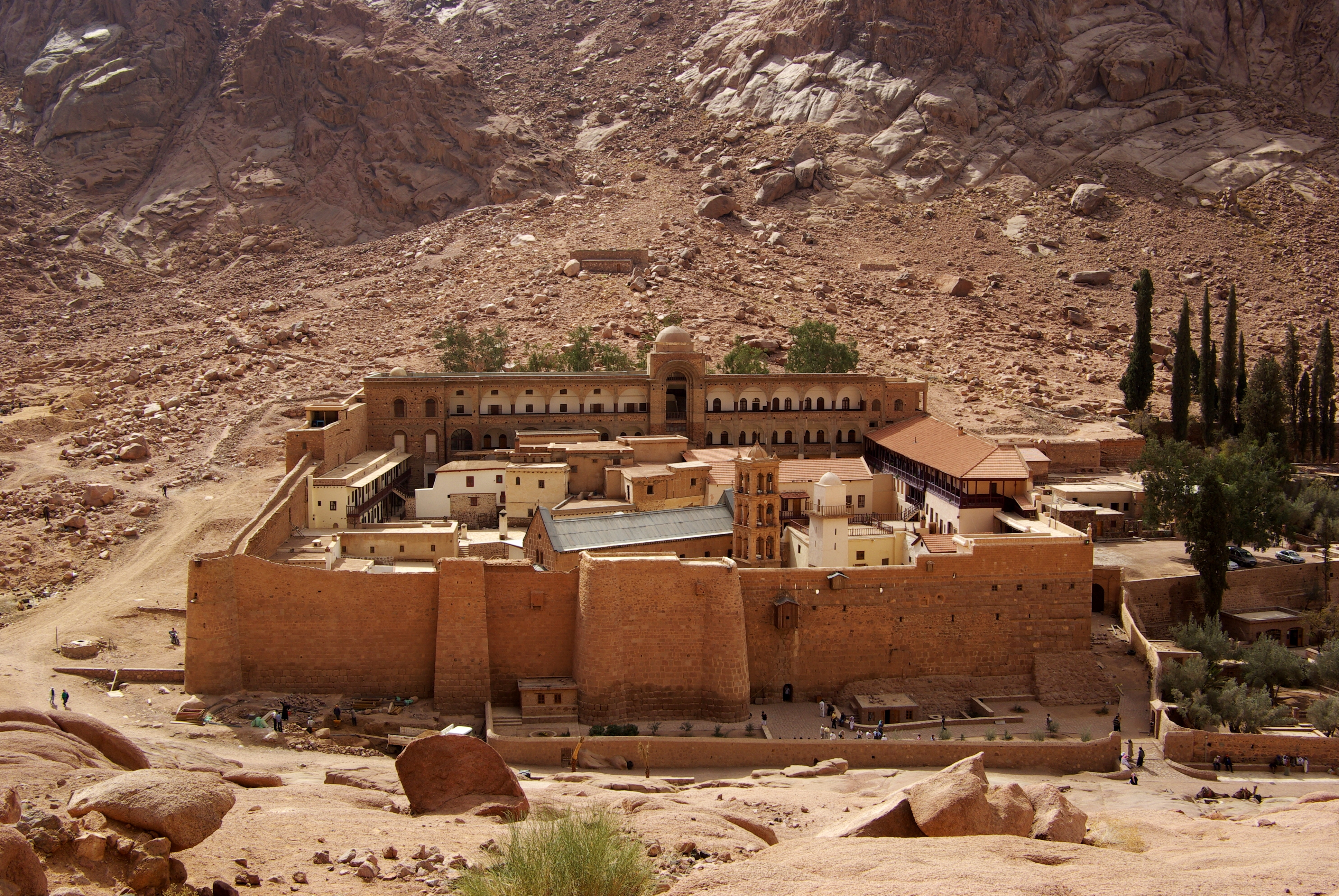
Monastère Sainte-Catherine du Sinaï.
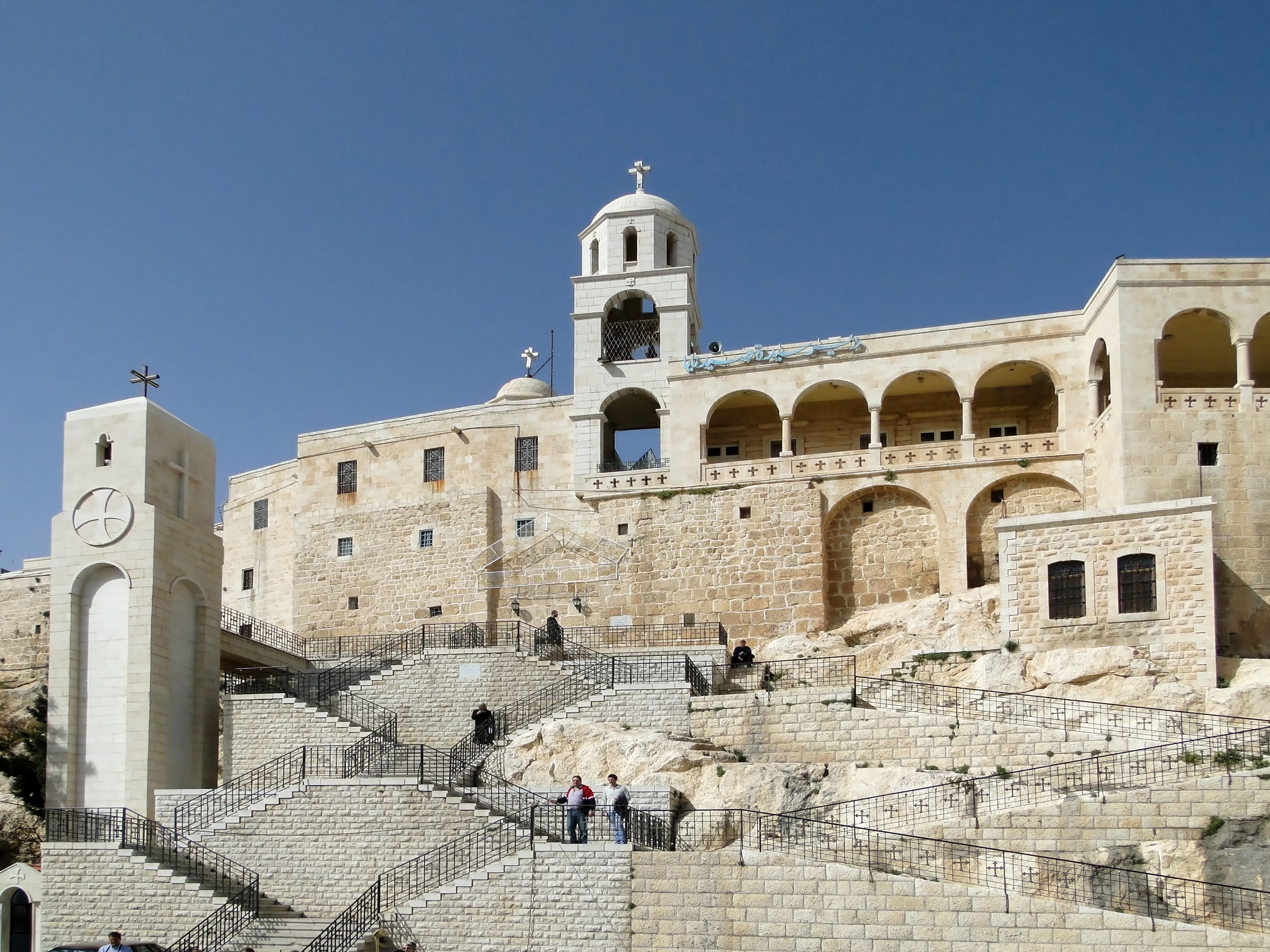
Monastère Notre-Dame de Seidnaya.
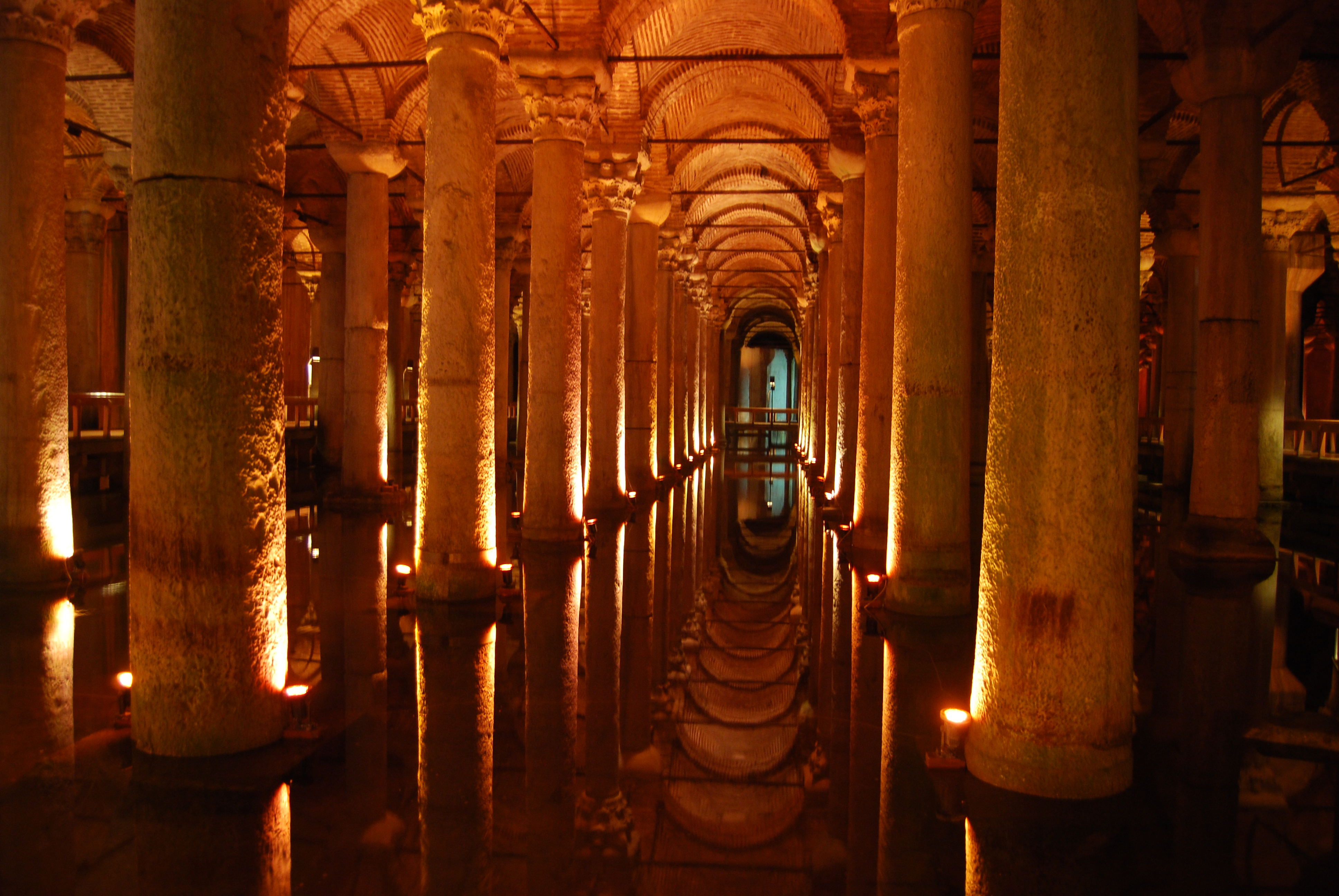
Citerne Basilique.
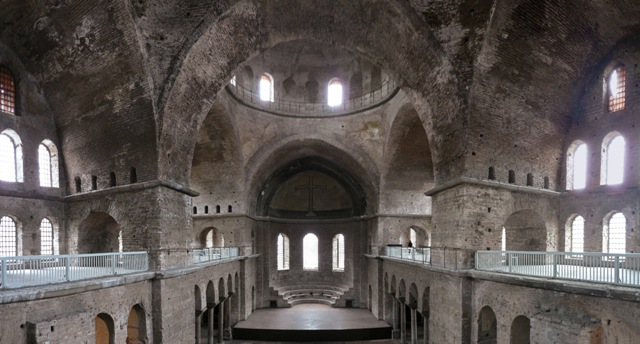
Intérieur de l'église Sainte-Irène.
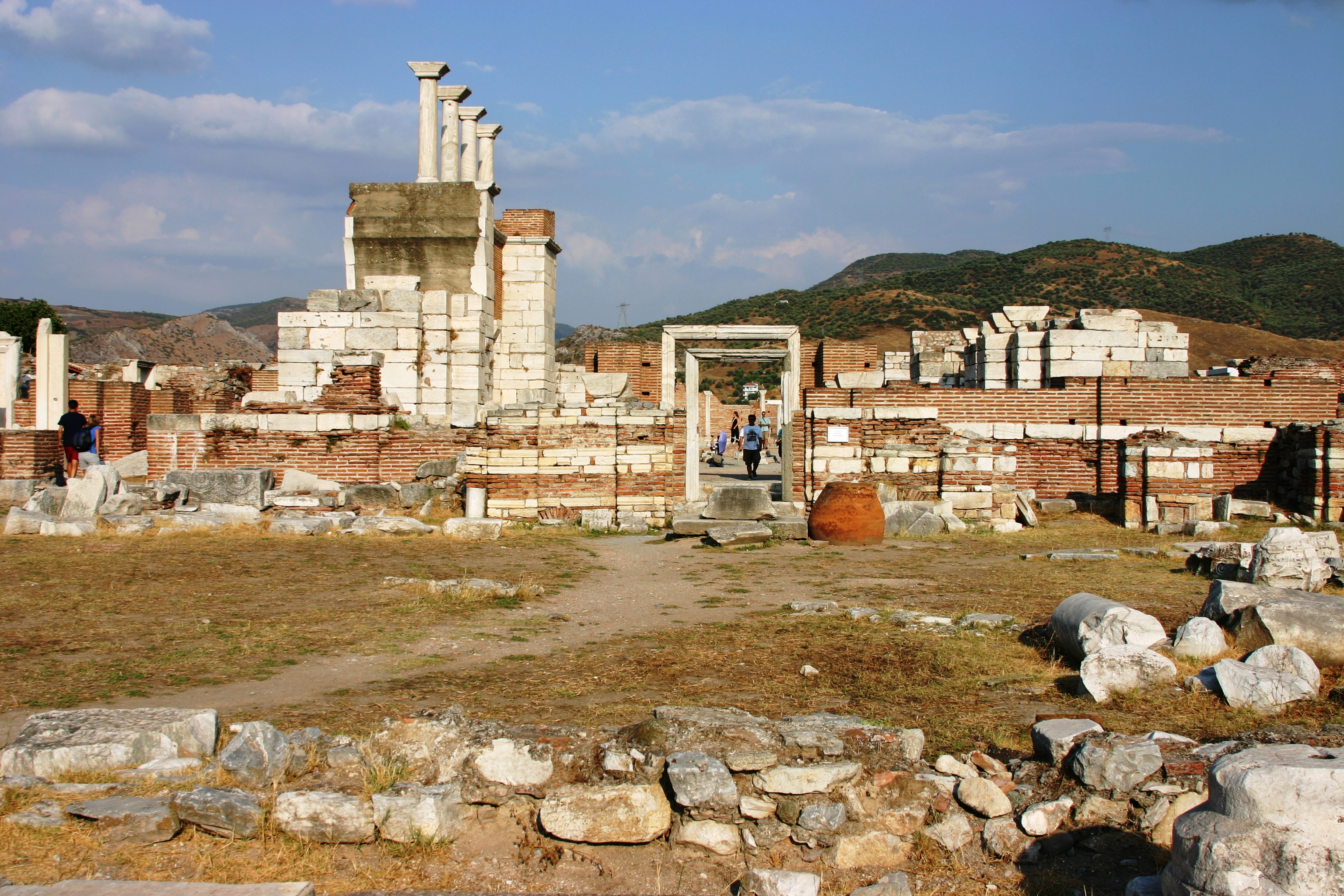
Basilique Saint-Jean d'Éphèse.
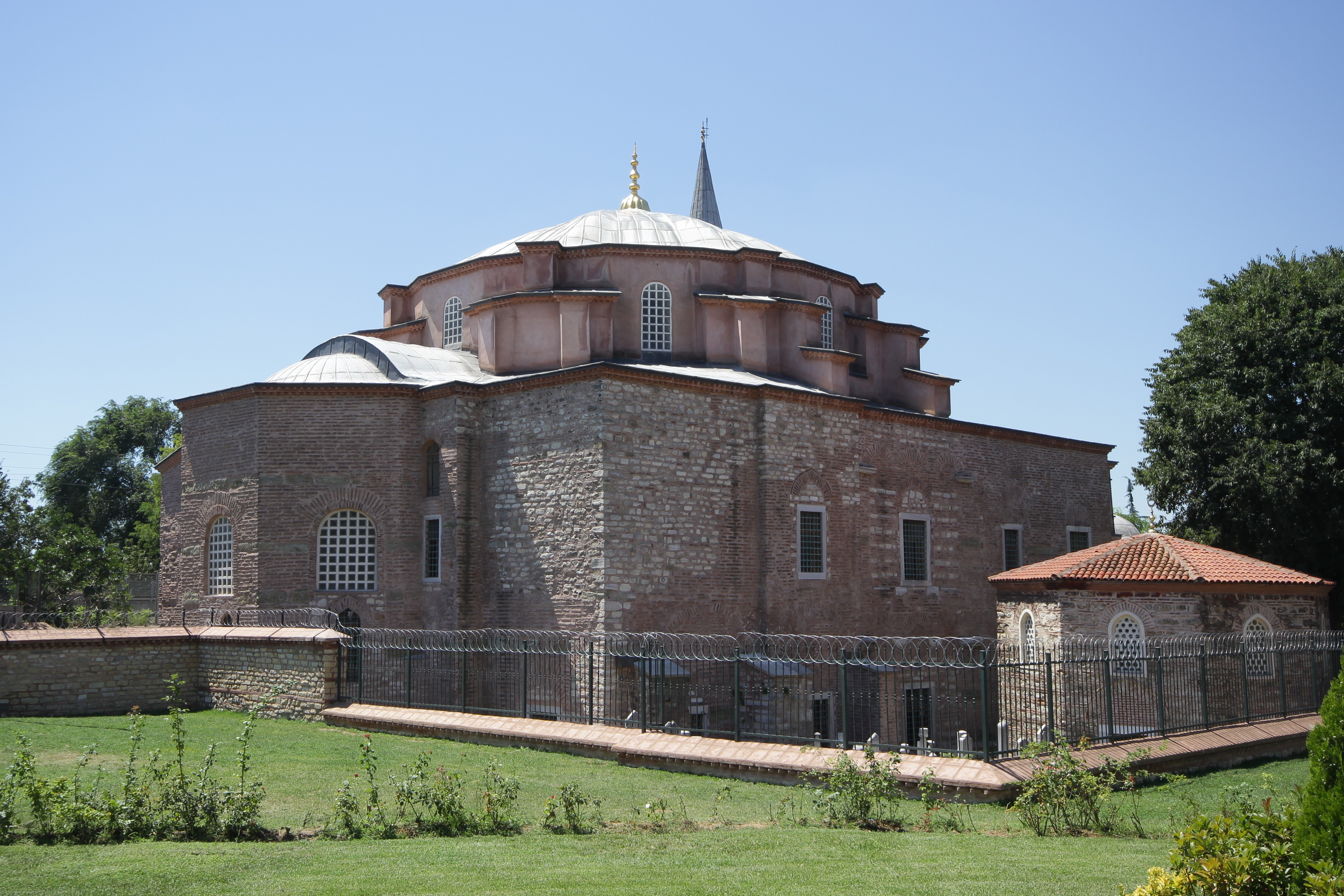
Église des Saints-Serge-et-Bacchus.
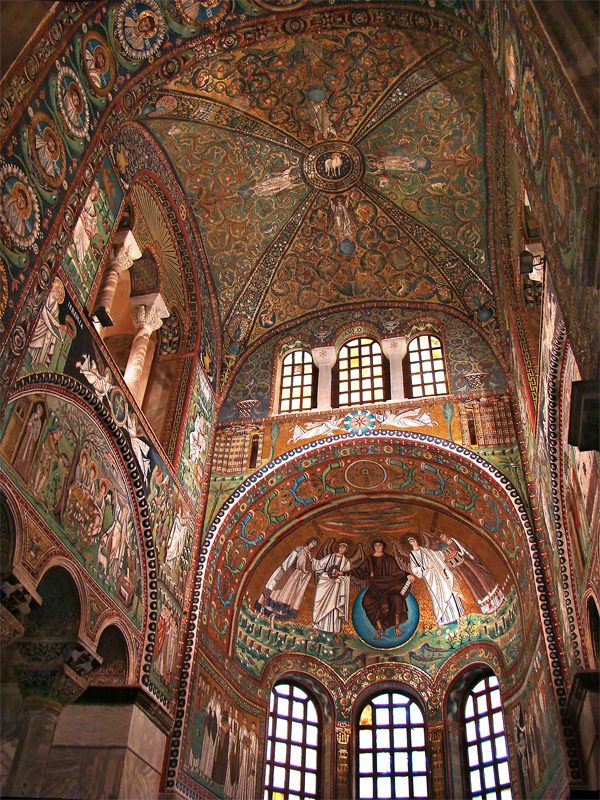
Chapelle absidiale de la basilique Saint-Vital de Ravenne.

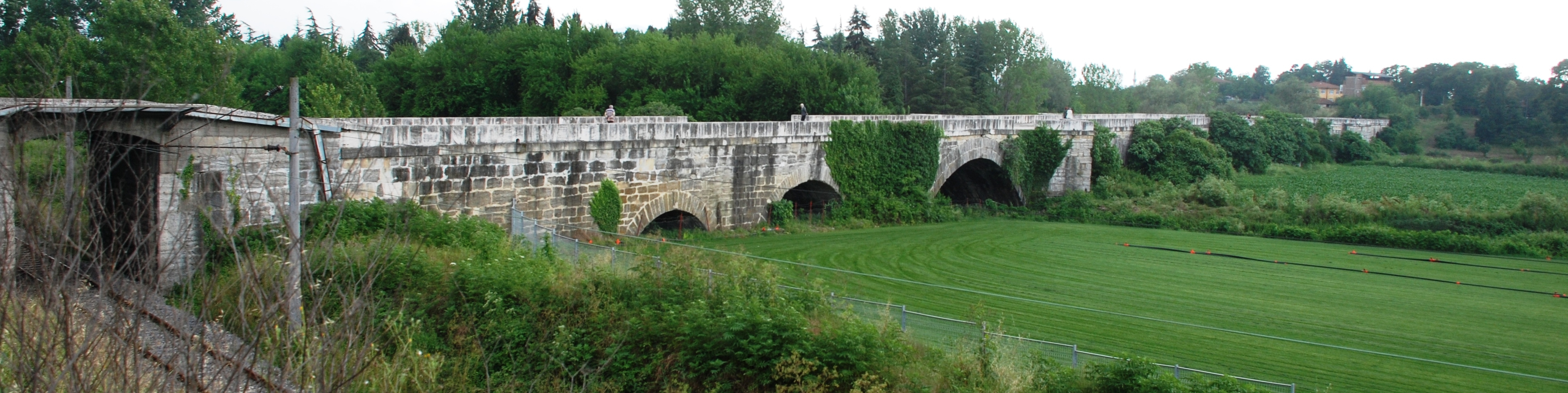
Pont du Sangarius.
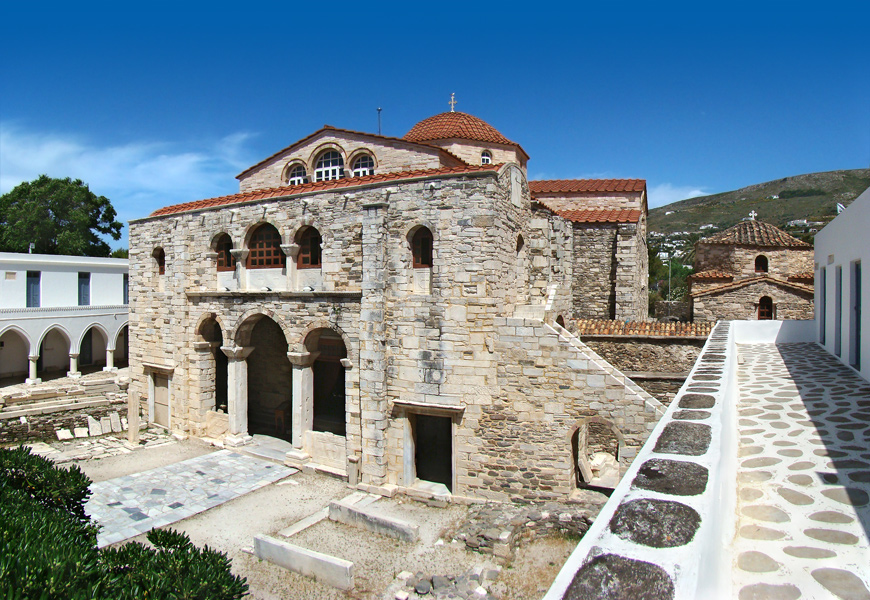
Basilique de la Panaghia Katapoliani.

## Sa fin

### Décès

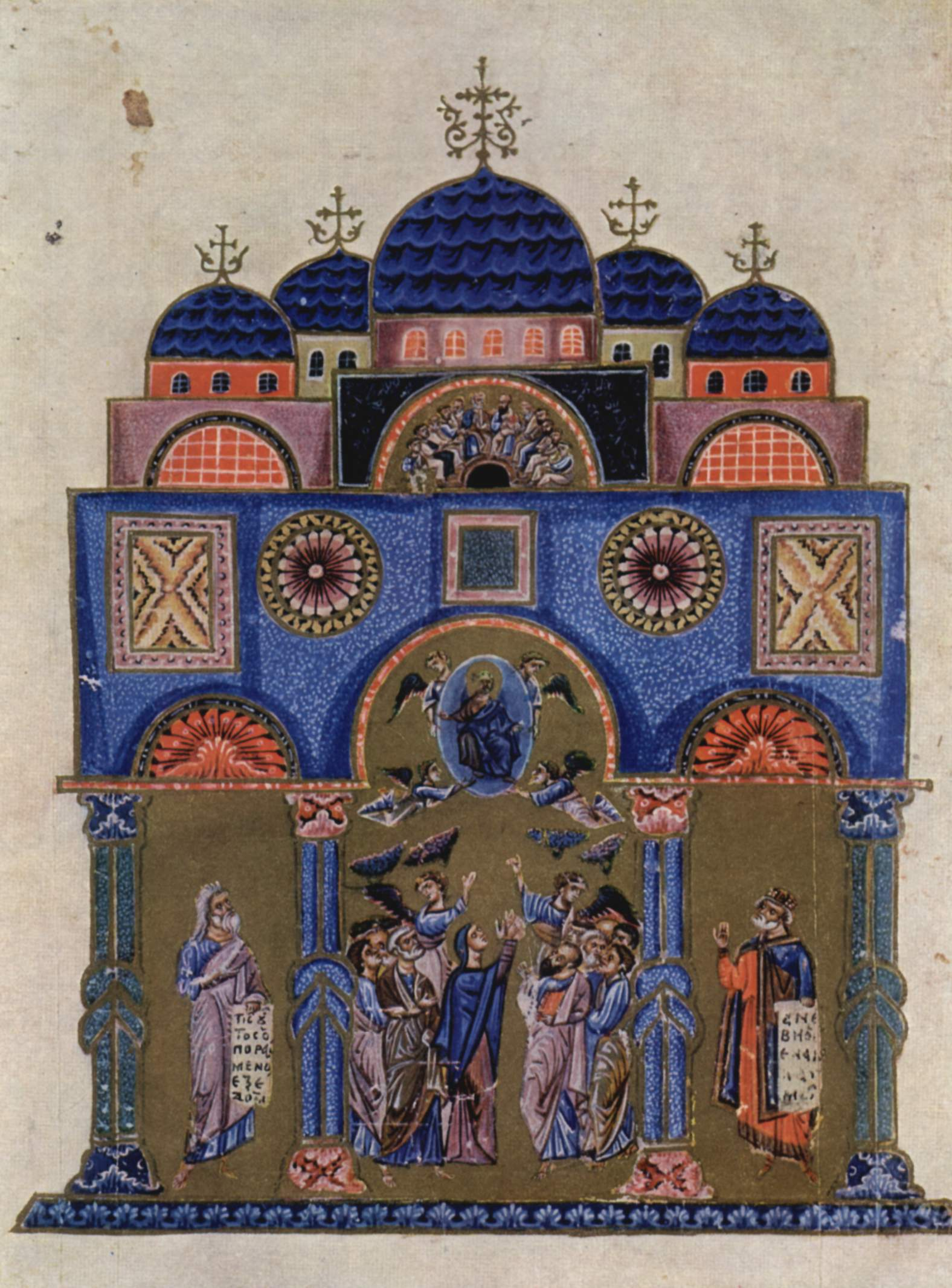
Miniature représentant l'église des Saints-Apôtres, Homélies de Jacques de Kokkinobaphos, vers 1150 (BnF, Gr.1208, f.3v).

L'un des nombreux traits marquants de Justinien est sa longévité puisqu'il meurt à près de 83 ans, dans la nuit du 14 au 15 novembre 565. Comme sa femme Théodora, il est inhumé dans l'église des Saints-Apôtres, nécropole traditionnelle des empereurs byzantins qu'il a rebâtie. Son corps est recouvert d'un drap funéraire brodé par sa nièce Sophie, figurant les grandes réalisations de son règne. Selon Corippe, la foule pleure le long du passage du cortège funèbre et l'historienne Averil Cameron indique que « Justinien mort a atteint le statut d'une sainte personne ».

### Succession
Toutefois, en dépit de son âge avancé, Justinien n'a pas prévu sa succession et n'a pas de descendance. Deux de ses neveux sont les principaux candidats à la succession : d'une part Justin, le fils de sa sœur Vigilantia, qui détient le titre prestigieux de curopalate, mais ni celui de nobelissime, ni celui de césar, souvent conférés aux héritiers putatifs, et d'autre part un autre Justin, le fils de son cousin Germanus, maître des milices. La succession est organisée rapidement. Le comte des Excubites Tibère, partisan du curopalate Justin, fait en sorte de circonscrire la nouvelle de la mort de Justinien, tandis que Justin le curopalate en est informé par un groupe de sénateurs et le grand chambellan Callinicos. Ceux-ci lui affirment que Justinien l'a désigné comme son successeur et, après un premier refus de rigueur, le désormais Justin II accepte et est couronné par le patriarche Jean III Scholastique, avant d'être accompagné par la foule le matin du 15 novembre. Selon Évagre le Scholastique, les deux Justin se sont entendus pour éviter tout conflit, celui qui est couronné devant nommer l'autre comme son second. Justin II fait rapidement venir son homonyme dans la capitale et le reçoit chaleureusement, mais il ne tarde pas à émettre des accusations de complot contre lui et finit par le faire assassiner.

### Disparition de sa sépulture
En 1204, les sépultures des empereurs byzantins reposant à l'église des Saints-Apôtres sont pillées par les croisés lors du siège de Constantinople. Ces derniers espéraient en effet récupérer des richesses déposées sur les corps. D'après l'écrivain byzantin Michel Choniatès, le sarcophage de Justinien n'échappe pas à la règle.
Deux siècles plus tard, en 1453, les Ottomans prennent Constantinople, mettant fin à l'Empire Byzantin. L'église des Saints-Apôtres est alors déjà en mauvais état. Prétextant un crime, le sultan Mehmet II ordonne de la détruire en 1461 et fait construire à la place la mosquée Fatih. Les sarcophages sont alors vidés et réemployés à d'autres usages. Les restes de Justinien disparaissent à tout jamais.

## Historiographie

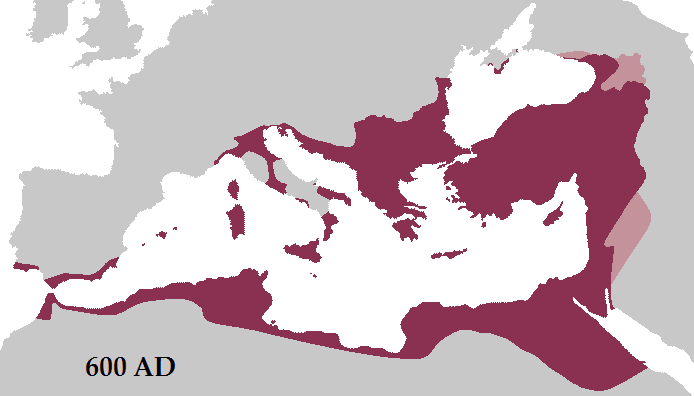
L'Empire byzantin en 600. L'Espagne byzantine est réduite à sa portion congrue et disparaît deux décennies plus tard, tandis que les Lombards ont déjà conquis une part substantielle de l'Italie.

En raison de l'étendue de ses réalisations, le règne de Justinien a donné lieu à de nombreux commentaires. Les avis sont relativement contrastés. Les premiers auteurs à s'être intéressés à l'Empire romain et à son déclin, à l'image de Montesquieu ou Edward Gibbon, jugent souvent négativement la période justinienne. Ils sont encore influencés par l'idée d'un long déclin de l'Empire romain que Justinien ne peut arrêter. Ainsi, Montesquieu, dans ses Considérations sur les causes de la grandeur des Romains et de leur décadence, est sévère à l'égard de l'action de Justinien dont il estime qu'il a profité de circonstances favorables pour étendre l'Empire tout en oubliant de défendre les frontières du Danube et de l'Orient, sans jamais être en mesure de contrecarrer la décadence romaine : « Mais la mauvaise conduite de Justinien, ses profusions, ses vexations, ses rapines, sa fureur de bâtir, de changer, de réformer, son inconstance dans ses desseins, un règne dur et faible, devenu plus incommode par une longue vieillesse, furent des malheurs réels, mêlés à des succès inutiles et une gloire vaine. Ces conquêtes, qui avaient pour cause, non la force de l'Empire, mais de certaines circonstances particulières, perdirent tout : pendant qu'on y occupait les armées, de nouveaux peuples passèrent le Danube, désolèrent l'Illyrie, la Macédoine et la Grèce, et les Perses, dans quatre invasions, firent à l'Orient des plaies incurables ». Edward Gibbon n'a pas un avis très différent dans son Histoire de la décadence et de la chute de l'Empire romain. Là encore, il blâme la vanité d'un empereur inconscient de la faiblesse de son Empire, contribuant même à accroître son déclin par une politique trop ambitieuse : « et l'on peut s'étonner avec raison qu'ils [les Romains] prétendissent à étendre les limites d'un empire dont ils ne pouvaient plus défendre les anciennes frontières : mais les guerres, les conquêtes et les triomphes de Justinien sont les débiles et pernicieux efforts de la vieillesse qui épuise les restes de sa force, et hâte le terme de la vie ». Sans remettre en cause certaines des qualités, autant que les réussites de l'empereur, il met surtout l'accent sur les mérites de ses généraux, notamment Bélisaire et Narsès, tout en accréditant l'idée d'une emprise de l'impératrice Théodora sur le gouvernement de l'Empire.
Dans la période moderne, beaucoup d'historiens reconnaissent la permanence de certaines réalisations de Justinien, que ce soit sur le plan juridique ou architectural. Toutefois, d'autres remettent en question le projet de rénovation d'un Empire universel, concept dépassé depuis de nombreuses décennies déjà. Paul Lemerle qualifie ainsi le siècle de Justinien d'« erreur aux proportions grandioses », ce qui dénote l'ambivalence de cette période. Selon lui, cette erreur, c'est d'avoir méconnu le fait que l'Empire romain était désormais irréductiblement cantonné à sa partie orientale et qu'en livrant des guerres de conquêtes en Occident, « il a épuisé la partie vivante ». En outre, l'œuvre de Justinien est inachevée. Seule une partie des anciennes terres de l'Empire romain d'Occident ont été reconquises, même s'il n'a jamais exprimé le vœu de s'attaquer à l'ancienne Gaule par exemple. Plus encore, son œuvre ne lui survit pas. Il lègue à ses successeurs un Empire trop grand pour les ressources qu'il lui reste. Dès le règne de Justin II, l'Italie subit les assauts des Lombards tandis que les Slaves accentuent leur pression sur les Balkans. En un peu plus d'un siècle, la quasi-totalité des conquêtes de Justinien ont été perdues. En effet, c'est en Orient que l'Empire doit rediriger ses forces face aux assauts renouvelés des Sassanides et, bientôt, des Arabes. Ainsi, Louis Bréhier affirme : « De toutes les difficultés léguées par Justinien à ses successeurs, la plus grande était la défense de l'Empire ». Malgré tout, l'ampleur des conquêtes justiniennes fait aussi l'objet d'analyses plus positives. Jean-Claude Cheynet estime qu'il « est difficile d'accuser Justinien d'ambitions démesurées, car la reconquête de l'Afrique, puis de l'Italie donnait à l'Empire la maîtrise absolue de la Méditerranée et laissait espérer que ces provinces enrichiraient le trésor impérial ».
Georg Ostrogorsky, tout en reconnaissant les limites de Justinien, en brosse un portrait très positif, louant « la puissance de son génie universel », mettant en avant l'envergure mondiale de son ambition, reflet d'une nostalgie de l'Empire romain qui habite son temps et continue d'habiter ses successeurs. Ainsi, « à cette nostalgie la politique de restauration de Justinien a donné sa plus grandiose expression. Elle demeura pour la postérité un grand exemple, bien que l'œuvre de restauration n'ait pas duré et que sa faillite ait eu pour l'Empire les plus lourdes conséquences ». L'historienne Cécile Morrisson synthétise l'avis généralement admis à propos du règne de Justinien. Ainsi, elle affirme qu'en dépit des limites de la politique de Justinien, « son héritage reste impressionnant. Sa législation et la construction de Sainte-Sophie en sont les signes les plus connus encore visibles aujourd'hui, mais son influence sur la culture et la civilisation de son temps ne saurait s'y résumer ».
Georges Tate relativise les critiques émises à l'égard de Justinien. Il estime qu'elles sont influencées par la vision rétrospective qu'ont les historiens postérieurs à son règne, qui ont connaissance des événements à venir. Or, Justinien ne pouvait prévoir les dangers à venir sur la frontière orientale, notamment la guerre perso-byzantine de 602-628 ou l'expansion de l'islam : « En aucun temps, en aucun pays, aucun dirigeant politique n'a été capable de faire des prévisions à aussi long terme. Le drame du règne de Justinien, s'il est licite de parler de drame, c'est qu'il se situe à l'apogée d'une longue période de croissance et au début d'une longue phase de dépression ». Dans sa biographie consacrée à Justinien, Pierre Maraval constate lui aussi la coexistence de succès réels et de résultats plus mitigés, certains n'étant pas liés directement à l'action de l'empereur. En revanche, il rejette l'idée d'un « siècle de Justinien », parfois mis en avant, par exemple par Paul Lemerle. Justinien intervient à une époque de profonds changements, au moment où le monde occidental passe de l'Antiquité au Moyen Âge. En outre, il remet en cause le qualificatif de « dernier empereur romain » qui sous-entend qu'il est le dernier à tenter de faire vivre un Empire romain depuis longtemps moribond, dans le cadre d'une vision de lent déclin qui se poursuit avec l'Empire romain d'Orient. Il lui préfère celui de « premier empereur byzantin », toujours pénétré de l'héritage romain mais complété par des tendances nouvelles, à l'image du caractère éminemment chrétien du règne de Justinien, soit une première étape vers l'affirmation d'un monde byzantin spécifique.

## Justinien dans les arts

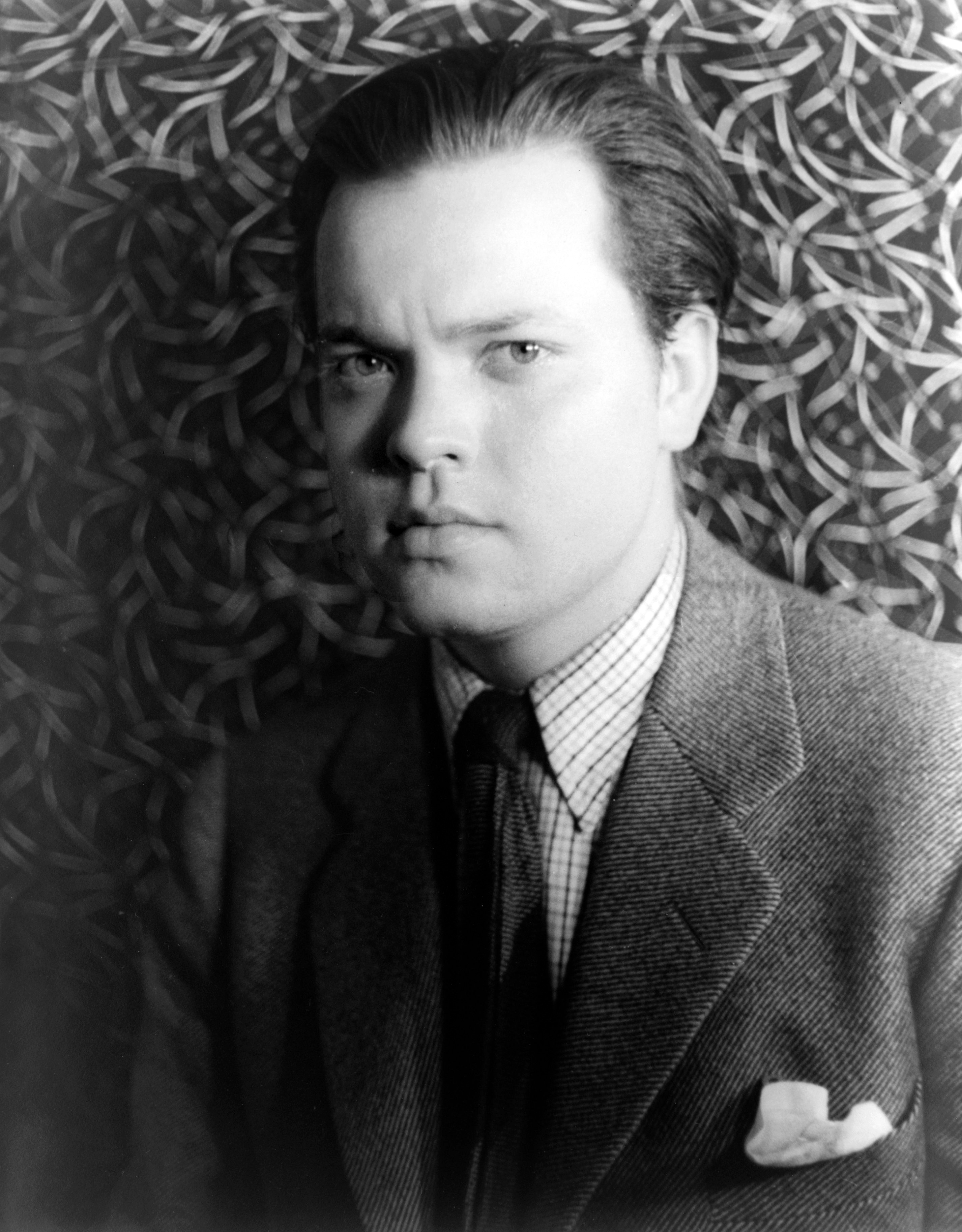
Photographie d'Orson Welles, l'interprète de Justinien dans Pour la conquête de Rome de Robert Siodmak.

Figure centrale de l'Antiquité tardive, Justinien apparaît dans plusieurs œuvres tout au long des siècles. Ainsi, au cinéma, alors que l'histoire byzantine a fait l'objet d'un nombre limité de films, le règne de Justinien est une exception notable. En littérature, il est l'un des personnages présents dans le Paradis de la Divine Comédie de Dante Alighieri. Il y est dépeint comme un défenseur de la foi et le restaurateur de la grandeur romaine. Toutefois, il n'apparaît que dans le deuxième ciel du Paradis, celui de Mercure pour les esprits actifs et bienveillants, car y est fustigé son désir de gloire personnelle et terrestre, qui l'empêche de travailler à la seule gloire de Dieu,. Ainsi, quand il s'adresse à Dante, il le fait en ces termes : « César je fus et Justinien je suis ». Son titre de césar, symbolisant sa gloire temporelle est mis au passé et seul dure son nom, reflet de son âme immortelle car ayant contribué à la gloire divine.
Plus que le personnage de Justinien, ce sont souvent les événements et les personnages qui l'entourent qui sont l'objet de créations artistiques. C'est le cas de sa femme, Théodora, qui a nourri de nombreuses créations à propos de son ascension sociale et de son influence supposée sur son mari. Ainsi, plusieurs films s'appuient sur le destin de l'impératrice, comme Théodora d'Henri Pouctal, qui est l'adaptation au cinéma d'une pièce de théâtre de 1884 de Victorien Sardou intitulée Théodora. Celle-ci participe, par sa popularité, au renouveau que connaissent les études byzantines en France dans la deuxième moitié du XIXe siècle et à l'émergence de jugements plus positifs sur l'époque byzantine. Charles Diehl réagit ainsi par la publication de son ouvrage Théodora, impératrice de Byzance, qui brosse un portrait plus austère de l'impératrice. Dans le film muet italien Théodora (1921), de Leopoldo Carlucci, l'empereur est incarné par l'acteur Ferruccio Biancini. Le réalisateur italien Riccardo Freda consacre également un film en 1952 : Théodora, impératrice de Byzance avec Gianna Maria Canale dans le rôle de Théodora et Georges Marchal dans celui de Justinien. Toutes ces œuvres romancent la relation existant entre Théodora et Justinien, s'appuyant souvent sur les dires de Procope de Césarée dans son Histoire secrète de Justinien pour nourrir le scénario d'une ascension sociale fulgurante et fascinante. Le rôle de Justinien y est alors plus secondaire, sujet des ambitions et du charme de sa femme. Ainsi, dans le film de Riccardo Freda, Justinien la rencontre dans une taverne où il s'éprend d'elle, lui offrant un pendentif avant de présider le tribunal qui la juge pour s'être enfuie avec ce bijou. Finalement, les deux personnages se marient et Théodora joue un rôle central dans le gouvernement de l'Empire. Dans le domaine artistique, le personnage de Bélisaire est aussi très présent. Plus encore, il a nourri une légende dans laquelle le général souffre de l'ingratitude d'un empereur qui lui doit la plupart de ses succès mais finit par le congédier, le privant de sa richesse et de ses titres et le condamnant de fait à mourir dans le dénuement le plus total. Le tableau de Jacques-Louis David Bélisaire demandant l'aumône (1780) est le plus emblématique de ce mythe. Justinien devient alors le symbole d'un pouvoir méprisant, y compris envers ceux à qui il doit le plus, participant d'une critique croissante de la monarchie de la société d'Ancien Régime,. Enfin, l'opéra n'est pas en reste. Là encore, rares sont les pièces à mettre en scène l'époque byzantine mais Giustino de Georg Friedrich Haendel sur un livret adapté de Pietro Pariati en 1737 et Belisario de Gaetano Donizetti sont des exceptions.
Les réalisations de Justinien inspirent aussi certaines créations, notamment à propos de la reconquête de Rome. L'ouvrage uchronique de Lyon Sprague de Camp De peur que les ténèbres suit les aventures d'un historien américain des années 1940 projeté dans l'Italie avant l'invasion de Bélisaire, qu'il parvient à prévenir en aidant les Ostrogoths. De même, le film Pour la conquête de Rome I de Robert Siodmak, où Justinien est interprété par Orson Welles, prend pour point de départ l'invasion de l'Italie par Bélisaire et, là encore, elle n'est pas menée à son terme. La série de fantasy historique La Mosaïque de Sarance de Guy Gavriel Kay s'inspire largement des événements du VIe siècle et en particulier de ceux du règne de Justinien. De même, le héros du roman Les Temps parallèles de Robert Silverberg, qui voyage dans le temps, assiste aux événements de la sédition Nika en 532.